# Oleśnica
Oleśnica (niem. Oels, cz. Olešnice) – miasto w Polsce w województwie dolnośląskim, w aglomeracji wrocławskiej, siedziba powiatu oleśnickiego, położone na lewym brzegu rzeki Oleśnicy (dopływ Widawy). Pod względem geograficznym Oleśnica leży na Nizinie Śląskiej na wysokości 152 m n.p.m., na Dolnym Śląsku.

## Nazwa

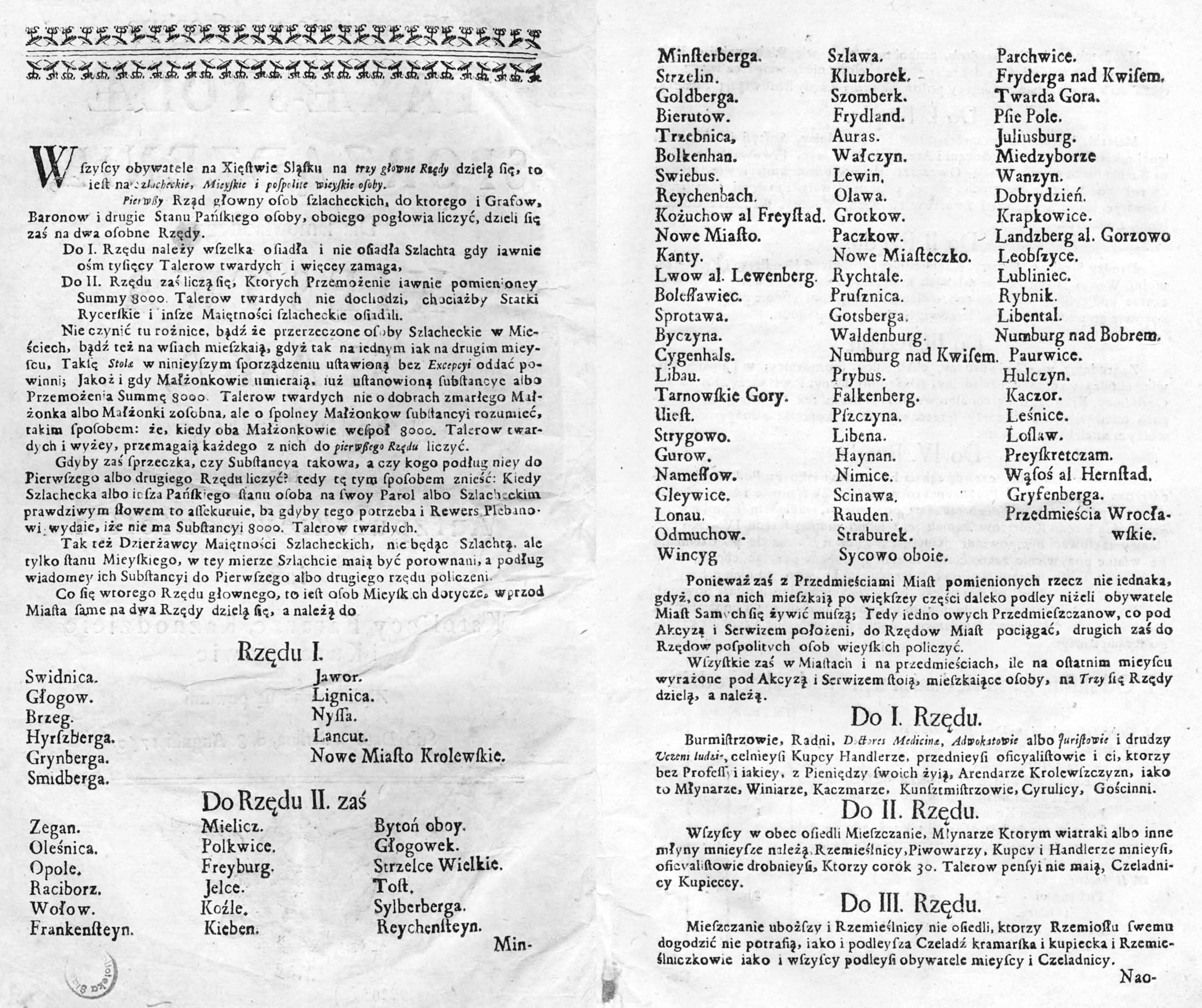
Polska nazwa Oleśnica wśród innych nazw śląskich miejscowości w urzędowym pruskim dokumencie z 1750 roku wydanym w języku polskim w Berlinie.

Nazwa miasta pochodzi od nazwy drzewa olchy (staropol. Olszyna, Olsza), od której wywodziła się historyczna nazwa miasta Olesznica. Do grupy miejscowości na Śląsku, których nazwy wywodzą się od tego drzewa – „von olsza = Erle (alnus)” zalicza ją niemiecki językoznawca Heinrich Adamy. W swoim dziele o nazwach miejscowych na Śląsku wydanym w 1888 roku we Wrocławiu wymienia on nazwę miasta zanotowaną w dokumencie z 1189 roku Olsznica podając jej znaczenie „Stadt am Erlenbach” – „miasto nad olchowym potokiem” nawiązując do jednego z dopływów rzeki Widawy – Oleśnicy.
W roku 1214 wymieniona w zlatynizowanej formie Oleznic, w akcie lokacji na prawie średzkim z 22 lutego 1255 roku Civitas nostra Olsnicz. W dokumencie z 1222 roku wydanym przez biskupa wrocławskiego Lorenza miejscowość wymieniona jest jako „Olesniza”. Nazwę miejscowości w zlatynizowanej formie Olesniz wielokrotnie notuje spisana po łacinie w latach 1269–1273 Księga henrykowska. W 1295 w kronice łacińskiej Liber fundationis episcopatus Vratislaviensis (pol. Księga uposażeń biskupstwa wrocławskiego) miejscowość wymieniona jest jako Olsnice.
W spisanym ok. 1300 roku średniowiecznym łacińskim utworze opisującym żywot świętej Jadwigi Vita Sanctae Hedwigis miasto wymieniane jest w zlatynizowanej staropolskiej formie Olsnicz. Nazwa miejscowości w staropolskiej formie Olesnicz wymieniona jest w łacińskim dokumencie z 1312 roku wydanym w Głogowie. W spisanym po łacinie dokumencie średniowiecznym z 1314 roku miasto wymienione jest pod nazwą Olesniz.
W roku 1613 śląski regionalista i historyk Mikołaj Henel wymienił miejscowość w swoim łacińskim dziele o geografii Śląska pt. Silesiographia podając trzy nazwy Olsna, Olsse oraz powołując się na dzieła Marcina Kromera Olesnicia.
W 1750 roku polska nazwa „Oleśnica” wymieniona jest w języku polskim przez Fryderyka II pośród innych miast śląskich w zarządzeniu urzędowym wydanym dla mieszkańców Śląska.
Nazwę Oleśnica w książce „Krótki rys jeografii Szląska dla nauki początkowej” wydanej w Głogówku w 1847 wymienił śląski pisarz Józef Lompa. Słownik geograficzny Królestwa Polskiego wydany pod koniec wieku XIX wymienia dwujęzyczne nazwy miejscowości – polską Oleśnica oraz niemiecką Oels. Do 1825r w Oleśnicy odprawiane były msze protestanckie dla okolicznych chłopów co świadczy o polskości tego terenu jeszcze na początku XIX w.
Obecna nazwa została administracyjnie zatwierdzona 7 maja 1946.

## Historia

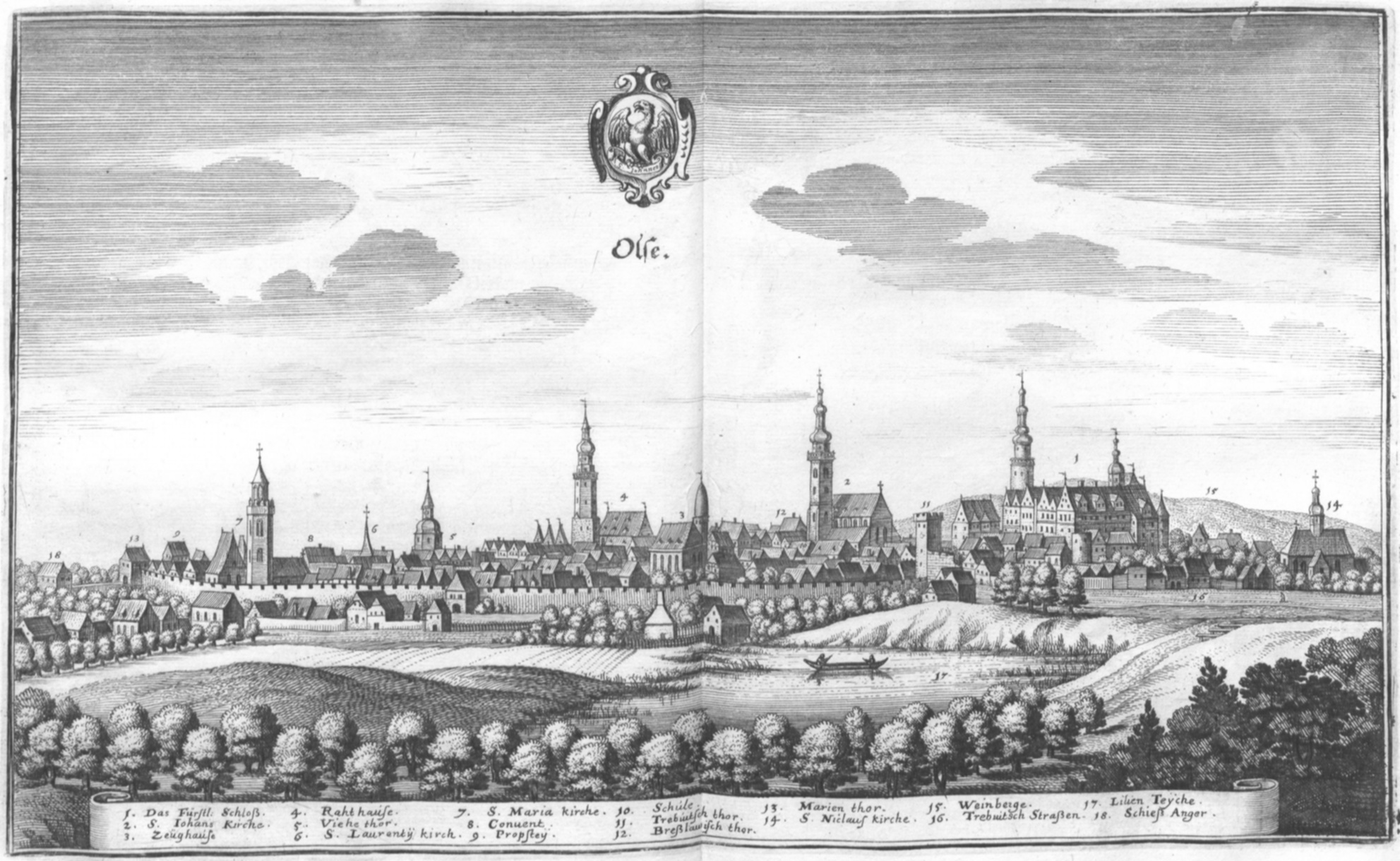
Oleśnica w XVII w., Matthäus Merian

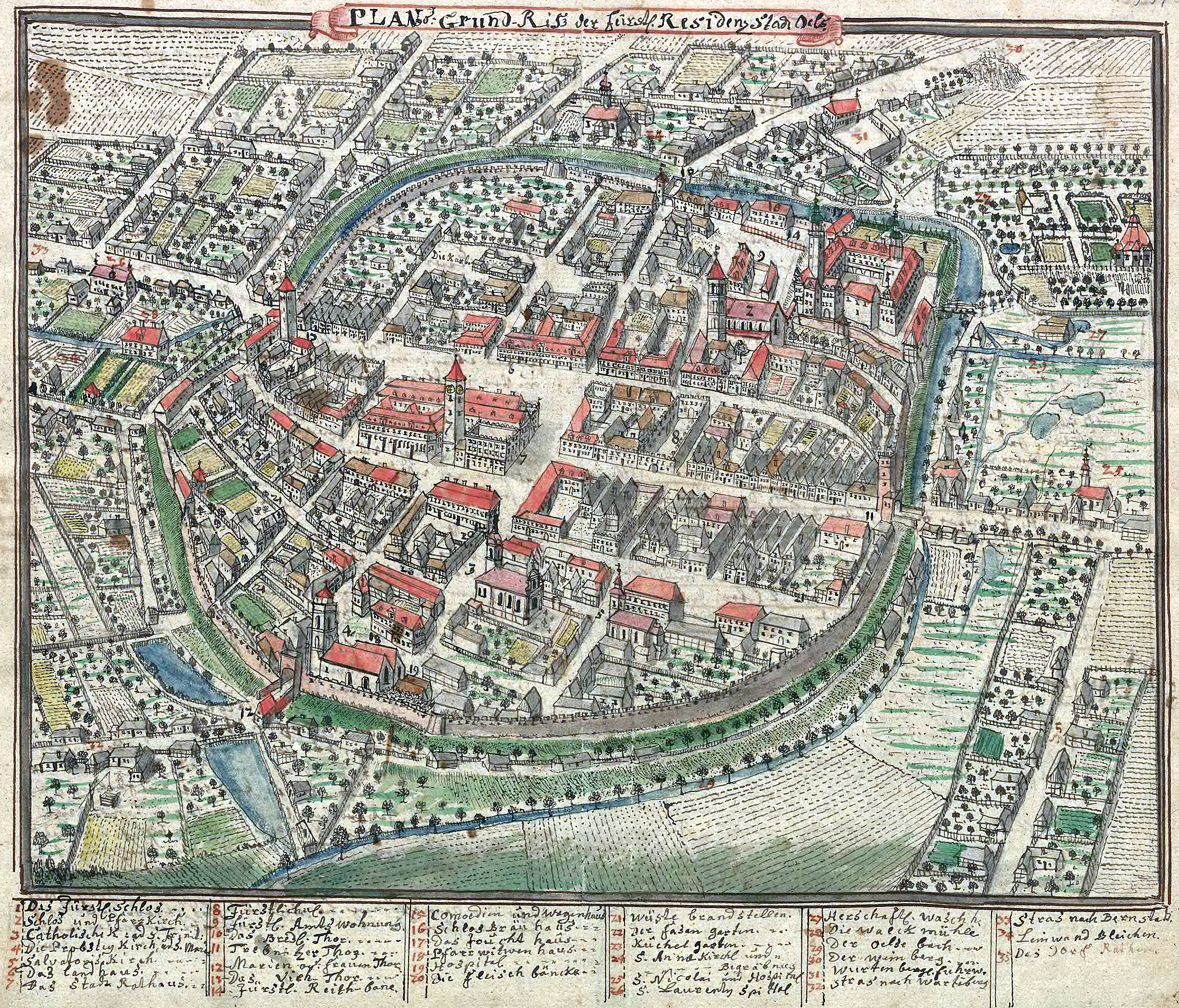
Oleśnica w XVIII w., Friedrich Bernhard Werner

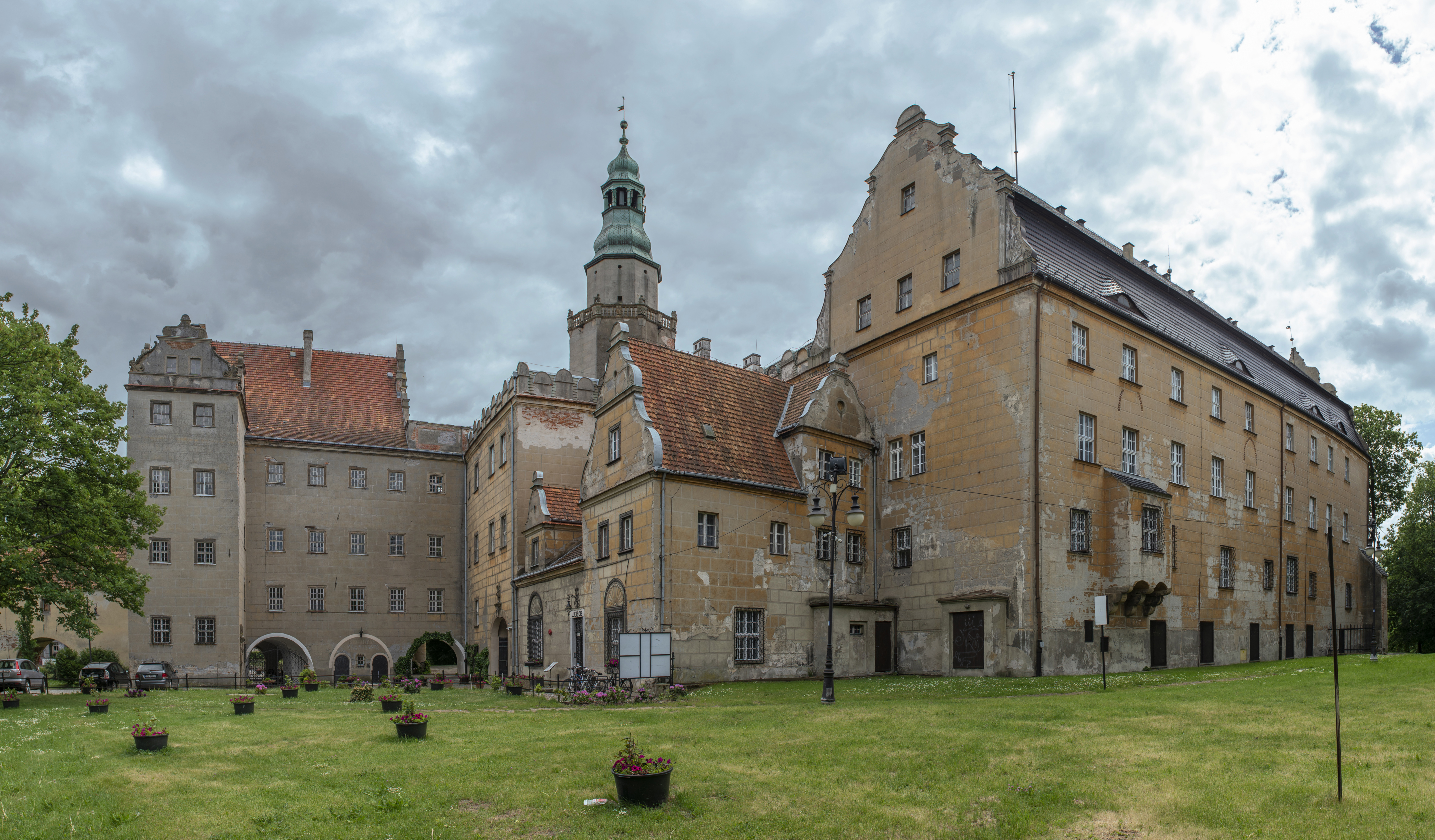
Zamek Książąt Oleśnickich w Oleśnicy

Początki Oleśnicy nie są znane, jednak już w 1214 r. istniała osada targowa, a w 1230 r. wymieniony został gród obronny, będący od 1247 r. siedzibą kasztelana. Po podziale księstwa śląskiego znalazła się ona w księstwie wrocławskim. Prawa miejskie uzyskała 22 lutego 1255 roku – książę wrocławski Henryk III Biały wskazując zasadźców Alberta i Richolfa, nadał lokację na prawie średzkim dla Civitas nostra Olsnicz.
Od 1294 roku należała do księstwa głogowskiego. W 1313 r. Oleśnica stała się stolicą samodzielnego księstwa oleśnickiego pod władzą księcia Bolesława, a następnie w 1320 r. miastem rezydencjalnym księcia Konrada I. Za panowania Piastów oleśnickich rozpoczęto budowę zamku, murów obronnych, świątyń. Po śmierci Konrada X Białego Młodszego, ostatniego władcy z miejscowej linii Piastów w roku 1492, Oleśnica wraz z księstwem przez trzy lata pozostawała w dyspozycji króla Czech, po czym została przekazana ziębickiej linii czeskich Podiebradów. Za ich panowania miasto przeżywało rozkwit, czego przejawem była renesansowa przebudowa zamku, rozwój umocnień, wzniesienie nowych świątyń, budowa gimnazjum, biblioteki i drukarni. W okresie wojny trzydziestoletniej miasto zostało mocno zniszczone. Od 1647 r. Oleśnica przeszła we władanie książąt wirtemberskich, którzy odbudowywali ją w stylu barokowym. Miasto było ważnym ośrodkiem kulturalnym, siedzibą teatru i drukarni wydających książki po niemiecku, polsku i łacińsku. W 1730 r. pożar zniszczył większą część miasta.
Już pod koniec XIII wieku działała tu mennica. Oleśnica korzystała ze swego położenia na szlaku z Wrocławia do Wielkopolski. Miała znaczące związki z Krakowem. W Oleśnicy znajdowała się ważna drukarnia, a także znane gimnazjum.
W połowie XVII wieku polsko-niemiecka granica językowa przebiegała niedaleko Oleśnicy, włączając miasto do terytorium o dominacji języka polskiego. W Oleśnicy swoje dzieła wydawał m.in. Adam Gdacjusz zwany „Śląskim Rejem” oraz Jerzy Bock.
Po książętach wirtemberskich miasto przeszło w ręce dynastii brunszwickiej. W 1824 powstała tu loża wolnomularska „Wilhelm pod ukoronowaną kolumną”, która istniała do 1935 roku. W 1884 r. Oleśnica stała się uposażeniem następcy tronu Prus.
Ponowny rozkwit miasta nastąpił w 2. połowie XIX w. W 1850 r. ulokowano w Oleśnicy garnizon, zaś w 1868 r. przeprowadzono przez miasto strategiczną linię kolejową, łączącą Wrocław z Górnym Śląskiem. Miasto rozbudowało się w trzech kierunkach:
- na południe, wzdłuż Ohlauer Straße (dziś ul. 3 maja), gdzie wzniesiono m.in. gmachy poczty, sądu, gimnazjum, starostwa, szkoły ewangelickiej, a także gazownię miejską
- na wschód, wzdłuż Náchodstraße (dziś ul. Lwowska), gdzie wzniesiono szpital miejski, szkołę (Logau-Oberrealschule), a w 1913 r. obszerne zakłady naprawcze kolei niemieckich (Reichsbahn-Ausbesserungswerk)
- na północny wschód, wzdłuż Wartenberger Straße (dziś ul. Wojska Polskiego), gdzie w latach 70. XIX w. zbudowano koszary, a później także wieżę ciśnień, urząd skarbowy i stadion miejski

Między 23 a 25 stycznia 1945 roku 73 Korpus Piechoty 52 Armii 1 Frontu Ukraińskiego toczył zacięte walki o zajęcie miasta.
W czasie zdobywania Oleśnicy przez Armię Czerwoną doszło do walk, które spowodowałyby znaczne zniszczenia. W czasie wymiany ognia między Wehrmachtem a Armią Czerwoną miasto zostało zniszczone w około 70 procentach. Według obliczeń w gruzach legło 1139 budynków. Pożary całych pierzei i kwartałów miasta miały miejsce dopiero na skutek podpaleń dokonywanych przez wojska radzieckie. W maju 1945 r. miał zaś miejsce pożar, który zniszczył 80% zabudowy. Oleśnica stała się ważną bazą logistyczną i lotniczą dla wojsk zdobywających Wrocław. Każde podpalenie dezorganizowało funkcje transportowe, medyczne, bytowe i zagrażało samolotom startującym lub lądującym na lotniskach oleśnickich. W okresie od stycznia 1945 r. do września 1946 r. – liczba zniszczonych lub spalonych budynków mieszkalnych wyniosła 987, tj. 53%, inne dane podają 45%, a ogólną ilość zniszczeń przyjmuje się na 60, 70, 75 lub 80% (zależnie od źródła i poglądów politycznych).
Przejęcie miasta przez polskie władze administracyjne nastąpiło 7 lipca 1945 r.
Do połowy lat 50. XX wieku nie prowadzono większej odbudowy, a jedynie odgruzowano miasto. Znacząca akcja odbudowy zabytków oraz rozbudowa miasta nastąpiła w latach 60. XX wieku.
W latach 1975–1998 miasto administracyjnie należało do województwa wrocławskiego.

## Zabytki i atrakcje turystyczne
Najcenniejsze zabytki w obrębie murów obronnych:
Dzisiejsza historyczna część miasta jest wyznaczona przez otaczające ją średniowieczne mury obronne. Wjazd do miasta był możliwy przez cztery bramy miejskie: Bramę Trzebnicką, obecnie Brama Wrocławska (zachód) – jedyna zachowana oraz rozebrane w 1868 r. Bramy: Oławską (południe), Namysłowską/Bydlęcą (wschód) i Mariacką (północ). Fortyfikacja z fosą obejmowała również najbardziej znany oleśnicki zabytek Zamek Książąt Oleśnickich z XIII w., który w XVII wieku został połączony krytym gankiem z Bazyliką świętego Jana Apostoła z XIII w. (tzw. Kościół Zamkowy) z biblioteką łańcuchową w kruchcie. Od strony zachodniej przy ulicy Bocianiej 11 (obecnie Oleśnicki Dom Spotkań z Historią) i Bocianiej 12 (dawniej plebania ewangelicka) znajdują się domy z XVII w.
W centralnej części miasta usytuowany jest oleśnicki Ratusz z poł. XV w. przebudowany w stylu klasycystycznym przed którym stoi Kolumna Zwycięstwa (1873). Zachowana po wojnie zabudowa oleśnickiego rynku nawiązuje w większości do stylu klasycystycznego XIX w. Innymi wartymi uwagi zabytkami w obrębie murów obronnych są: gotycka cerkiew Zaśnięcia Najświętszej Maryi Panny utworzona z dwóch odrębnych kościołów klasztornych, gotycki Kościół Zbawiciela (poprzednio synagoga), barokowy kościół pw. Św. Trójcy i „Dom Wdów” z 1683 r. – obecnie Szkoła Muzyczna I stopnia im. Fryderyka Chopina oraz kolumna Złotych Godów z XVIII w.

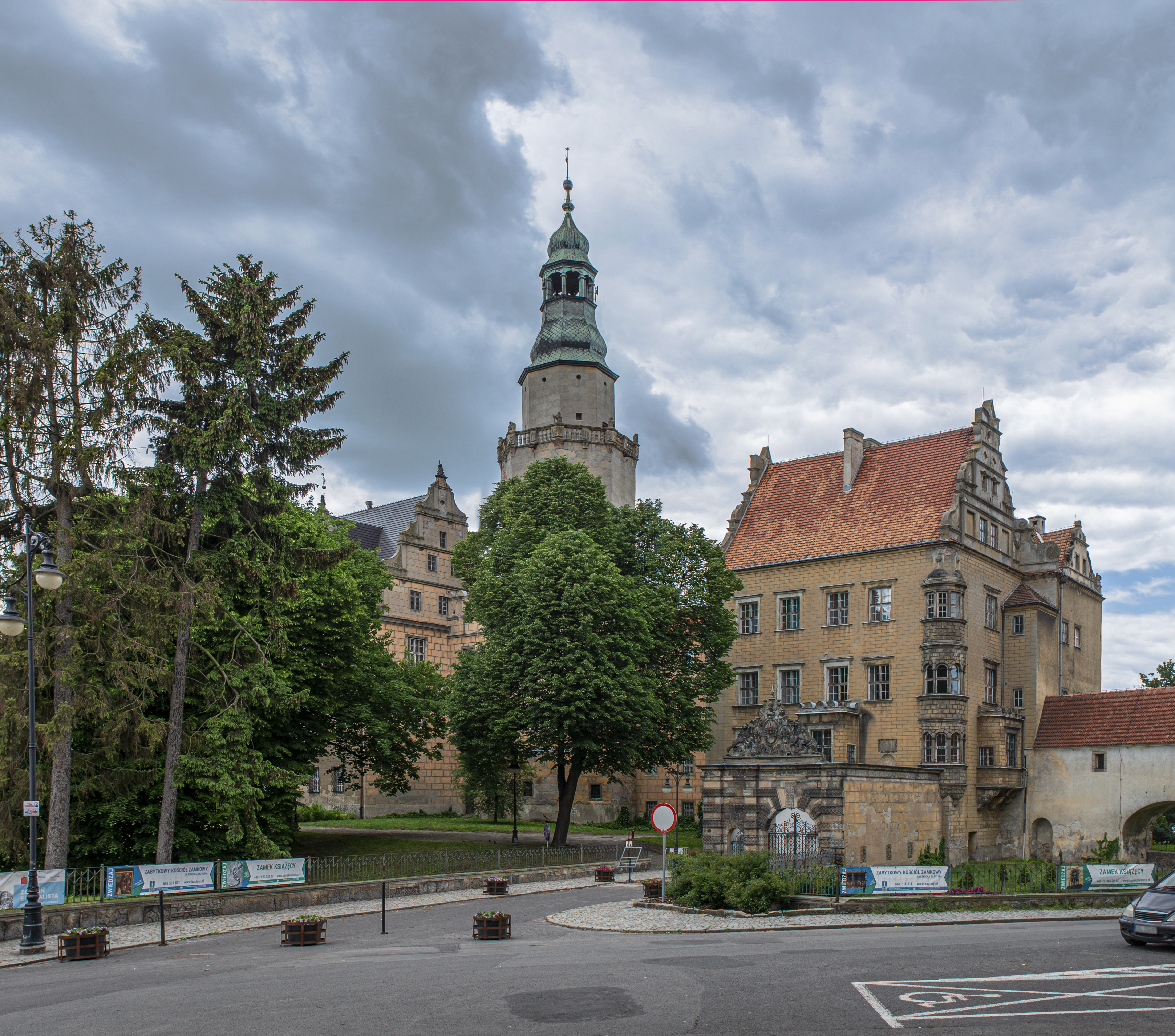
Zamek Książąt Oleśnickich
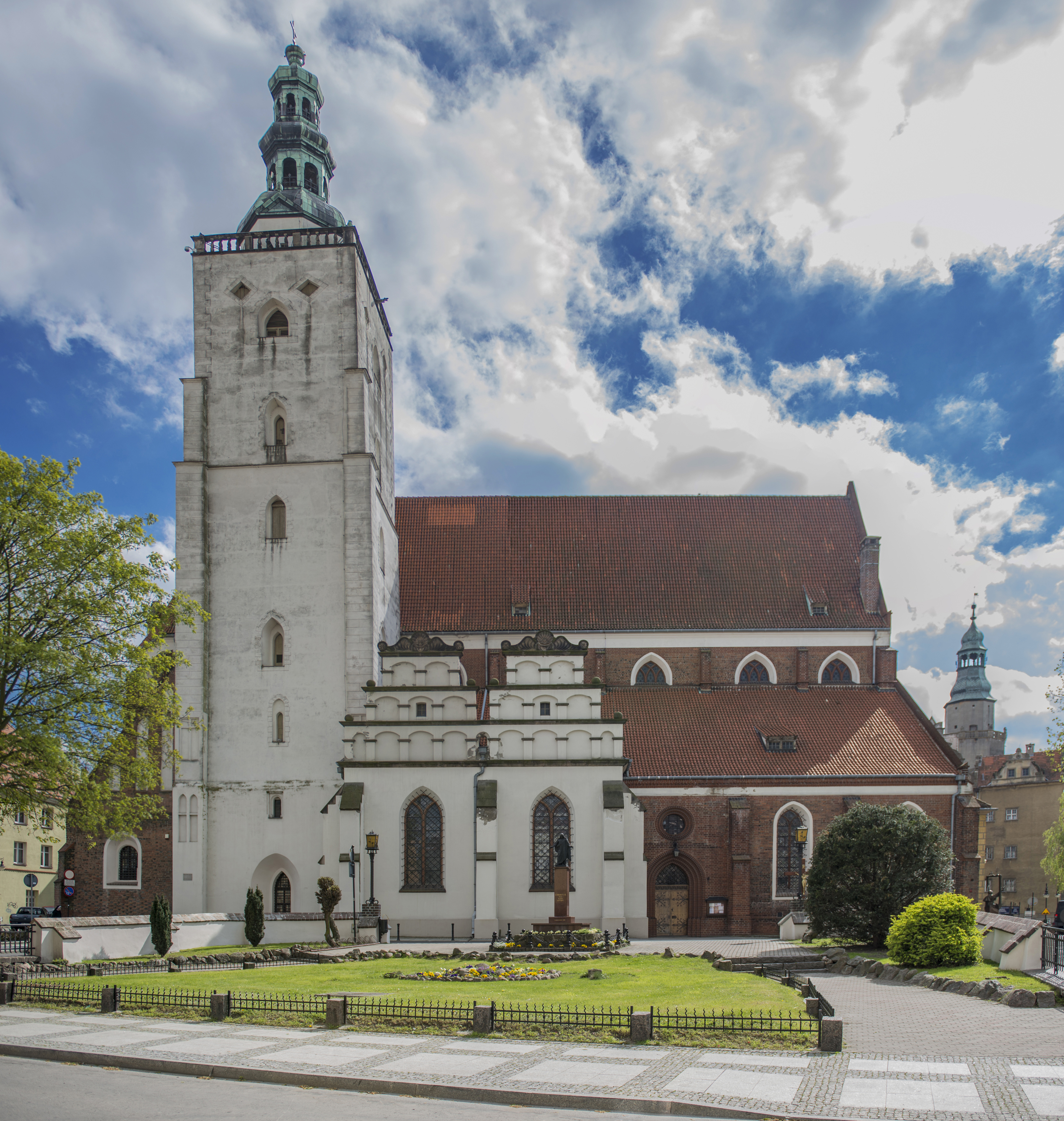
Bazylika św. Jana Apostoła
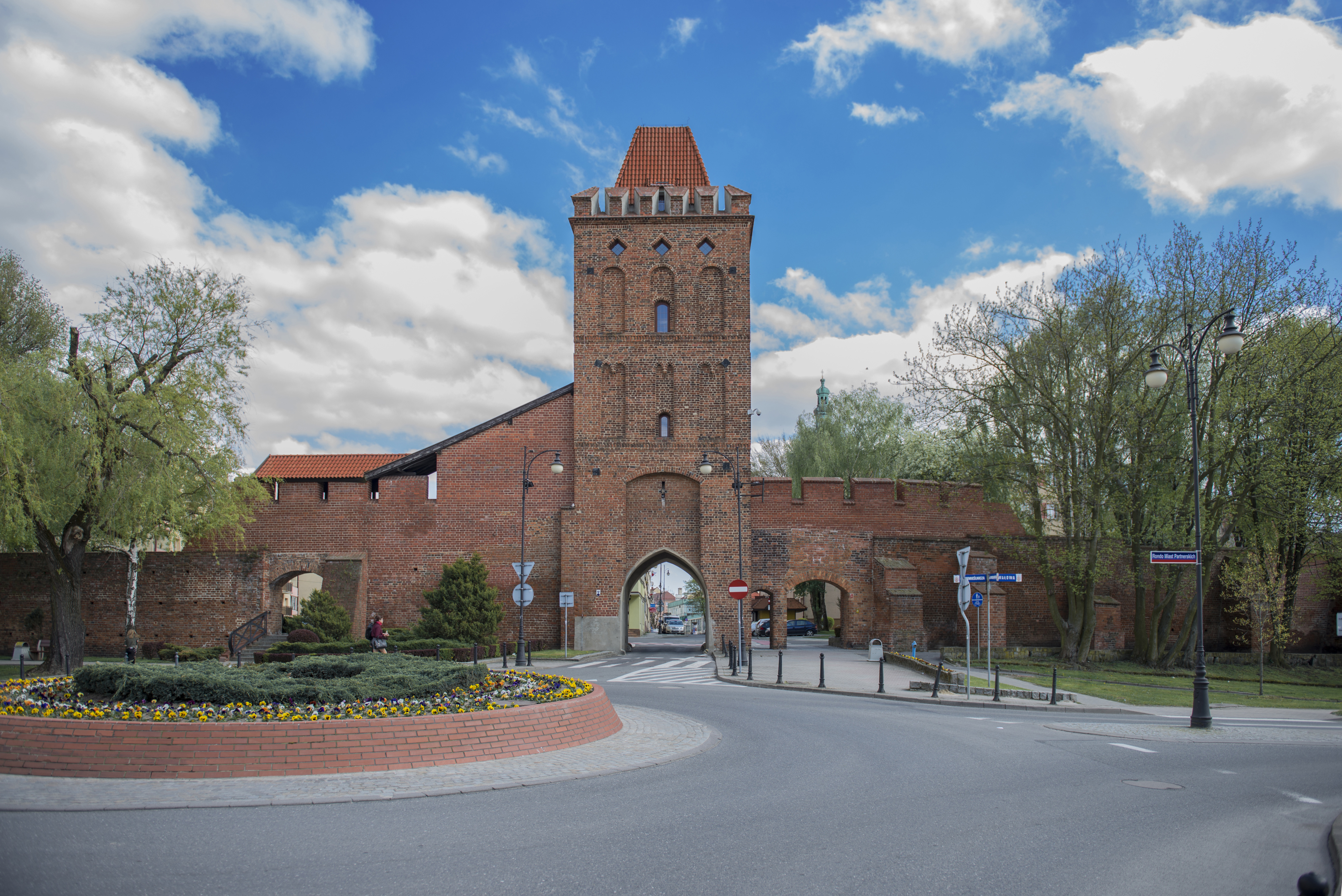
Brama Wrocławska
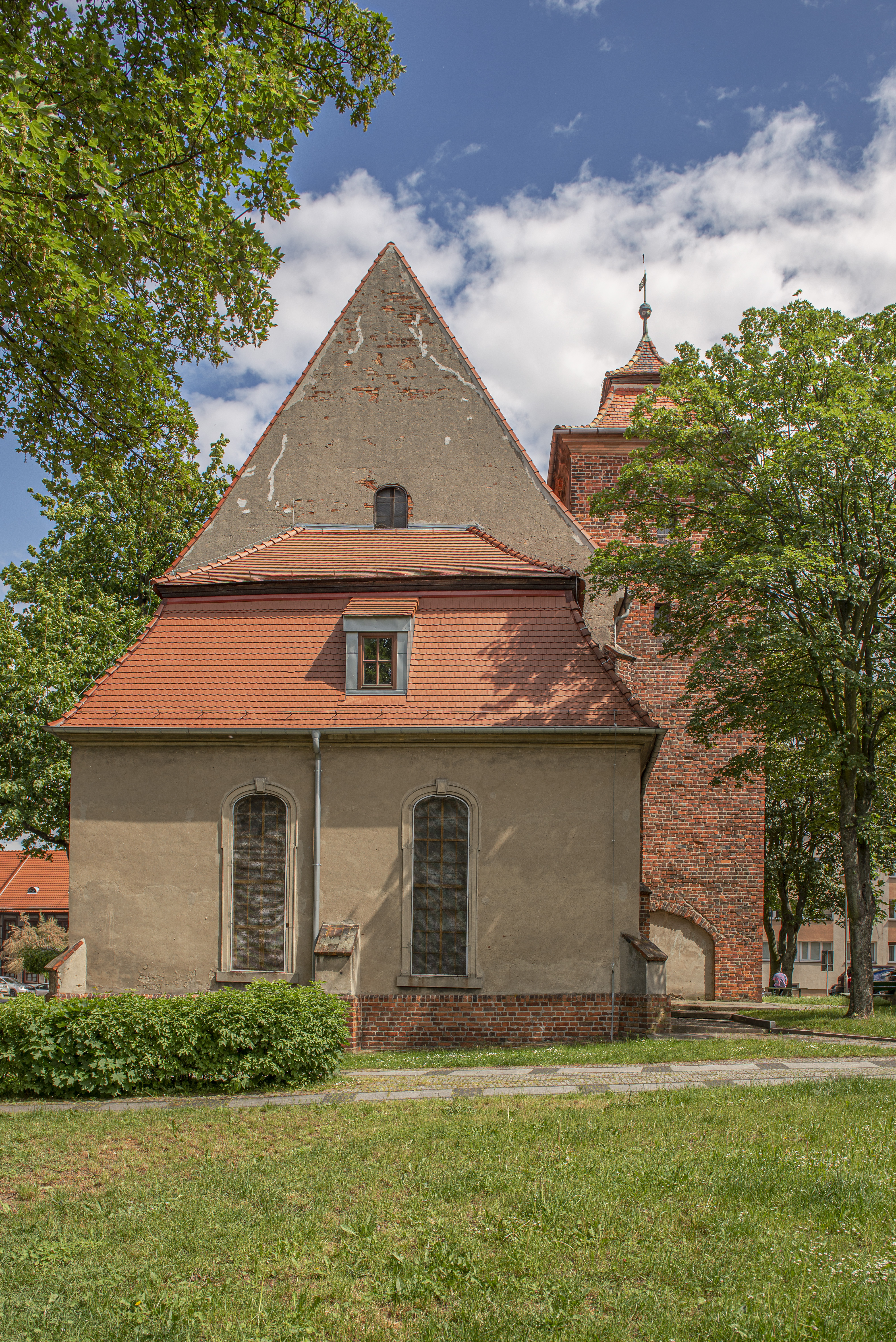
Kościół Zielonoświątkowy
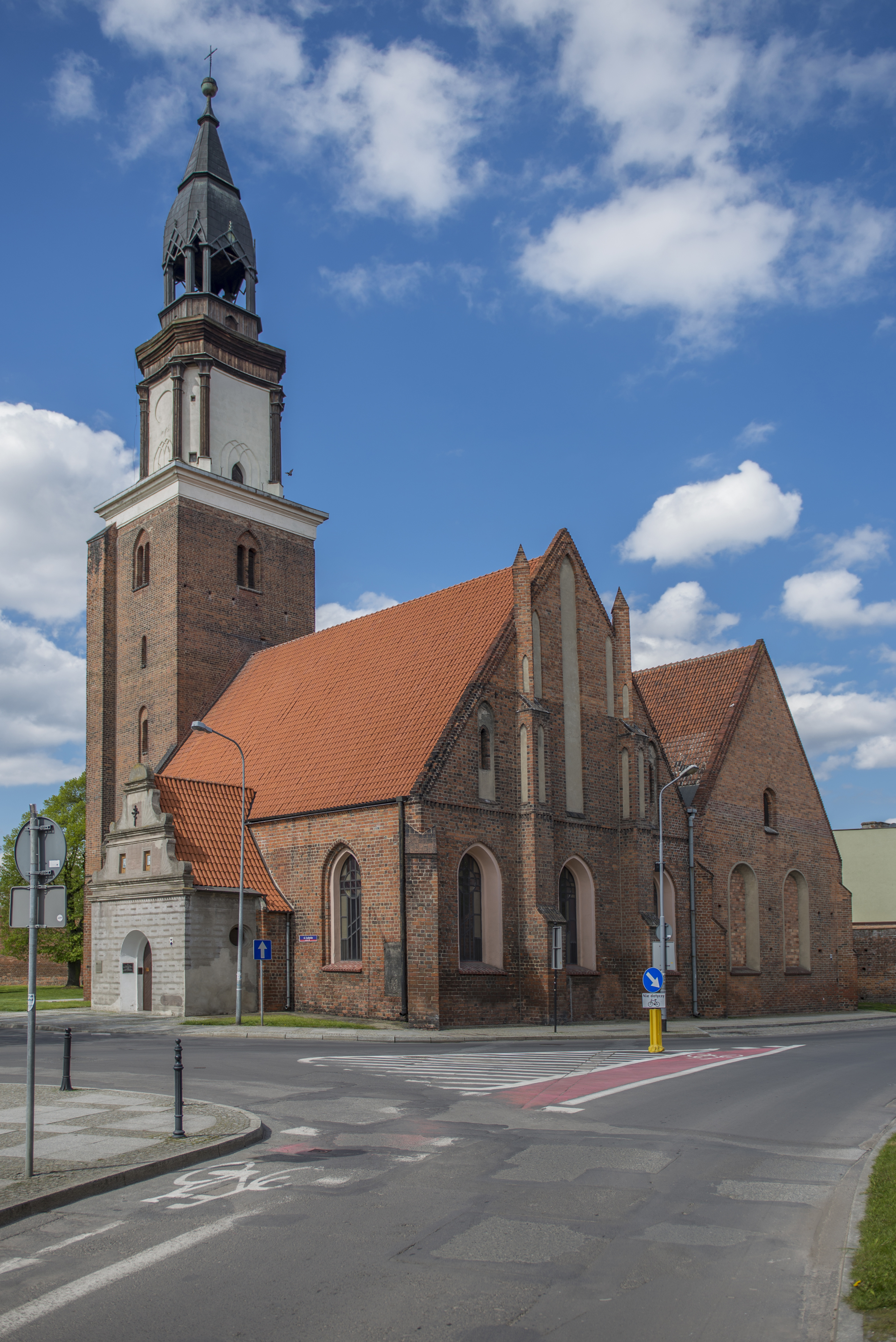
Cerkiew Zaśnięcia NMP
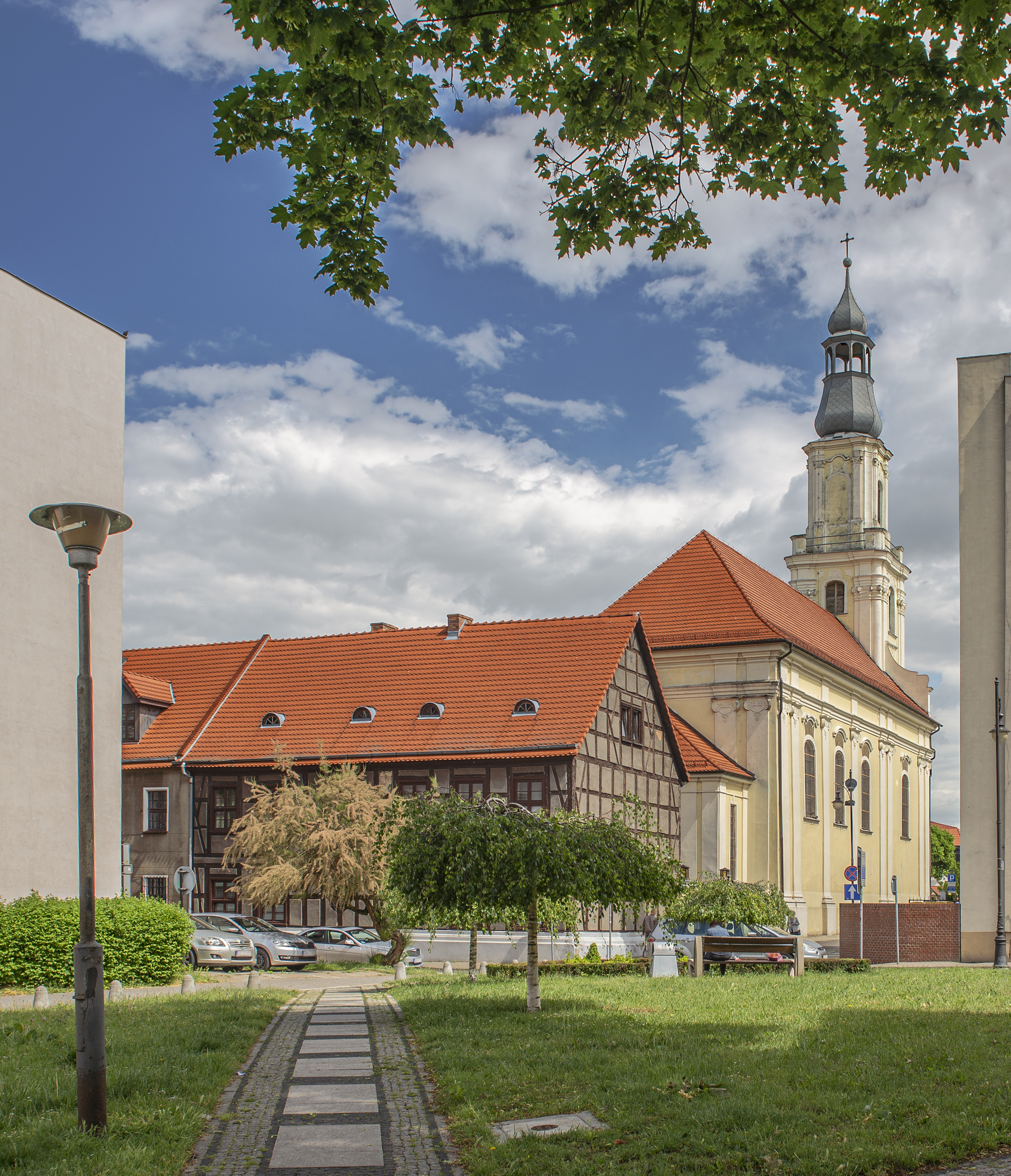
Kościół Św. Trójcy
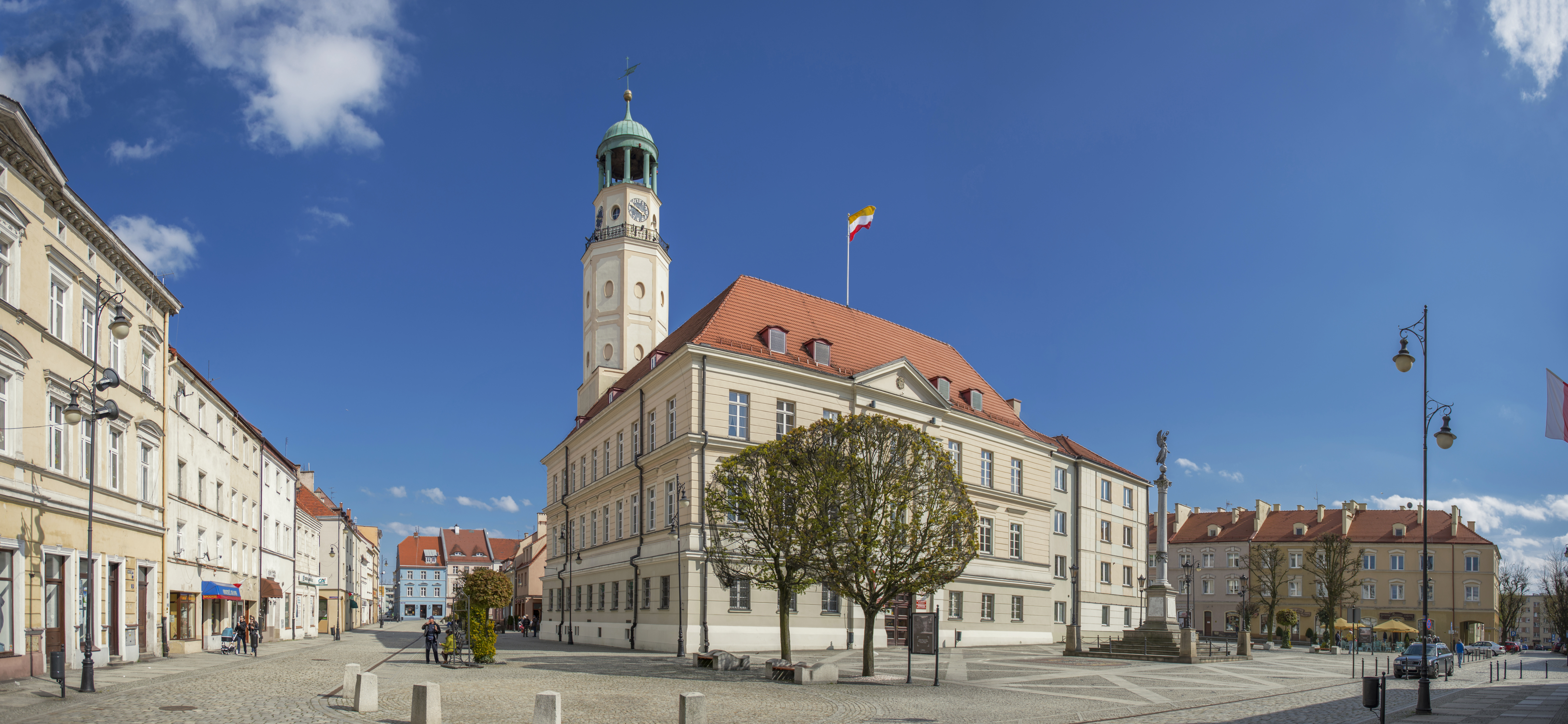
Rynek z Ratuszem
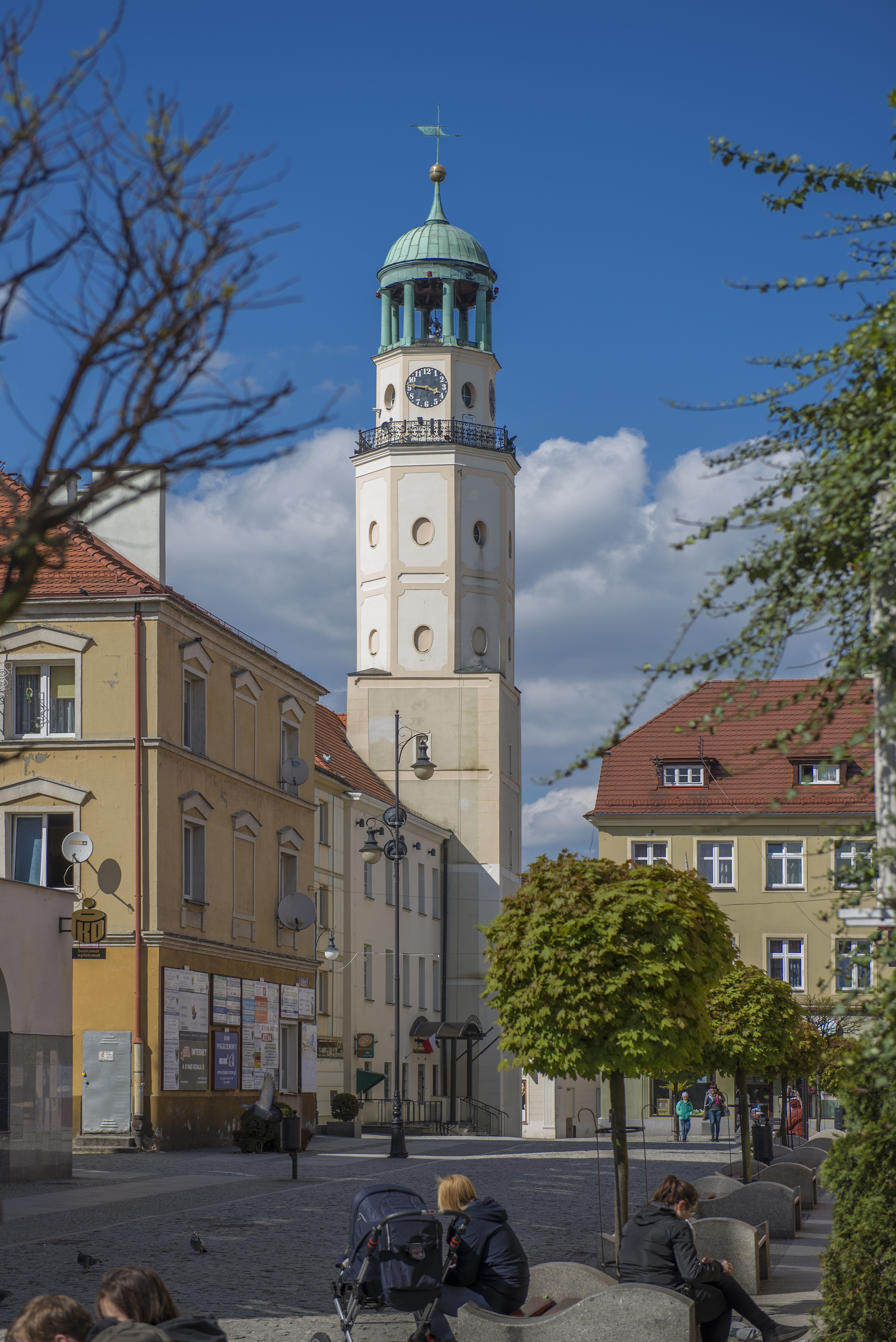
Wieża ratuszowa
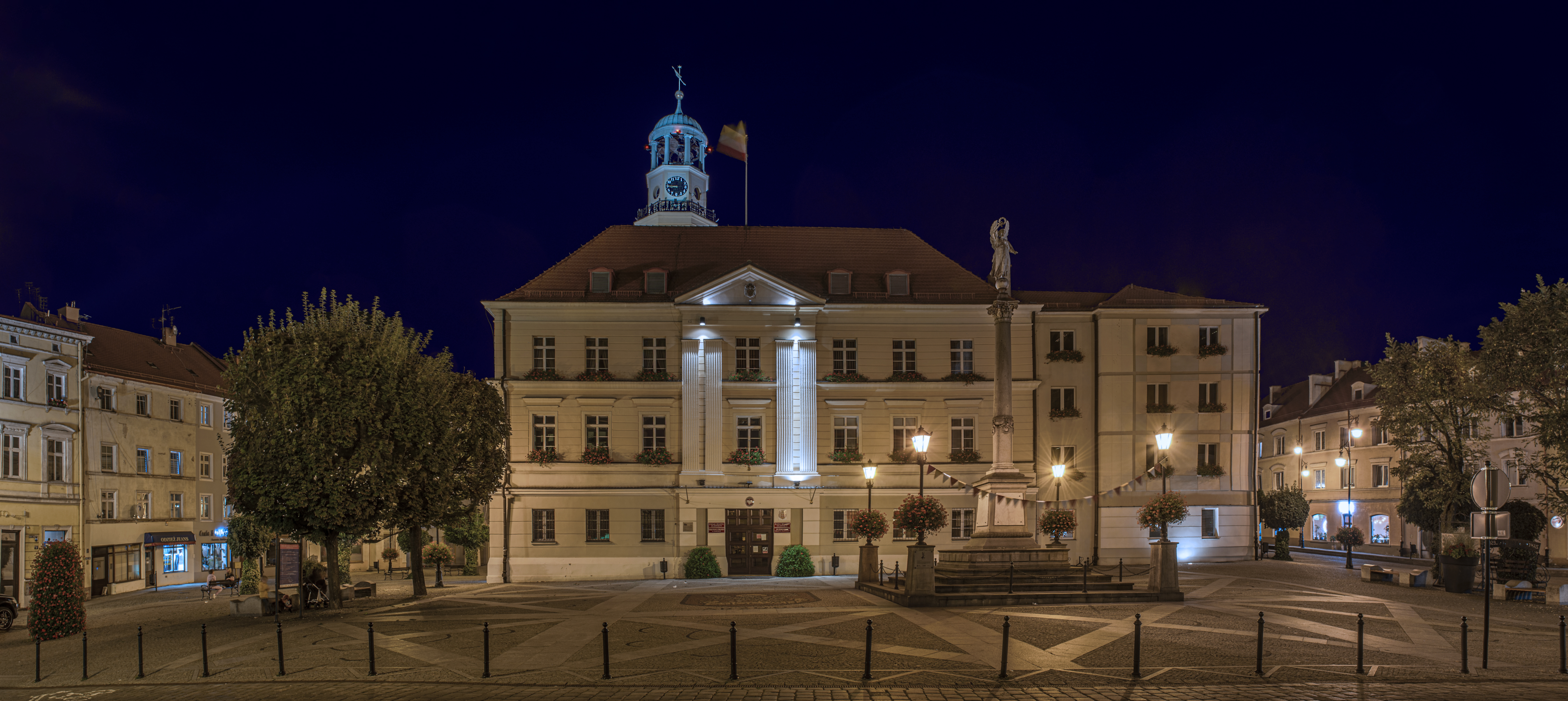
Ratusz nocą

Najcenniejsze zabytki poza obrębem murów obronnych:
- w południowej części miasta neorenesansowy budynek Sądu Rejonowego (1896) i budynek Poczty Polskiej (przed 1900) przy ul. 3 Maja, Zespół Zakładu Karnego z końca XIX w. przy ul. Wały Jagiellońskie 1, dawny Hotel Dworcowy – aktualnie siedziba Biblioteki i Forum Kultury przy ul. Reja 10, Urząd Gminy Oleśnica przy ul. 11 Listopada 24, budynek Starostwa Powiatowego (1922) i I Liceum Ogólnokształcącego i Gimnazjum nr 2 (1911-13) przy ul. Słowackiego, Przychodnia Rejonowa nr 2 (1893) przy ul. gen. Józefa Hallera 25;

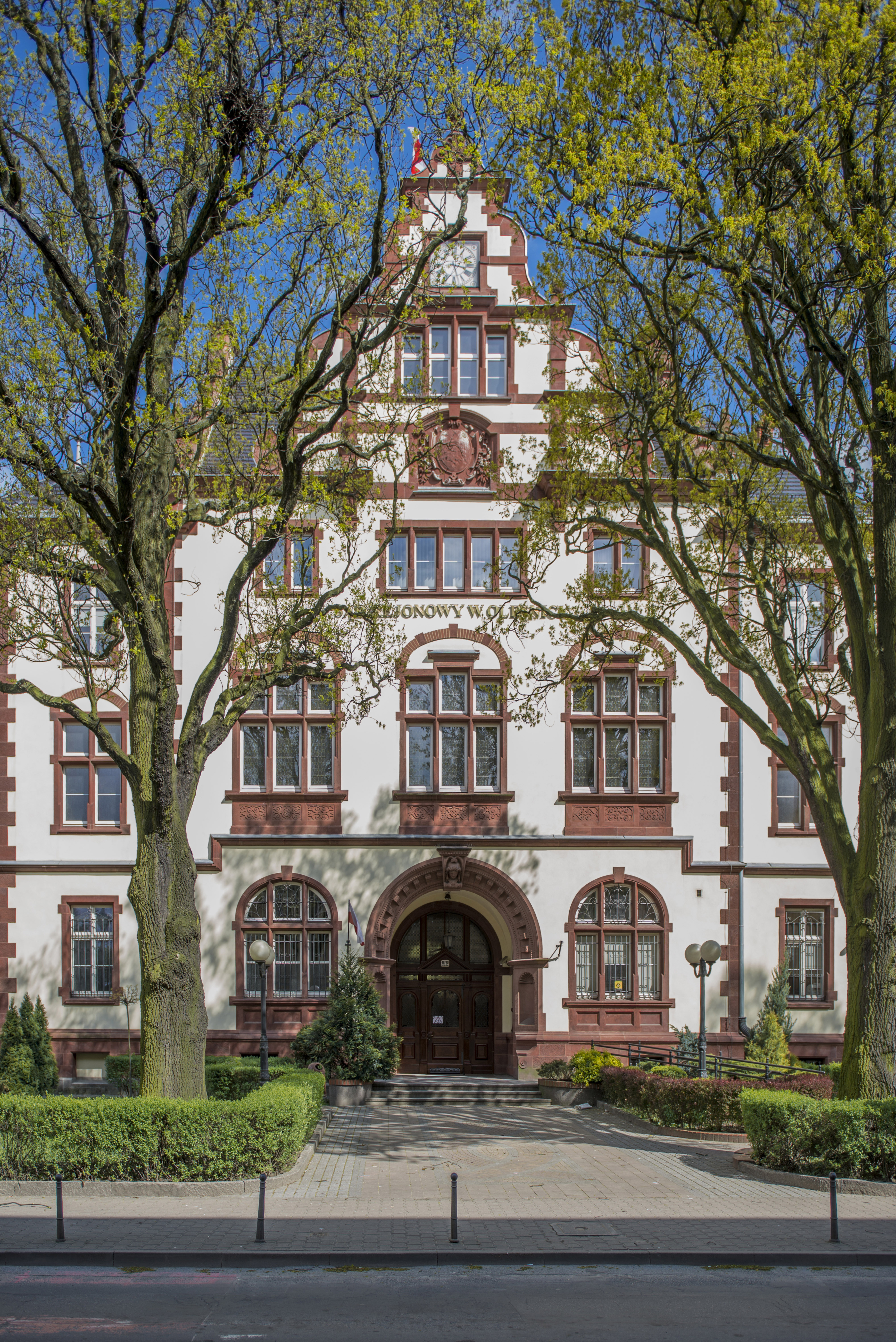
Sąd Rejonowy
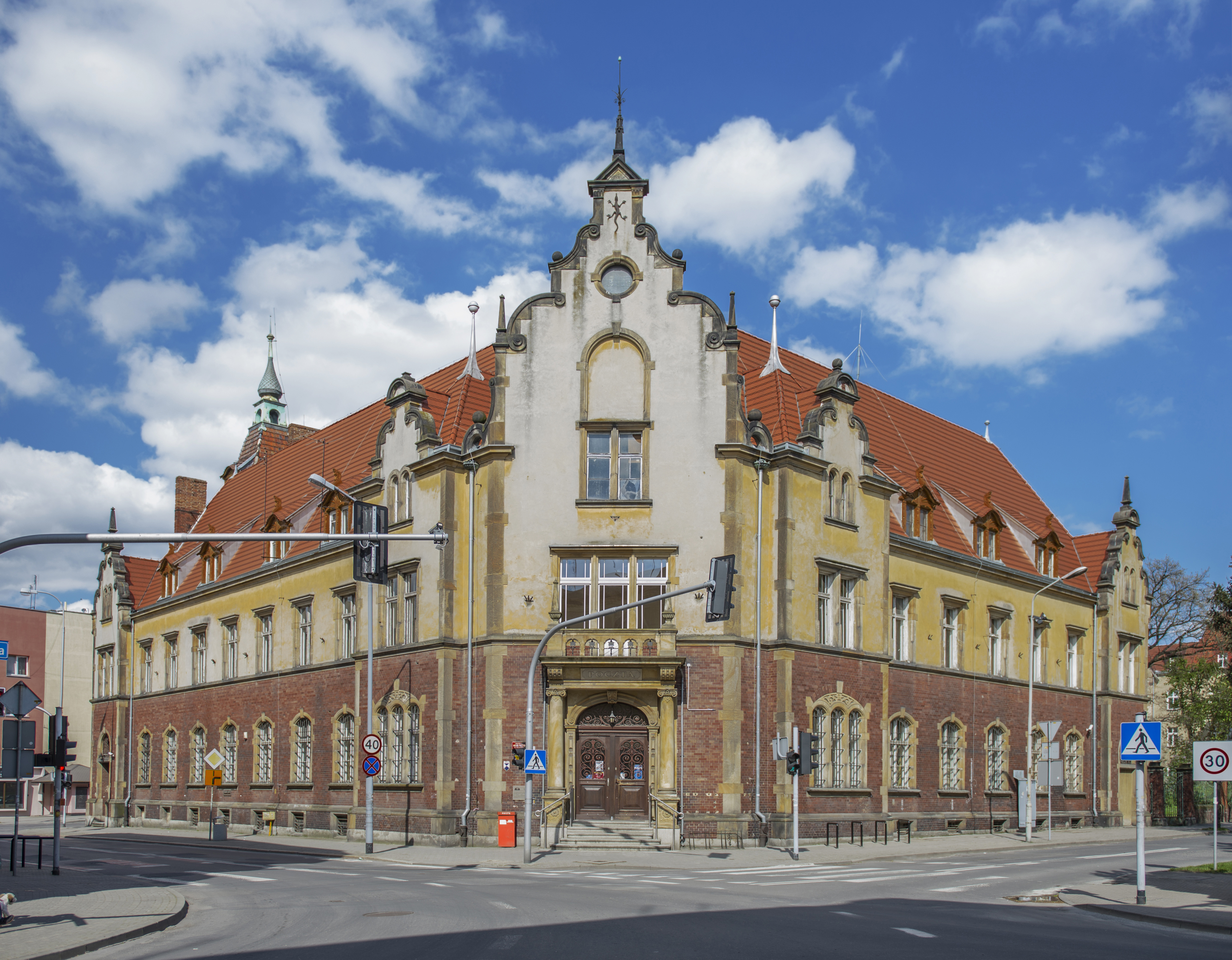
Urząd Pocztowy
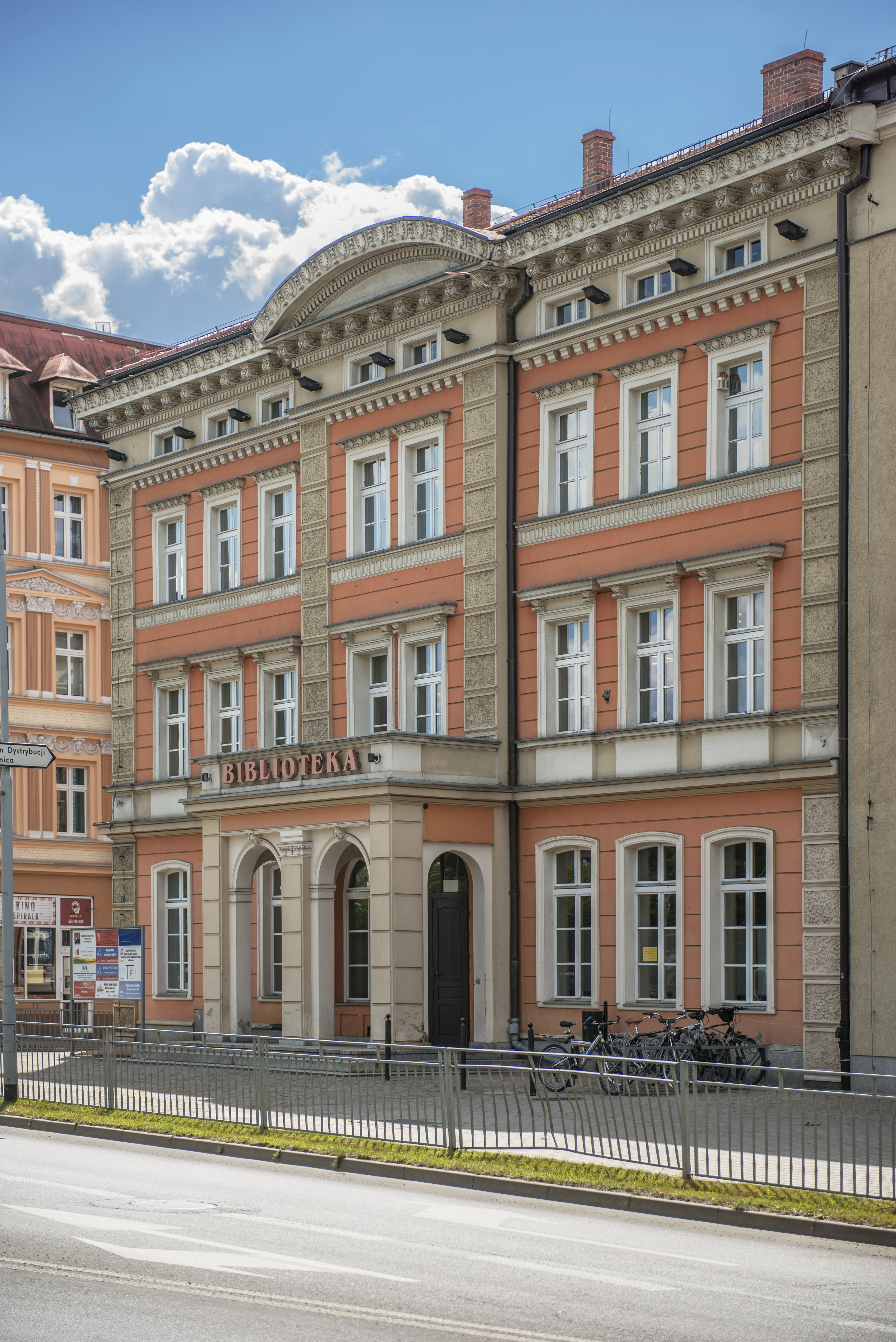
Biblioteka i Forum Kultury
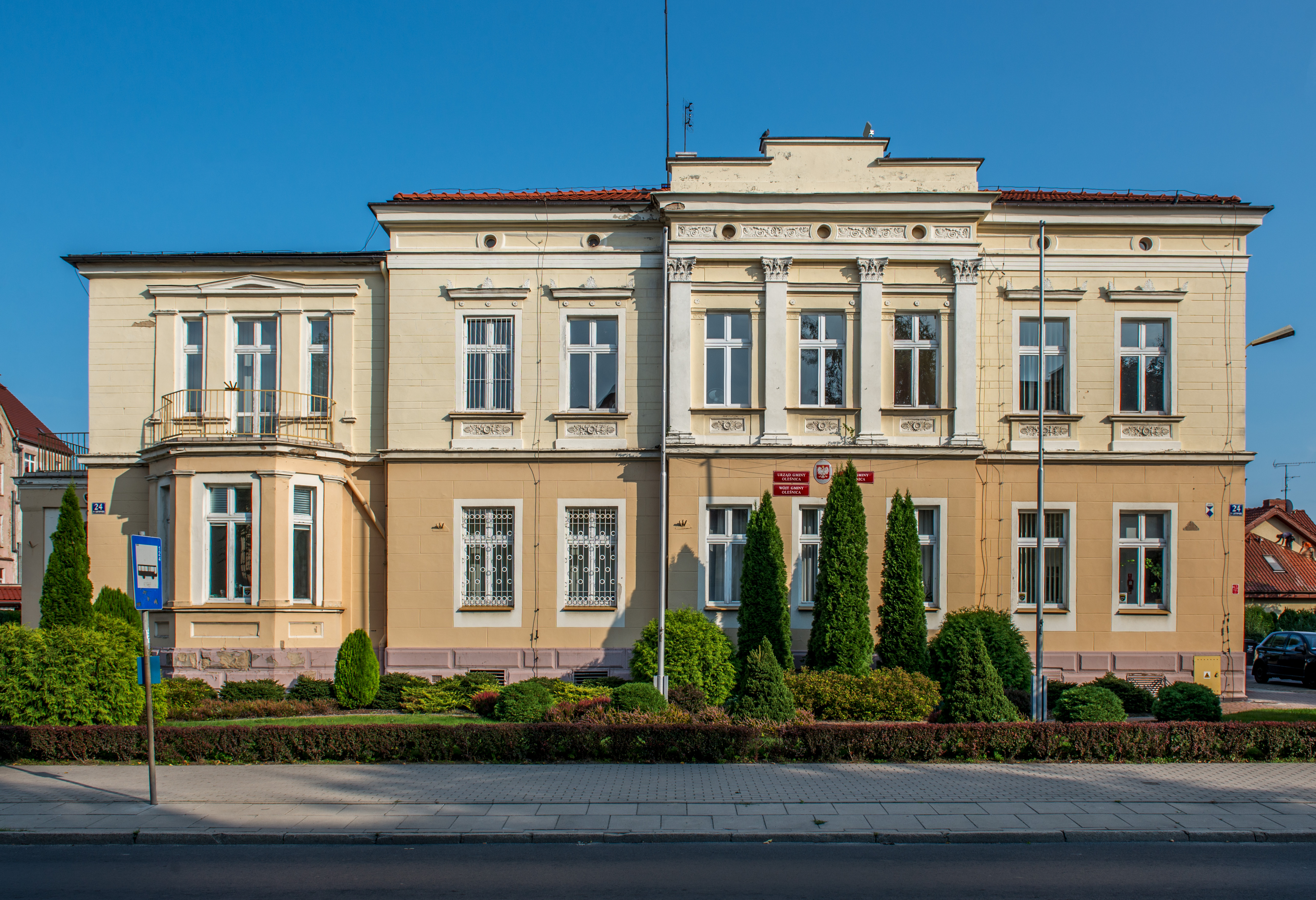
Urząd Gminy Oleśnica
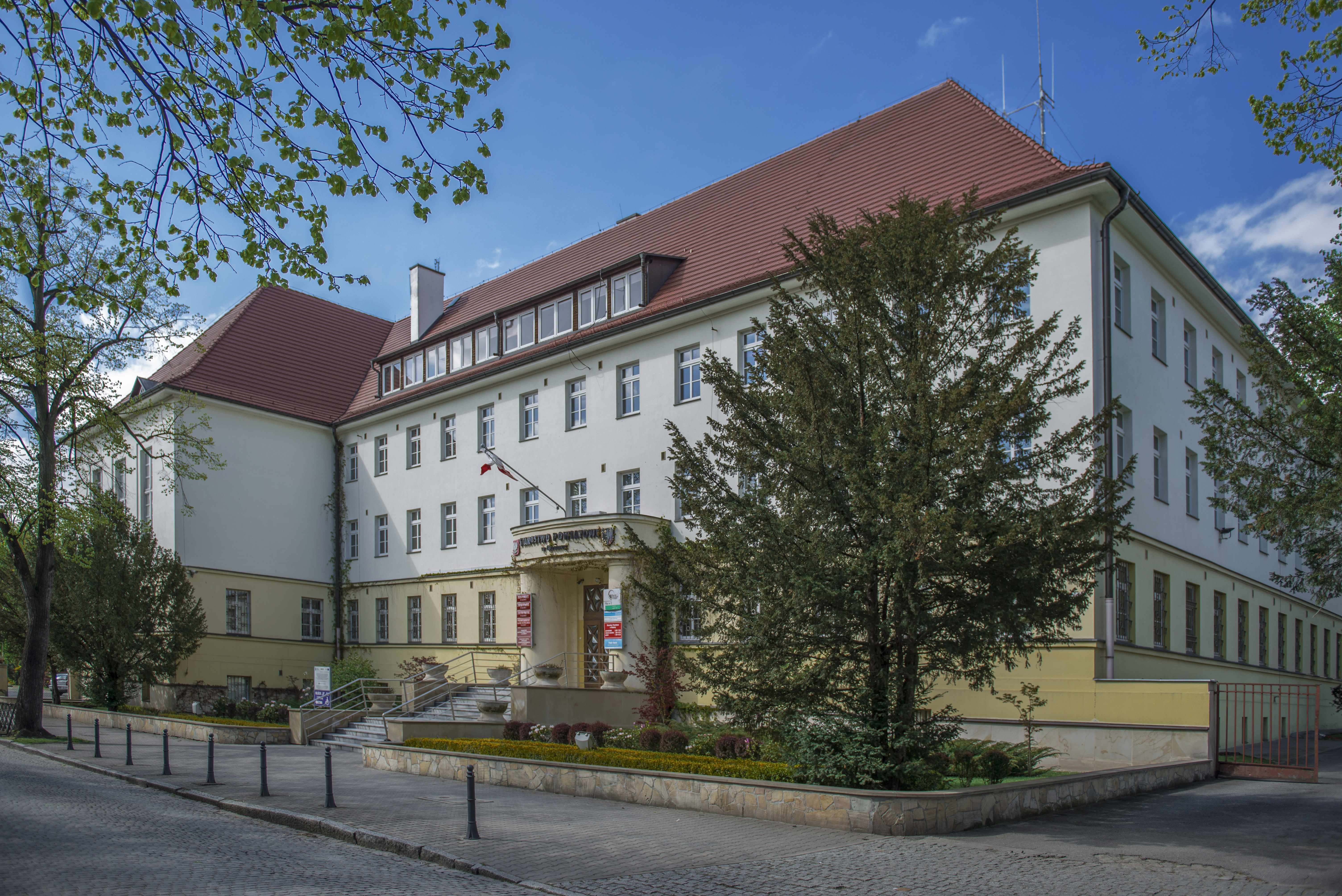
Starostwo powiatowe
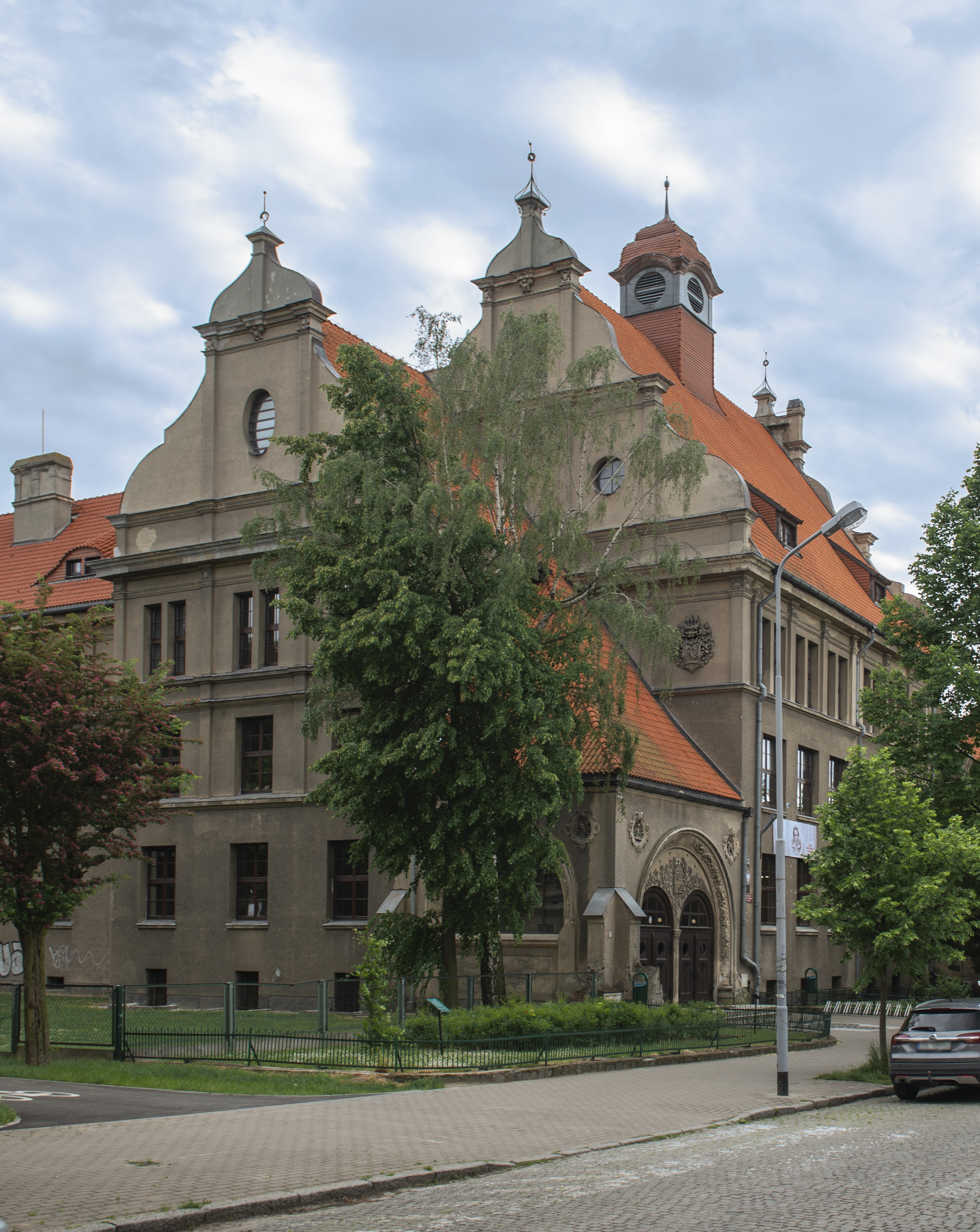
I LO im. J. Słowackiego

- w północnej części przy ul. Spacerowej 1 mieściło się dawne Kasyno Oficerskie (ok. 1890), przy ulicy Wojska Polskiego: Cmentarz Komunalny wraz z Bramą (1823) i Kaplicą Cmentarną (1889), wieża ciśnień (1897), zespół koszar (pięć budynków koszarowych, magazyn, stołówka i kuchnia, wartownia, ujeżdżalnia - obecnie hala sportowa, trzy stajnie - obecnie garaże i warsztaty, cztery budynki gospodarcze, ogrodzenie z bramami) z początku XX w. wraz z dawnym Kasynem Oficerskim (1905), dawna Villa Prittwitz - obecnie Pałacyk oraz Cmentarz Wojenny Żołnierzy Armii Radzieckiej przy ul. Cmentarnej 3;

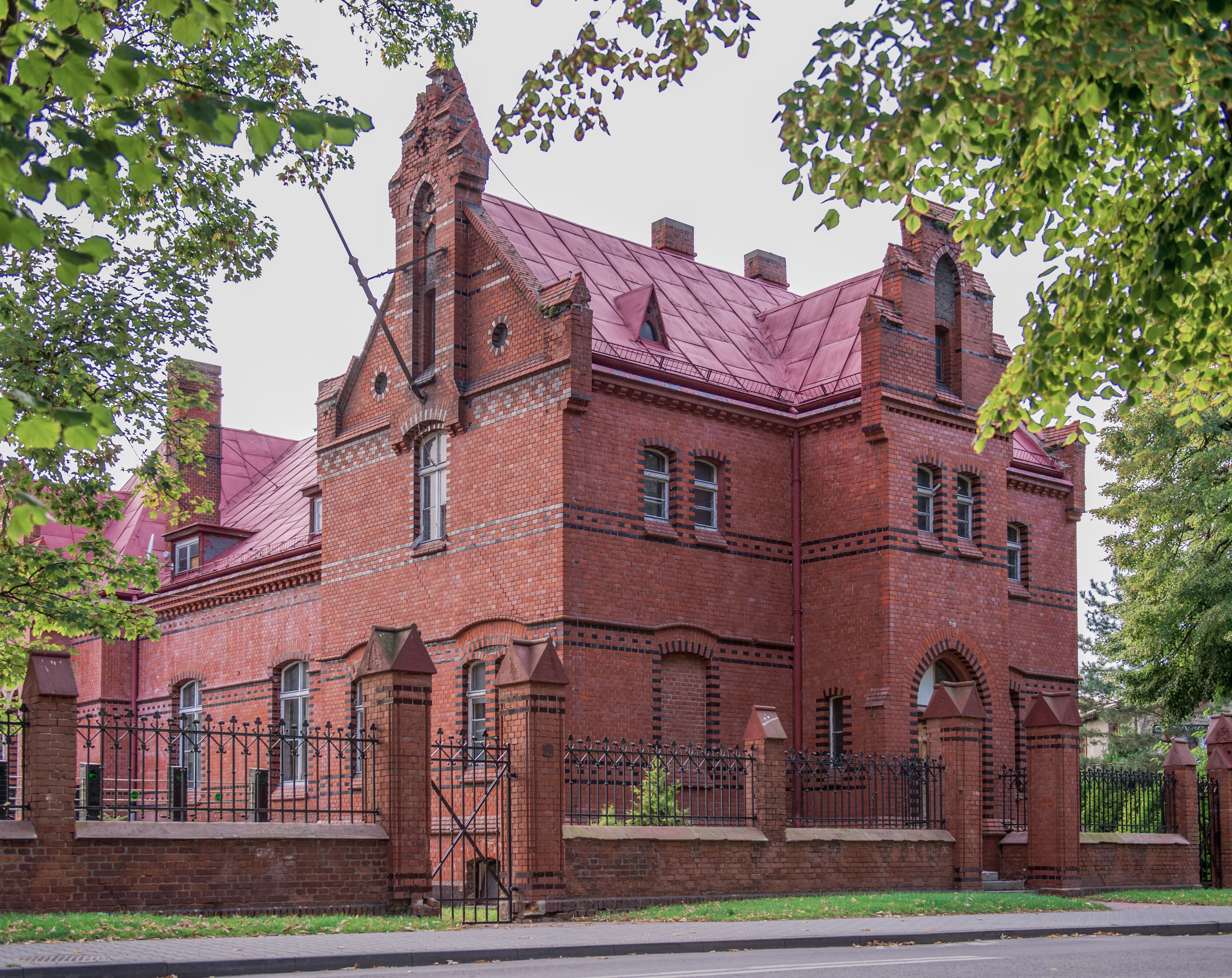
Dawne Kasyno Oficerskie (Spacerowa)
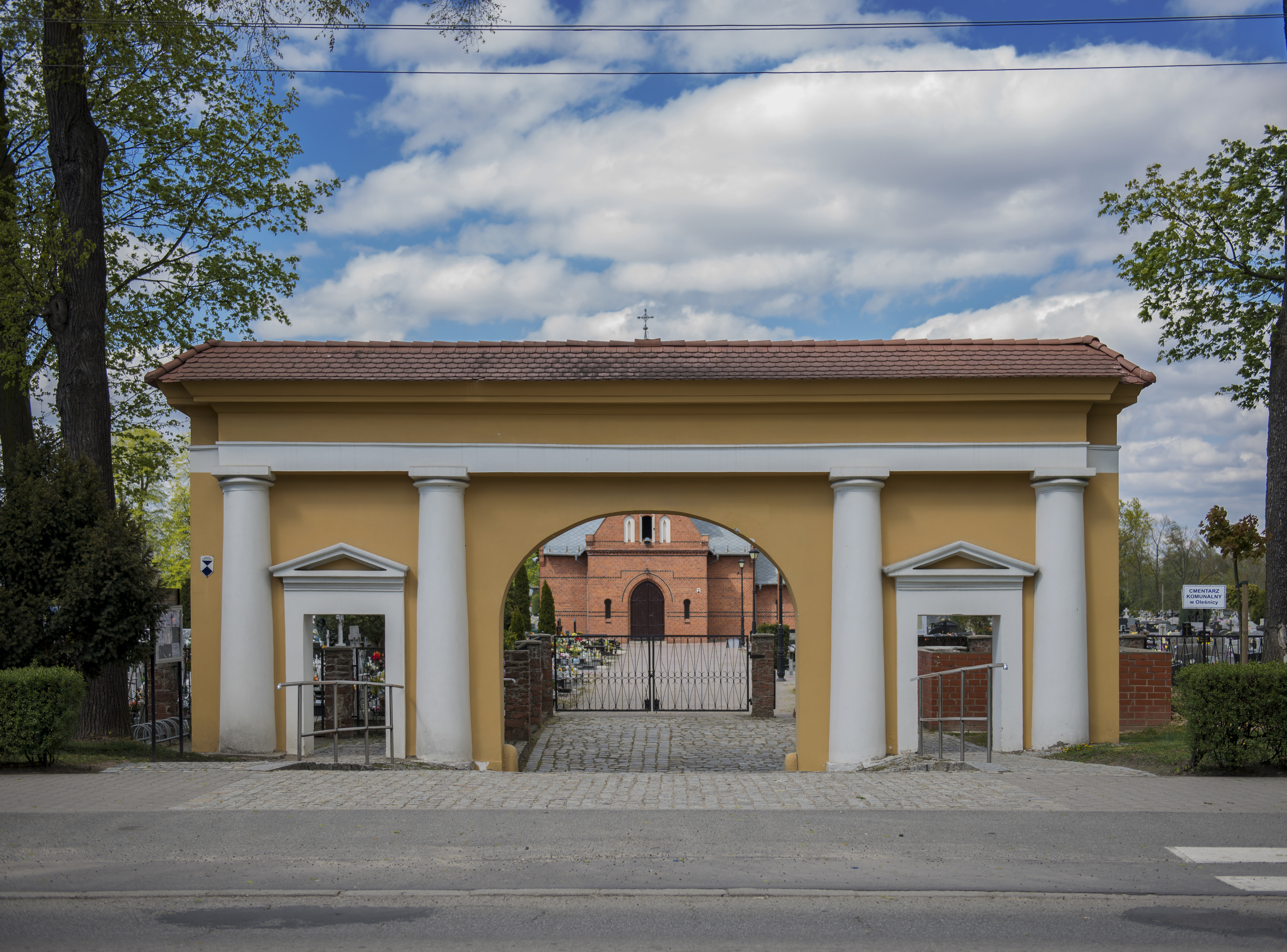
Brama Cmentarna
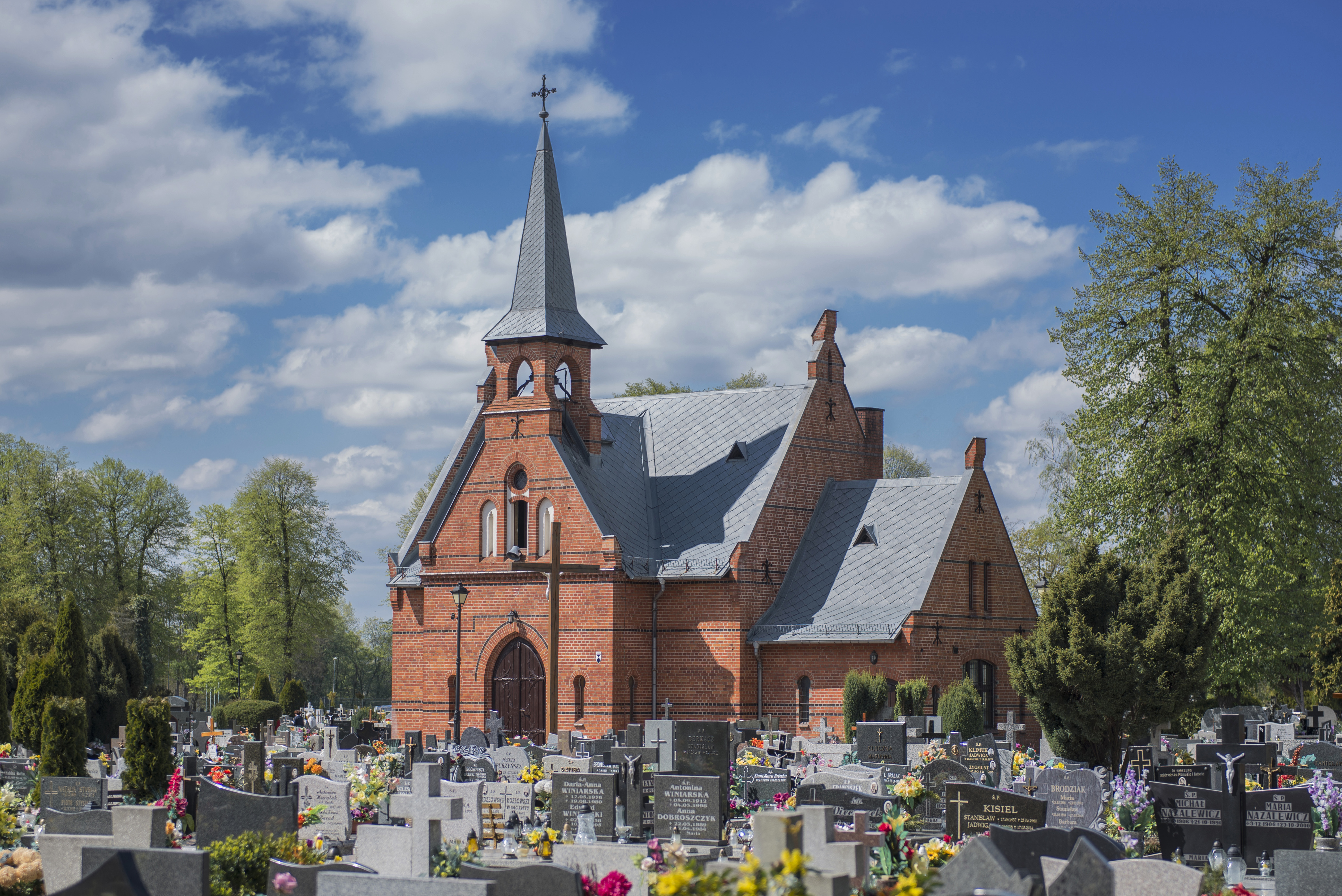
Kaplica Cmentarna
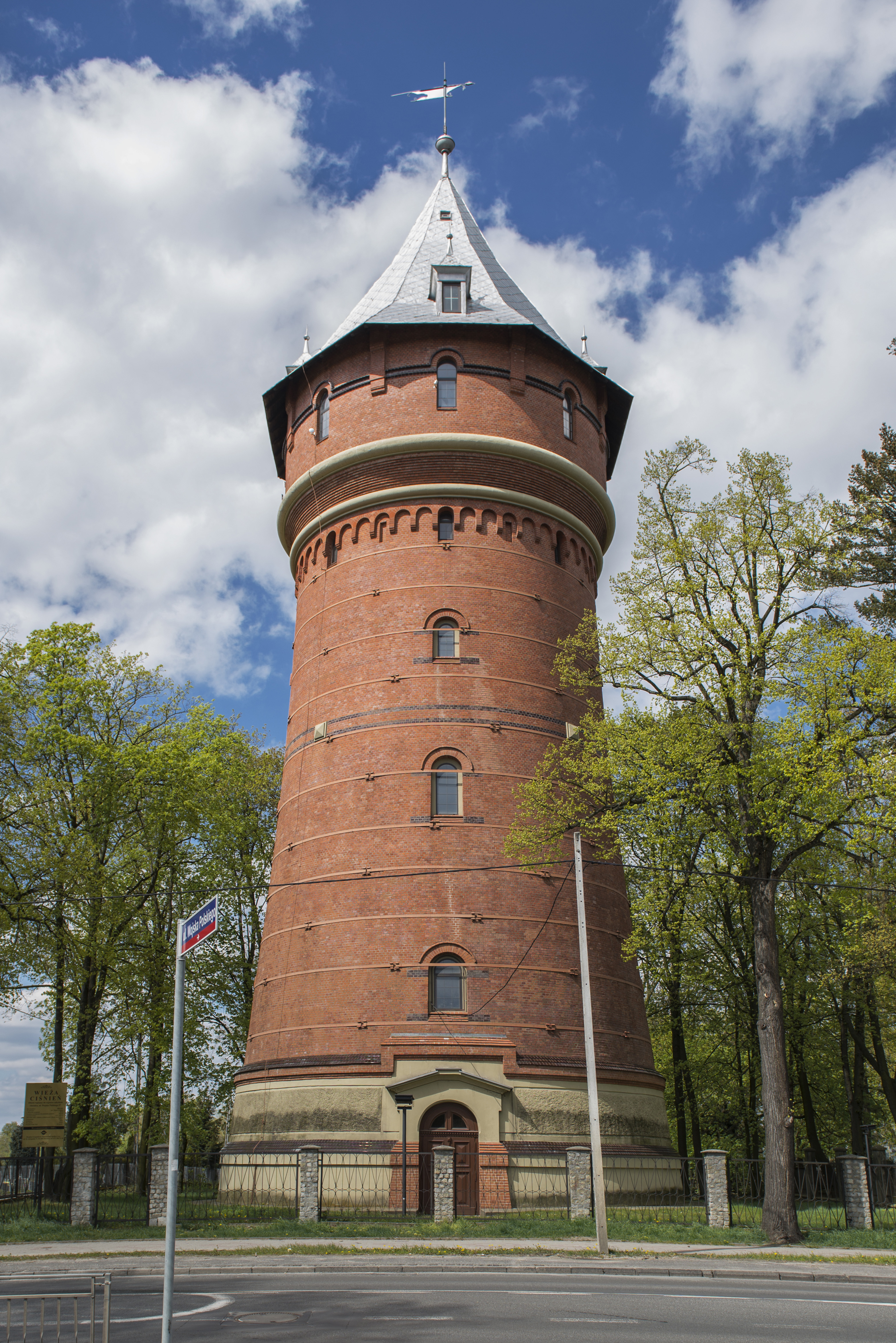
Wieża ciśnień
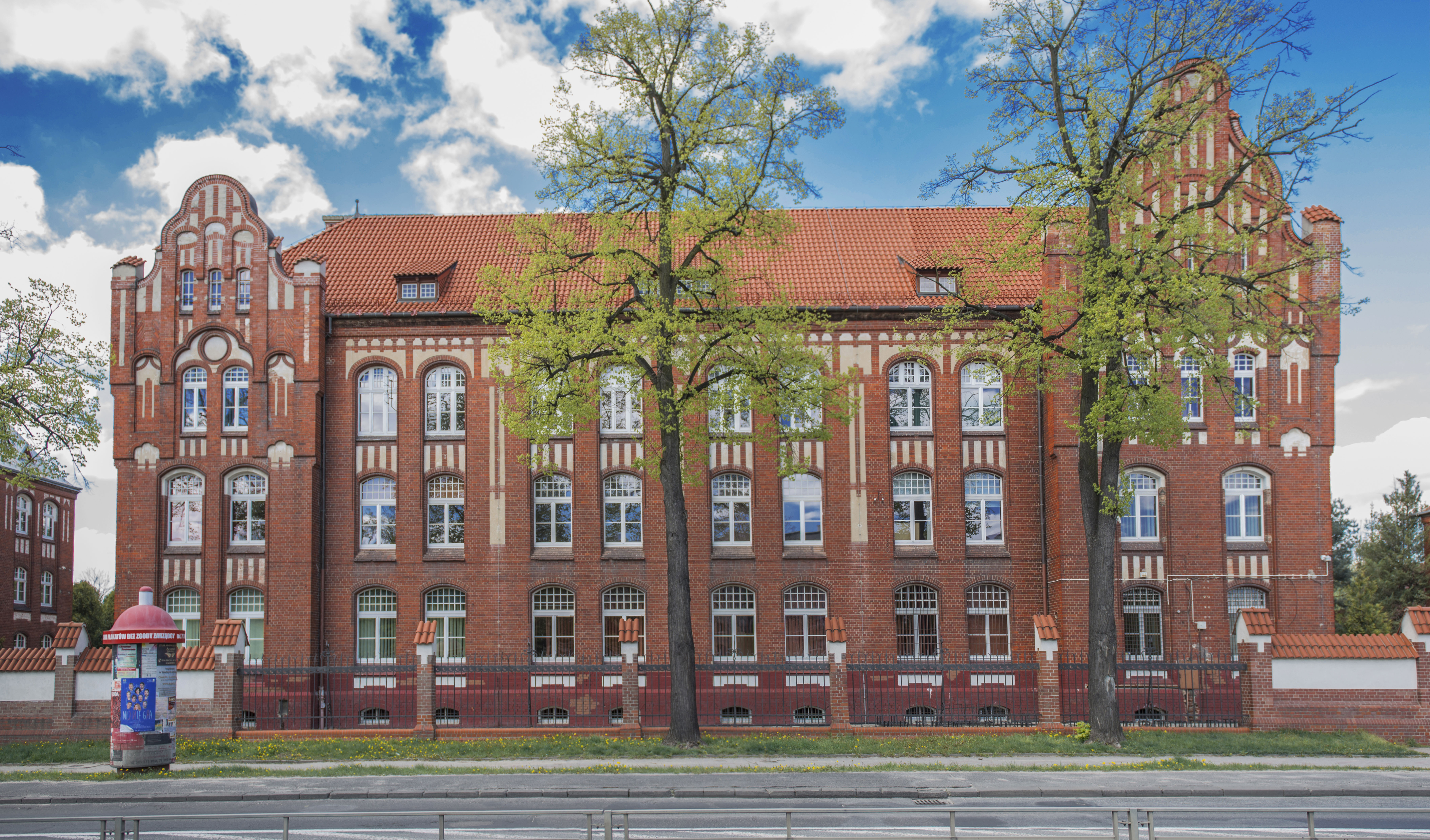
II LO im. ks. J. Twardowskiego
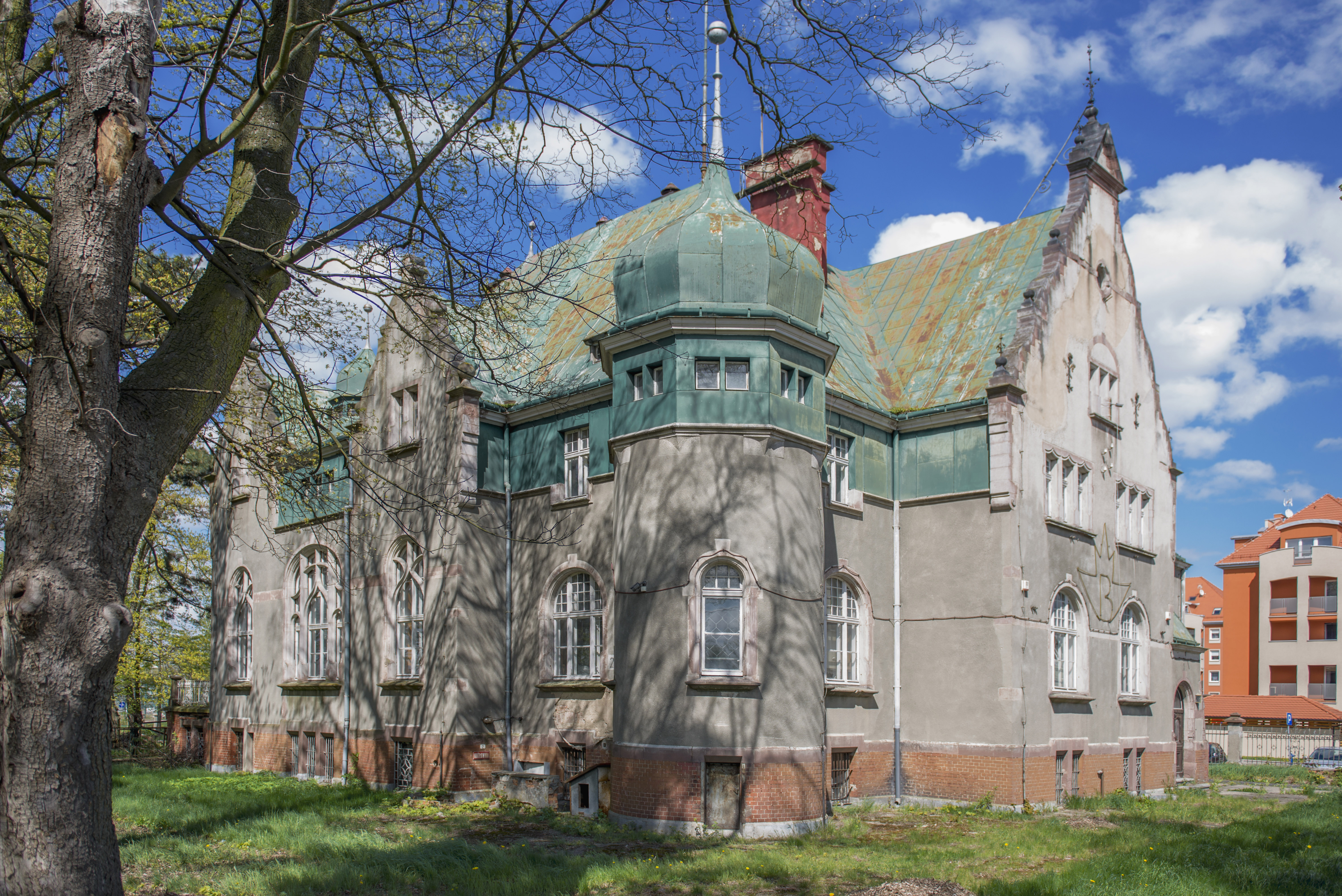
Dawne Kasyno Oficerskie (WP)
Cmentarz Wojenny Żołnierzy  Armii Radzieckiej
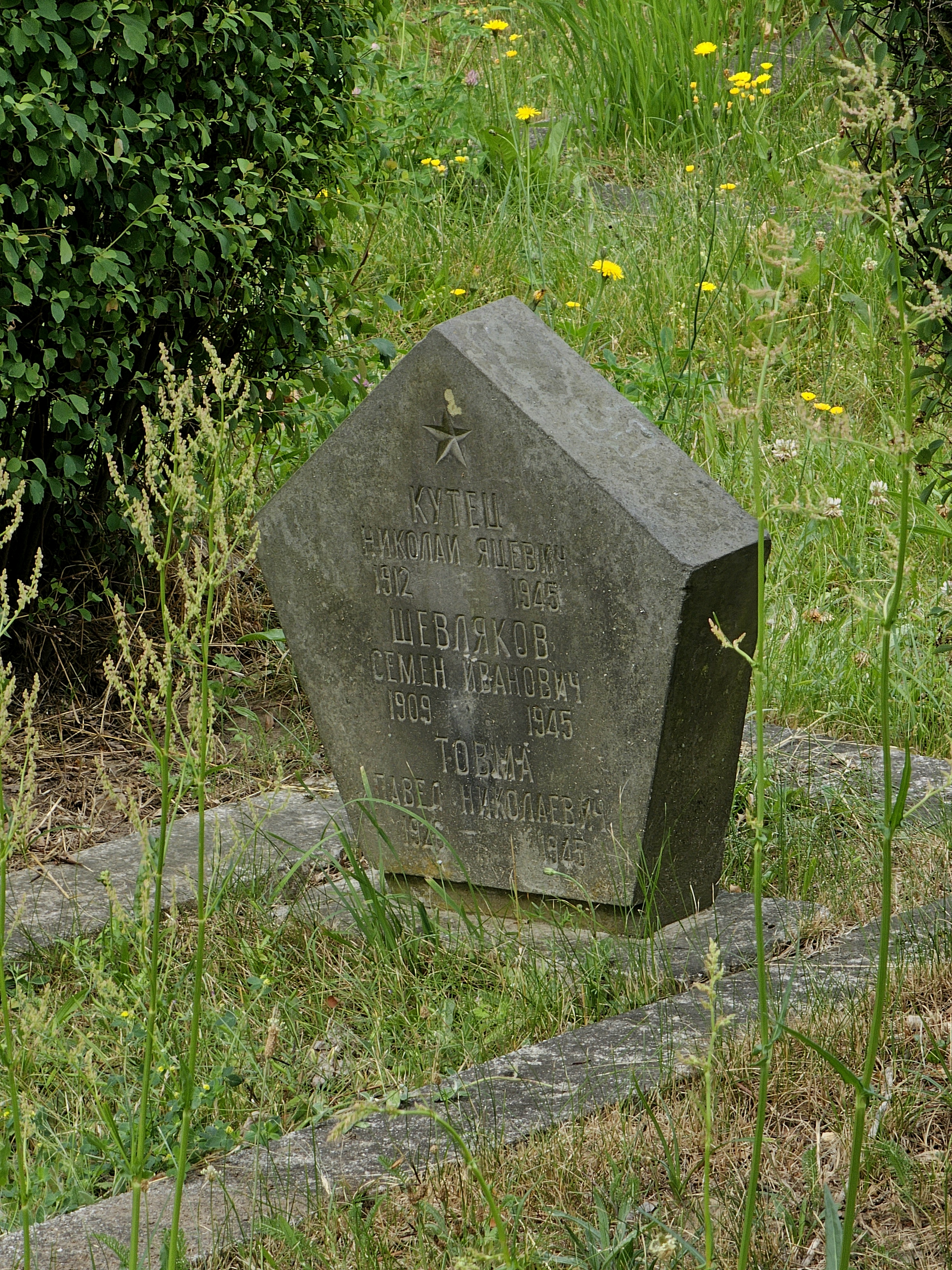
Nagrobek na Cmentarzu Wojennym Żołnierzy Armii Radzieckiej

### Pomniki
- Kolumna Zwycięstwa, Rynek;
- Kolumna Złotych Godów, plac Książąt Śląskich;
- Pomnik Kombatantów Rzeczypospolitej, skwer Kombatantów II Wojny Światowej;
- Pomnik Wdzięczności (przed II wojną światową cokół pomnika Fryderyka III), „Park Henryka Sienkiewicza” (całkowicie zburzony w marcu 2018[26]);
- Pomnik Fryderyka Chopina, skwer przy Państwowej Szkole Muzycznej I stopnia im. F. Chopina;
- Pomnik II Armii Wojska Polskiego, skwer przy ul. Wojska Polskiego;
- Pomnik Ery Kosmicznej (tzw. bycze jaja), ul. 3 Maja (dawna fosa);
- Pomnik Pamięci Żołnierzy Armii Radzieckiej, Cmentarz Wojenny Żołnierzy Armii Radzieckiej;
- Kamień Pamięci Pokoleń, „Park Klonowy”
- Pomnik Pamięci Powstania Warszawskiego - pl. Staszica/ul.Rzemieślnicza

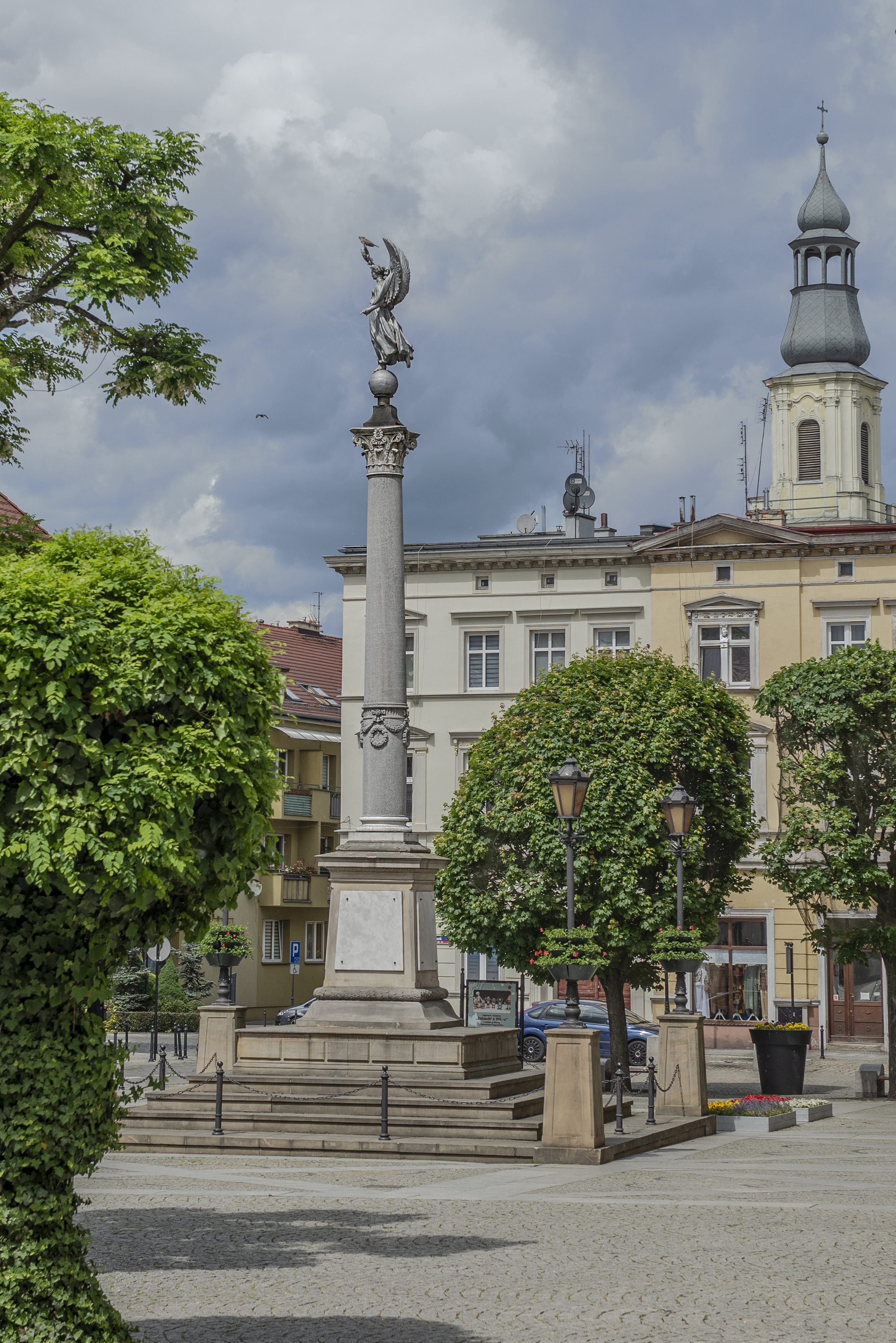
Kolumna Zwycięstwa
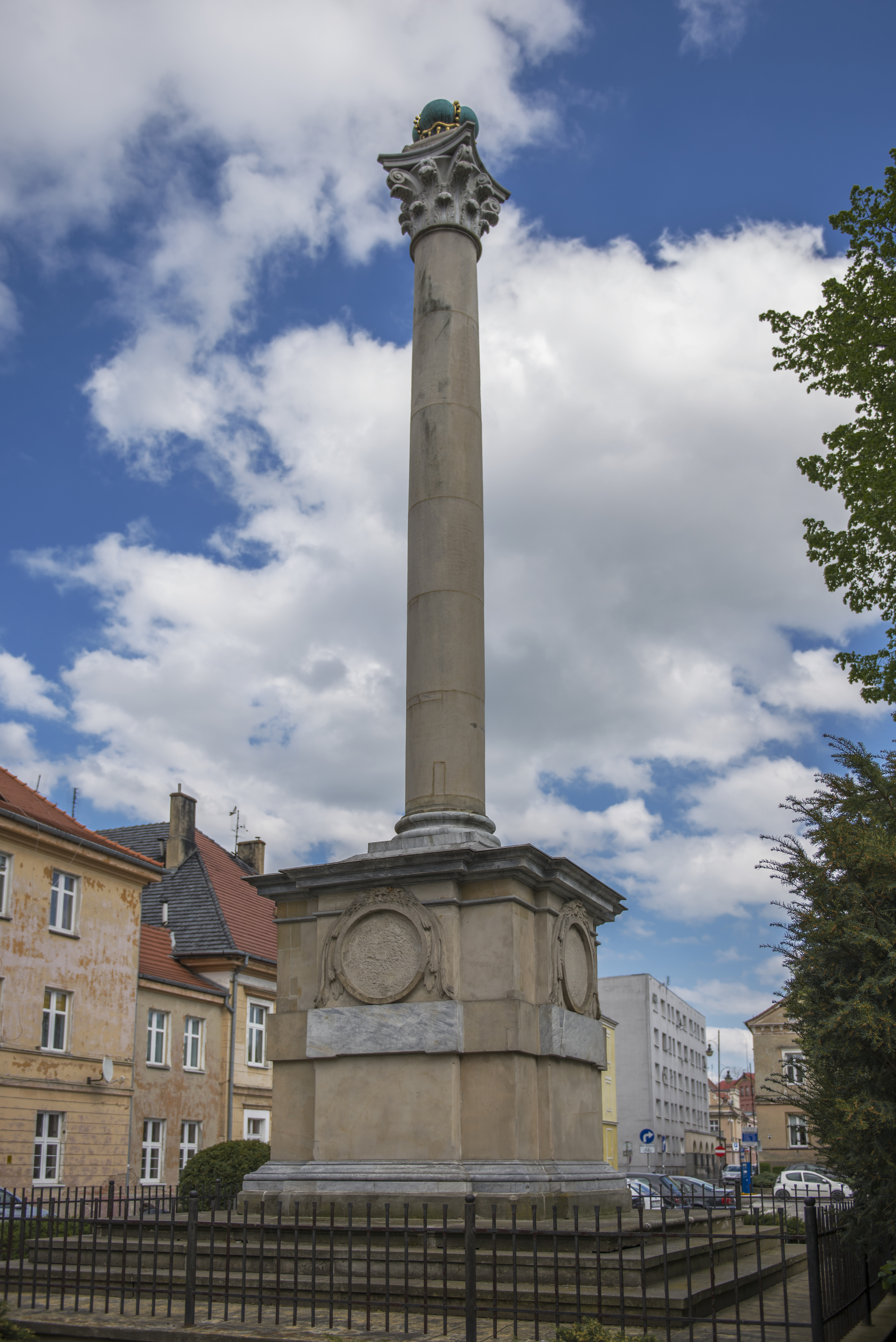
Kolumna Złotych Godów
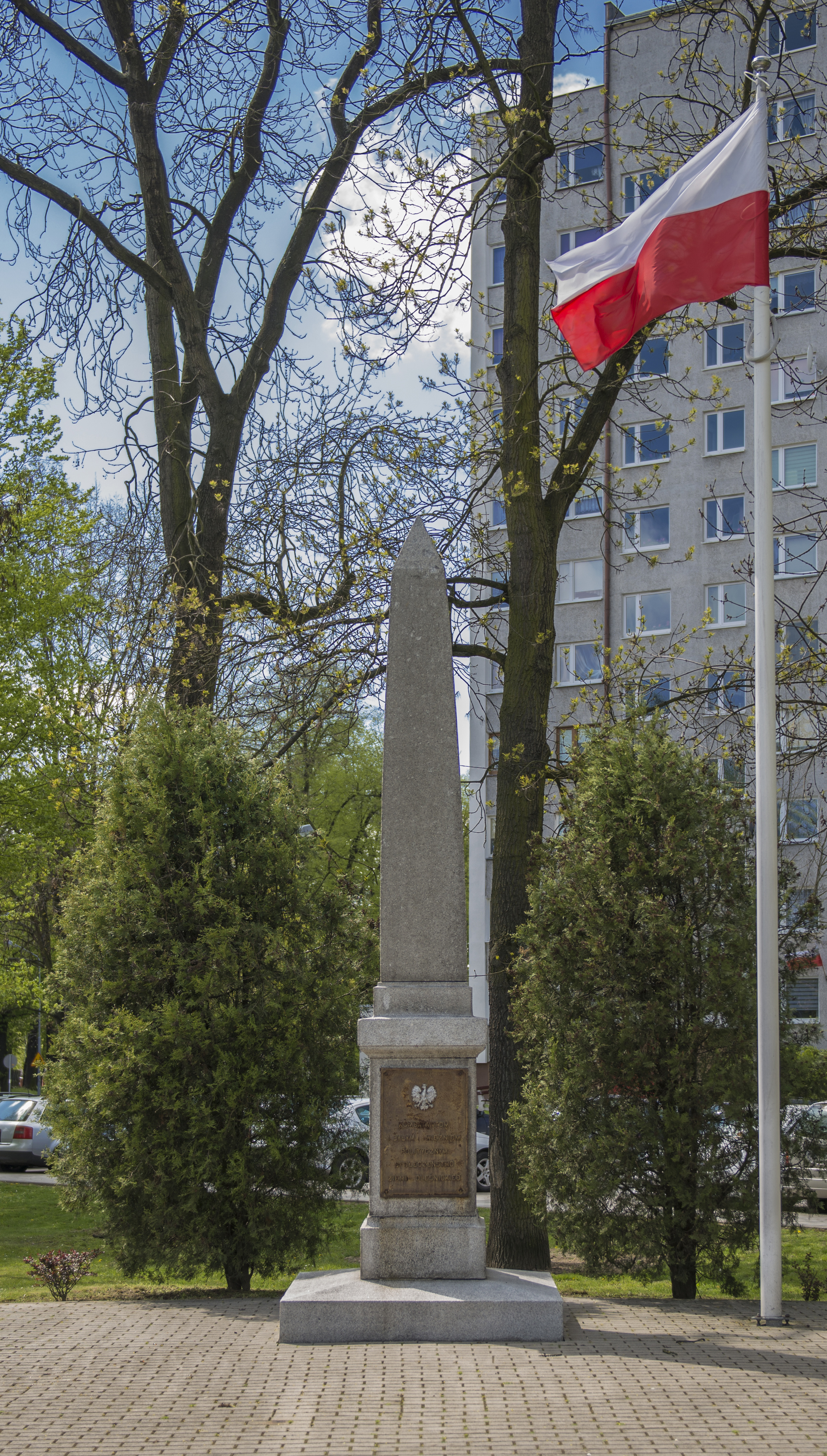
Pomnik Kombatantów RP
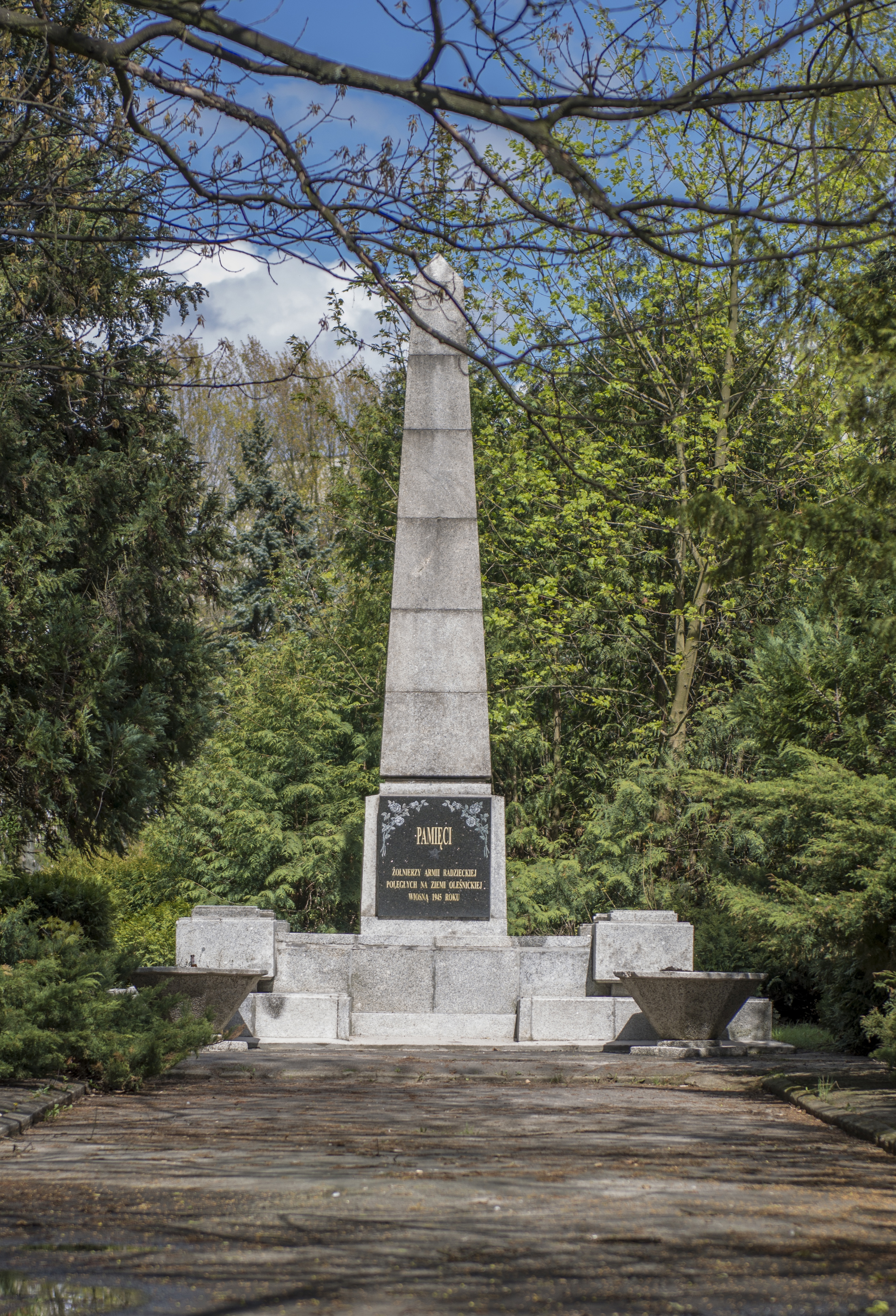
Pomnik Pamięci Żołnierzy AR
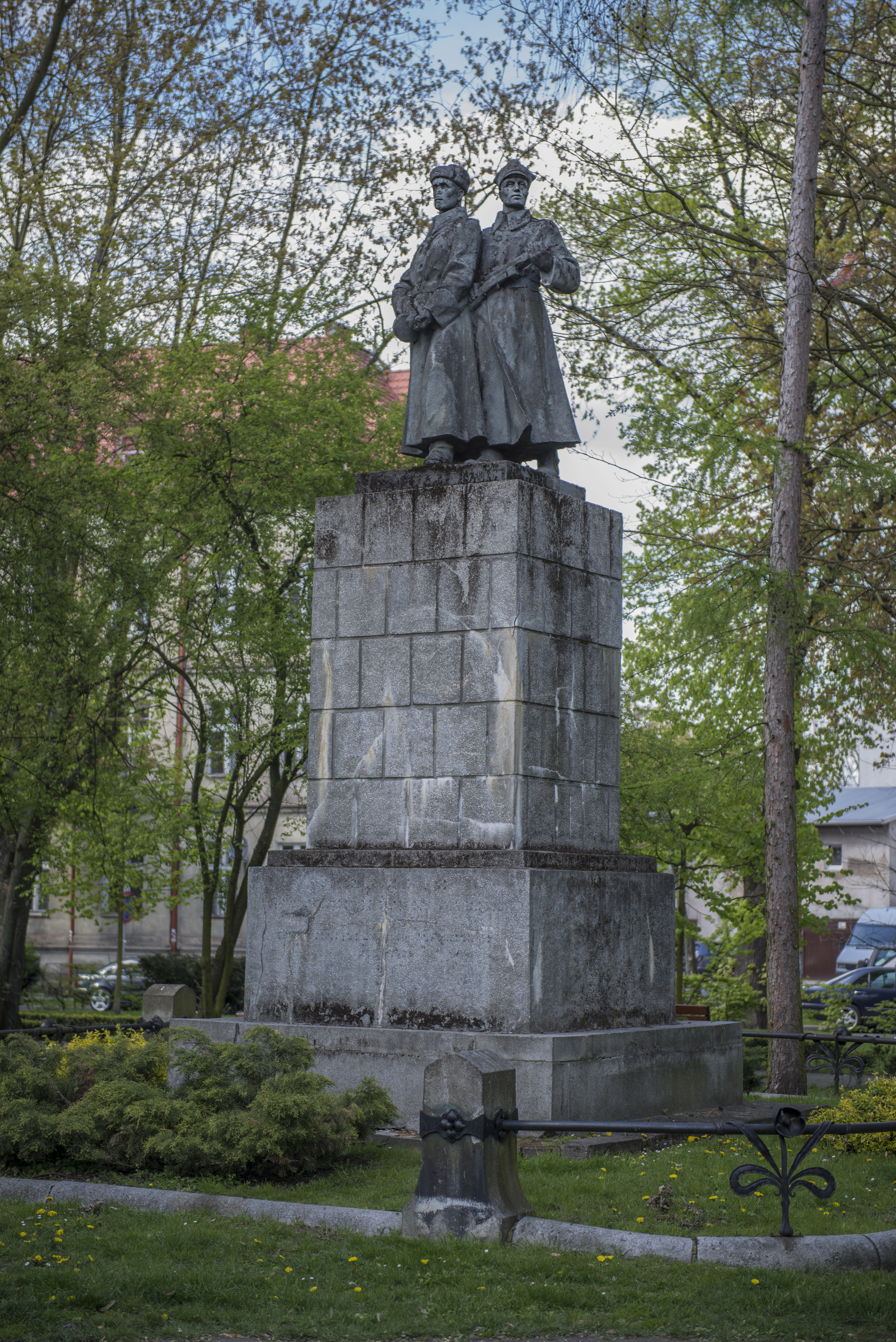
Pomnik Wdzięczności
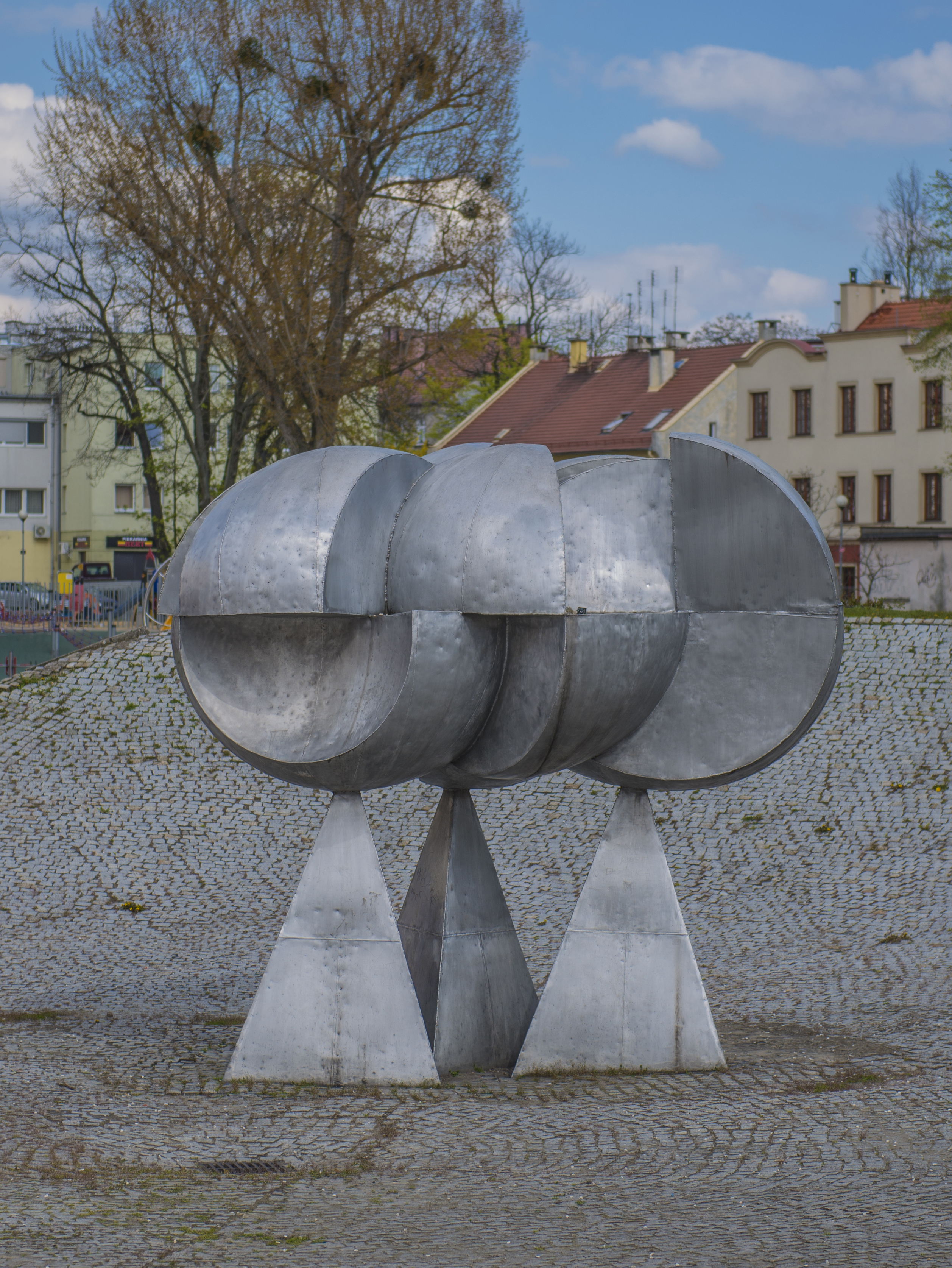
Pomnik Ery Kosmicznej
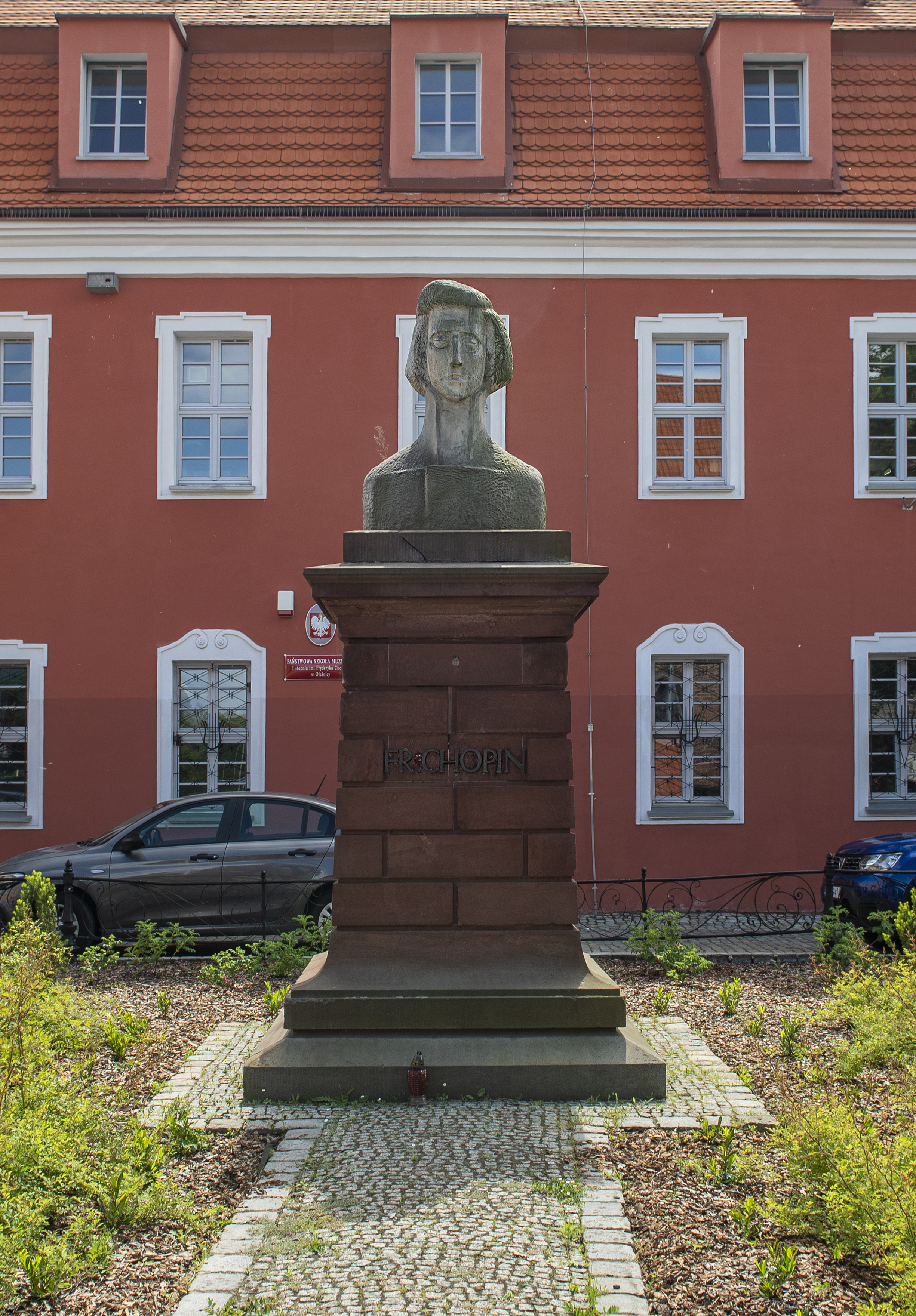
Pomnik F. Chopina i „Dom Wdów”
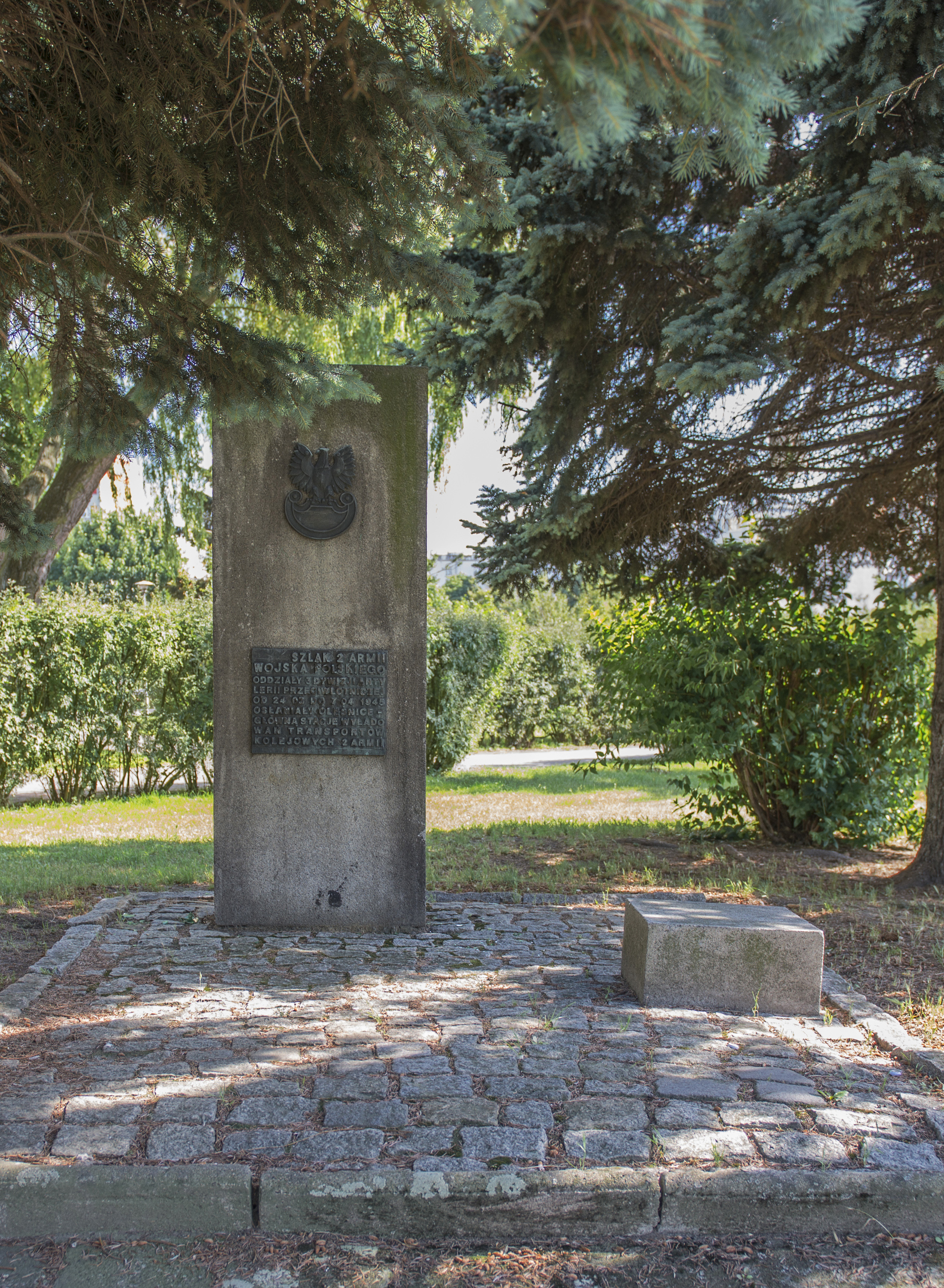
Pomnik II Armii WP
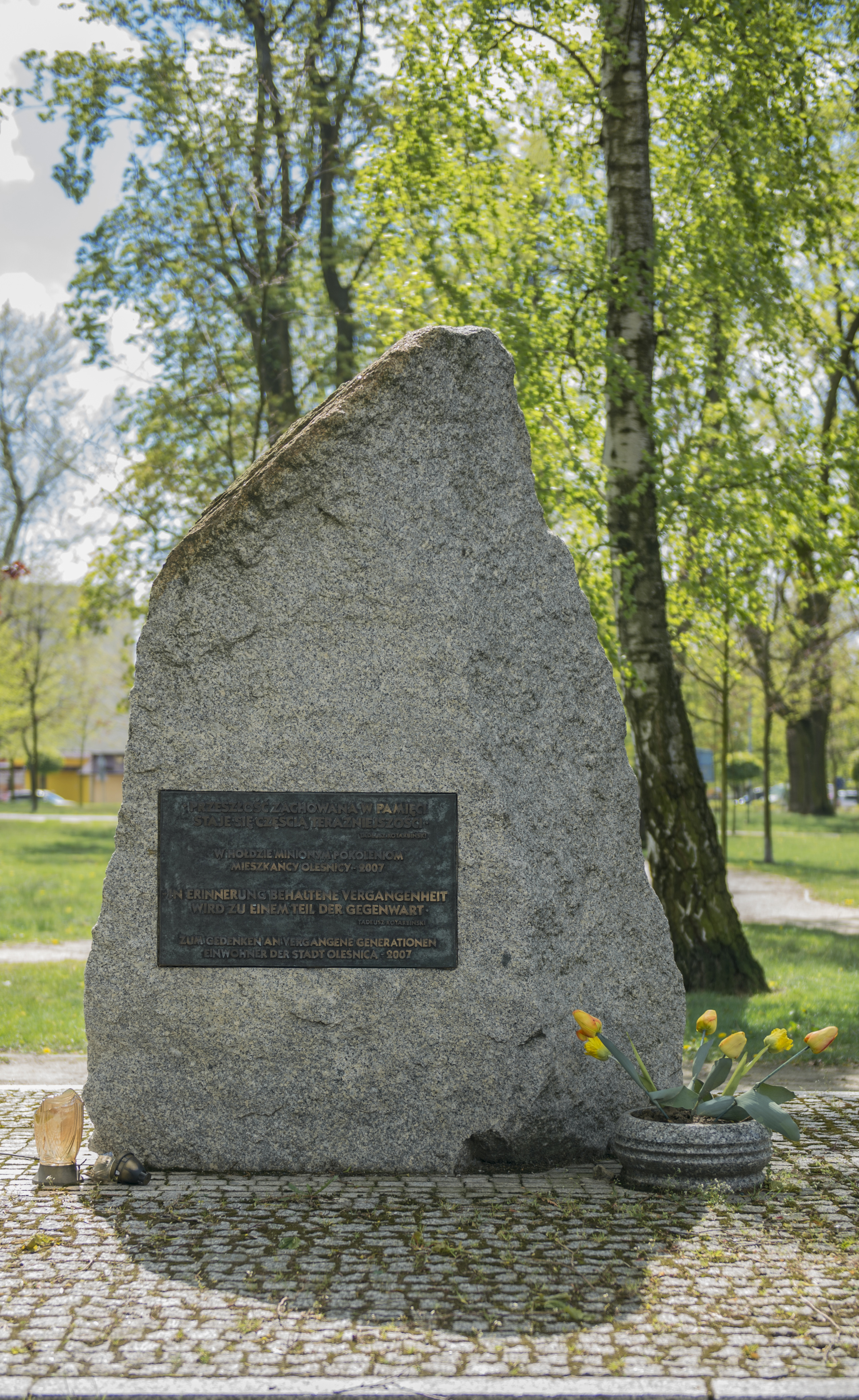
Kamień Pamięci Pokoleń

### Miejsca Pamięci Narodowej
- Pomnik Kombatantów RP, skwer Kombatantów II Wojny Światowej;
- Pomnik Golgota Wschodu i Katastrofy Smoleńskiej, plac Książąt Śląskich;
- Tablica pamięci Antoniego Cieszyńskiego, Apteka pod Orłem, Rynek 11;
- Tablica katyńska, Tablica upamiętniająca ofiary UPA (Ukraińskiej Powstańczej Armii), Tablica upamiętniająca Witolda Pileckiego, Tablica upamiętniająca powstanie styczniowe, wewnątrz bazyliki św. Jana Apostoła, ul. Łużyckiej 4;
- Tablica pamiątkowa na budynku byłego Urzędu Bezpieczeństwa (1945-1956), gdzie torturowano i represjonowano „wrogów” Polski Ludowej, ul. 11 Listopada 4;
- Tablica, w hołdzie żołnierzom AK, obok głównego wejścia do kościoła pw. Wniebowzięcia Najświętszej Maryi Panny, ul. Wileńska 4

## Środowisko przyrodnicze

### Klimat (1979–2013)
Średnie miesięczne ciśnienie atmosferyczne waha się od 1014,5 hPa (IV) do 1018,7 hPa (I), największy zanotowany wzrost ciśnienia 24 hPa, największy spadek 29 hPa.
Średnia roczna prędkość wiatru wynosi 3,9 m/s. Najmniejsze średnie zachmurzenie osiąga 47% (VIII), największe 74% (XII), średnie roczne 60%.
Średnia roczna temperatura powietrza osiąga +8,9 °C. W przebiegu rocznym najchłodniejszy jest styczeń (–0,9 °C), najcieplejszy lipiec (+18,8 °C). Najwyższą maksymalną temperaturę zanotowano 10 sierpnia 1992 (+37,4 °C), najniższą temperaturę minimalną 14 stycznia 1987 (–28,8 °C).
Absolutna amplituda temperatury powietrza osiągnęła 66,2 °C. W ciągu roku występuje 45 dni gorących, czyli takich, w których maksymalna temperatura przekracza 25 °C, z czego 7 to dni upalne z temperaturą powyżej 30 °C; czasami zdarzają się w Oleśnicy dni bardzo upalne, podczas których maksymalna temperatura przekracza 35 °C. Najdłuższe fale upałów nad miastem wystąpiły:
- 6–11 VIII 1992 r. (6 dni)
- 23 VII – 2 VIII 1994 r. (11 dni)
- 18–28 VII 2006 r. (11 dni)
- 10–17 VII 2010 r. (8 dni)[29]

Najwięcej dni upalnych (z temperaturą maksymalną powyżej 30 °C) zanotowano w 1994 i 2006 r. – po aż 21 dni, z czego 17 w lipcu 2006.
Latem występują bardzo rzadko tzw. tropikalne noce, kiedy temperatura minimalna nie spada poniżej 20 °C. Zdarzają się one na przełomie lipca i sierpnia. Najwyższą minimalną temperaturę w Oleśnicy zanotowano 29 VII 2013 r. i było to 21,3 °C.
Dni mroźnych, z ujemną temperaturą maksymalną (poniżej 0 °C) jest w Oleśnicy tylko 26 rocznie. Średnia roczna suma opadu wynosi 495 mm.
Największe średnie miesięczne sumy opadu 78 mm (VII), najmniejsze 23 mm (II). Notowanych jest średnio 103 dni z opadem w roku (z maksimum w lecie).
| Miesiąc                                 | Sty   | Lut   | Mar   | Kwi  | Maj  | Cze  | Lip  | Sie  | Wrz  | Paź  | Lis   | Gru   | Roczna |
| --------------------------------------- | ----- | ----- | ----- | ---- | ---- | ---- | ---- | ---- | ---- | ---- | ----- | ----- | ------ |
| Rekordy maksymalnej temperatury [°C]    | 14.8  | 18.8  | 21.8  | 30.1 | 31.5 | 35.0 | 36.6 | 37.4 | 30.4 | 26.3 | 19.2  | 15.1  | 37,4   |
| Średnie temperatury w dzień [°C]        | 2.1   | 3.3   | 8.2   | 14.3 | 19.7 | 22.4 | 24.5 | 24.4 | 19.3 | 14.0 | 7.4   | 3.4   | 13,6   |
| Średnie dobowe temperatury [°C]         | -0.9  | -0.1  | 3.8   | 8.8  | 14.0 | 16.8 | 18.8 | 18.4 | 14.0 | 9.3  | 4.0   | 0.6   | 8,9    |
| Średnie temperatury w nocy [°C]         | -4.1  | -3.5  | -0.1  | 3.5  | 8.2  | 11.5 | 13.3 | 12.9 | 9.3  | 5.0  | 0.8   | -2.4  | 4,5    |
| Rekordy minimalnej temperatury [°C]     | -28.8 | -25.4 | -17.1 | -5.9 | -2.0 | 2.2  | 5.6  | 4.4  | 0.5  | -7.1 | -14.8 | -21.8 | −28,8  |
| Opady [mm]                              | 25    | 23    | 30    | 31   | 53   | 64   | 79   | 58   | 45   | 29   | 31    | 29    | 495    |
| Średnia liczba dni z opadami            | 8     | 7     | 8     | 7    | 10   | 11   | 11   | 9    | 9    | 7    | 8     | 8     | 103    |
| Źródło: Na podstawie 35-lecia 1979-2013 |       |       |       |      |      |      |      |      |      |      |       |       |        |

### Parki i tereny zielone[32]

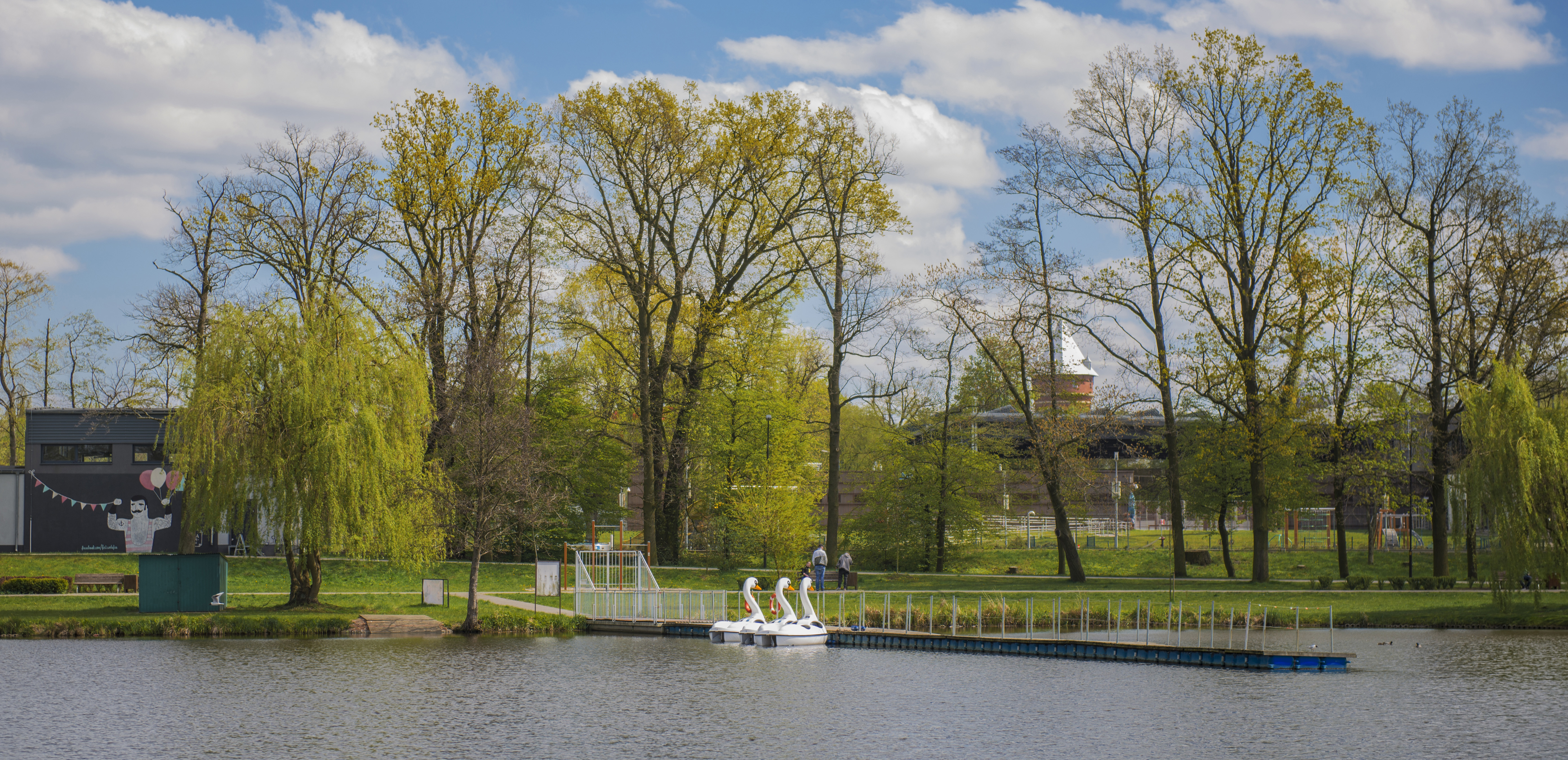
Park nad Stawami
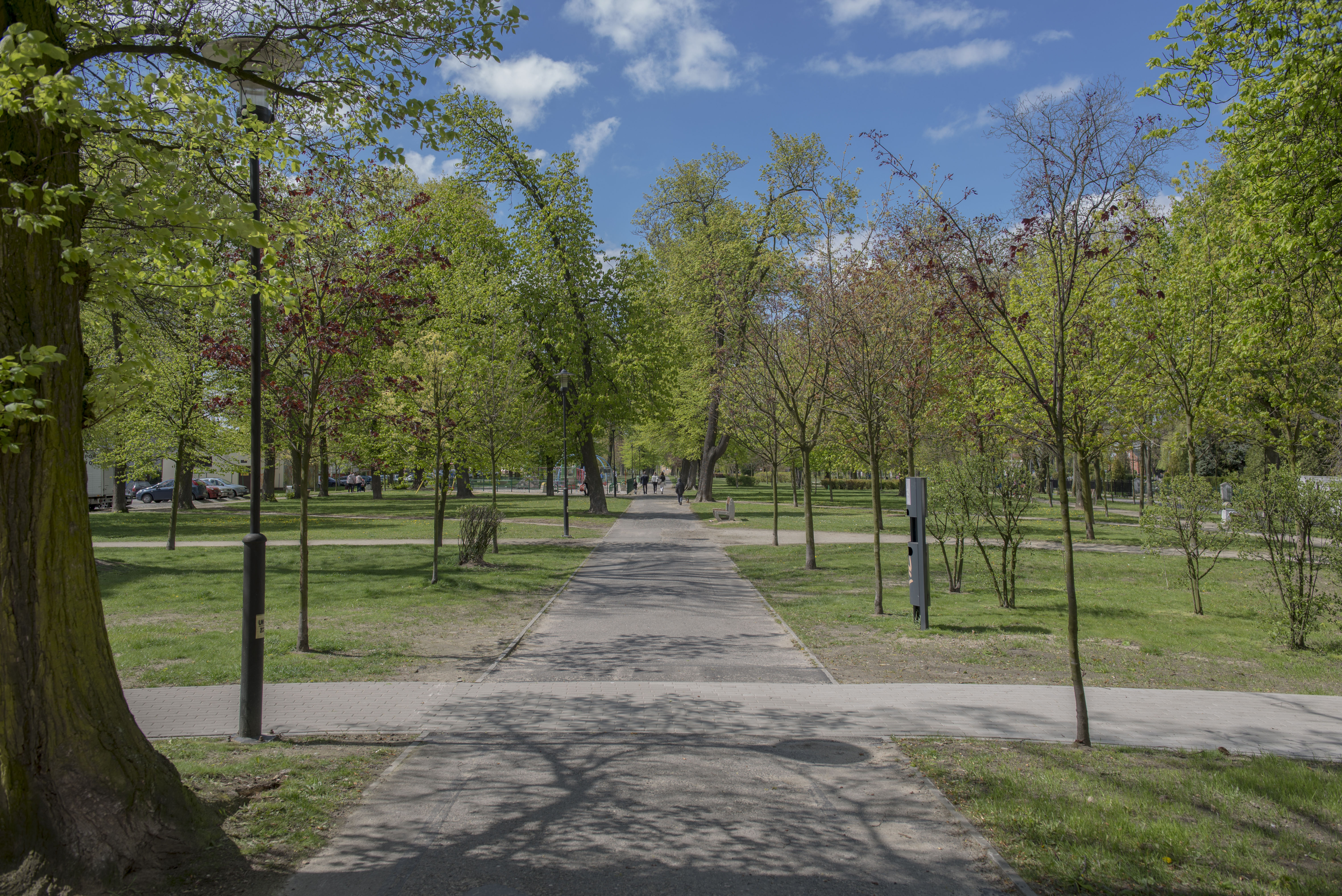
Park Klonowy
- Park Kolejarzy Oleśnickich
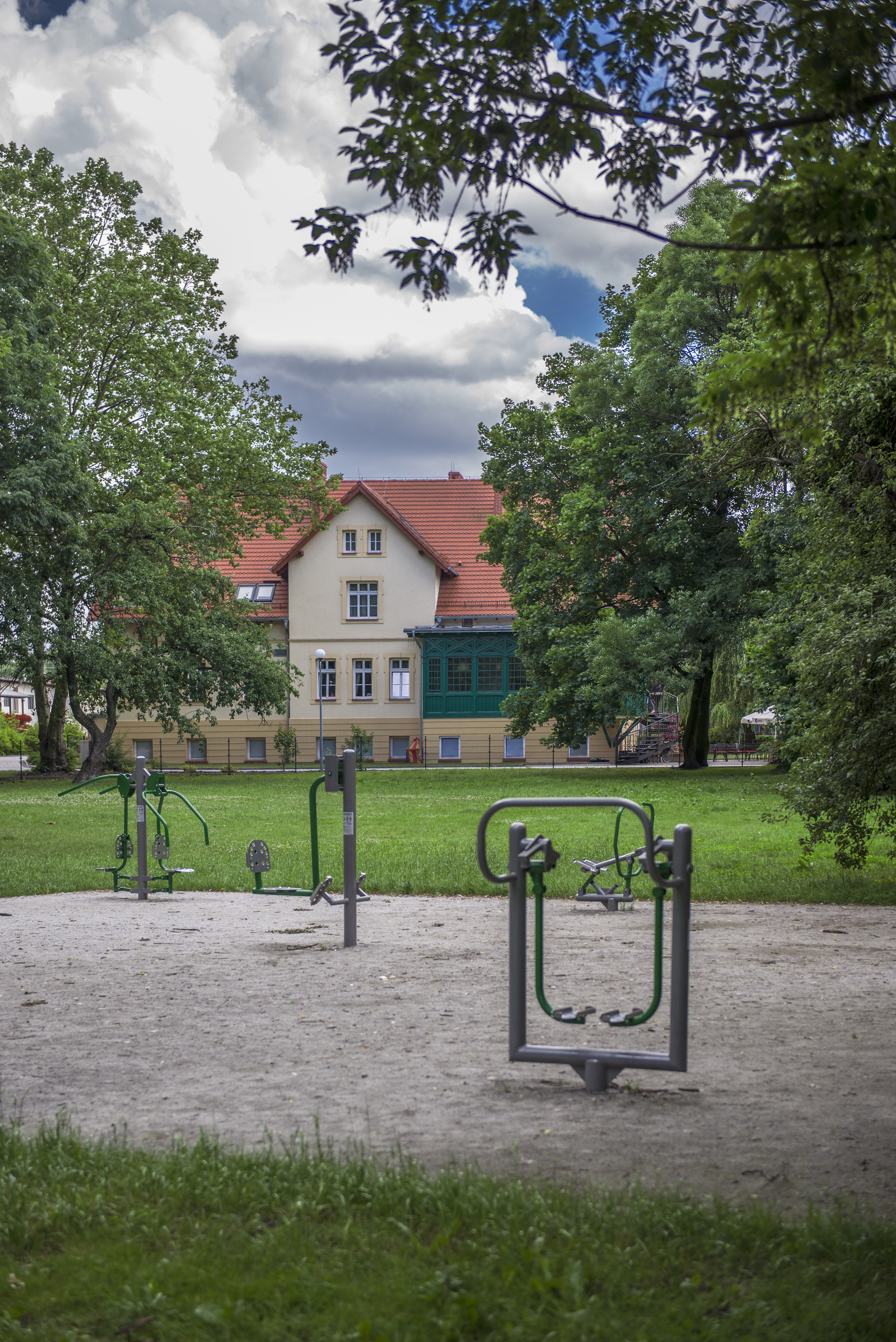
Park Mikołaja Kopernika
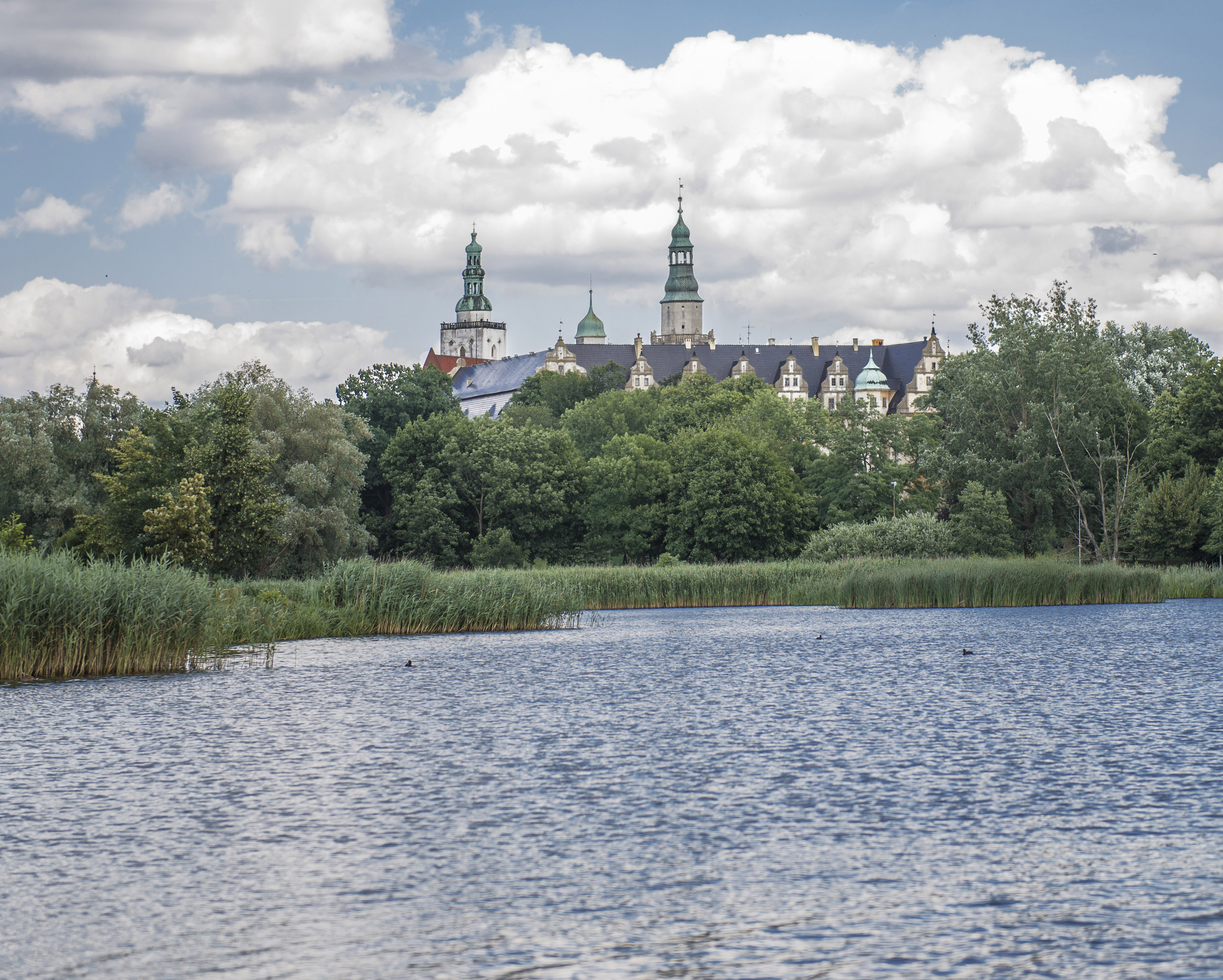
Park Książąt Oleśnickich
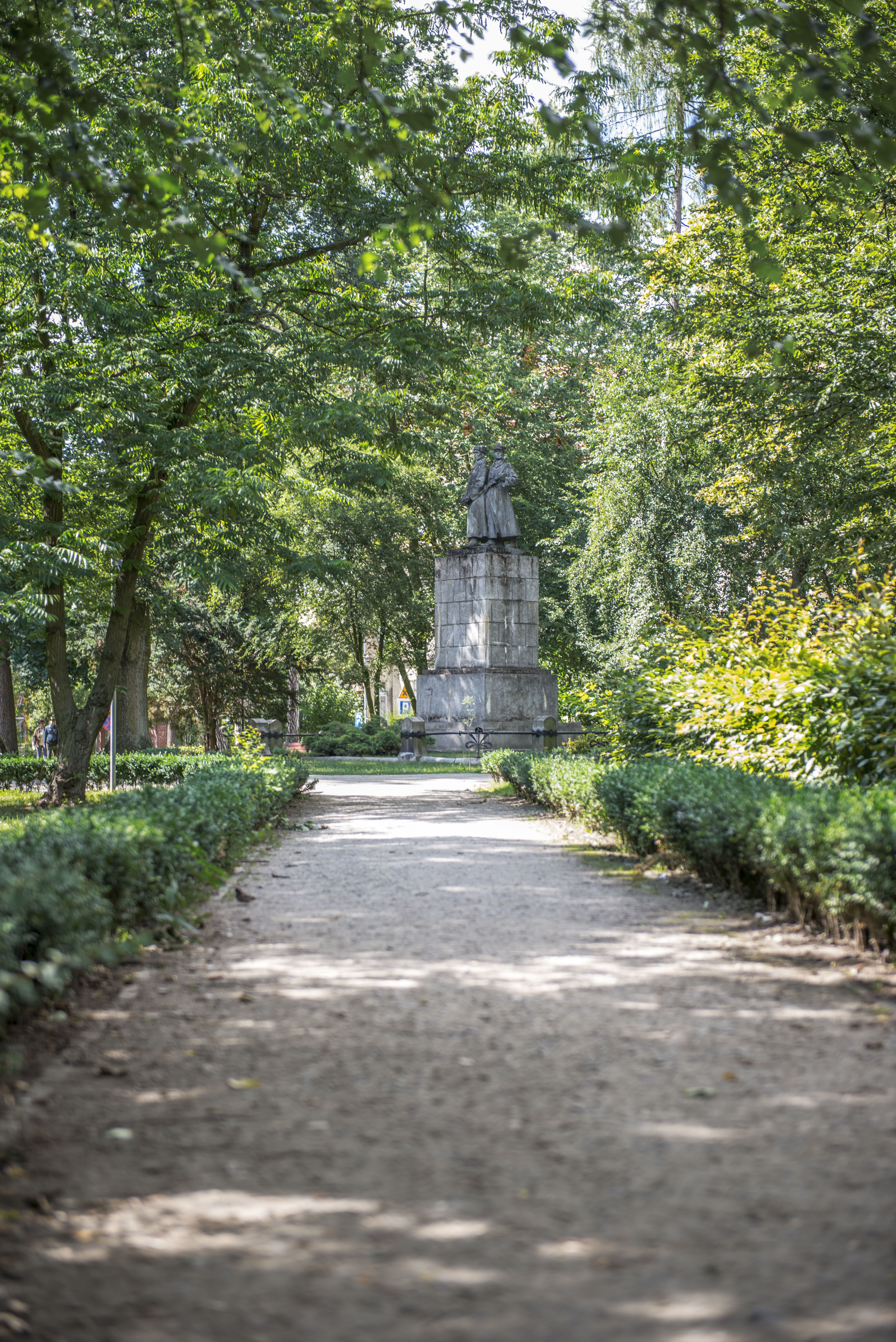
Park Henryka Sienkiewicza
- Park Południowy (projektowany)

- Park nad Stawami
- Park Klonowy
- Park M. Kopernika
- Park Książąt Oleśnickich
- Park Henryka Sienkiewicza

## Demografia

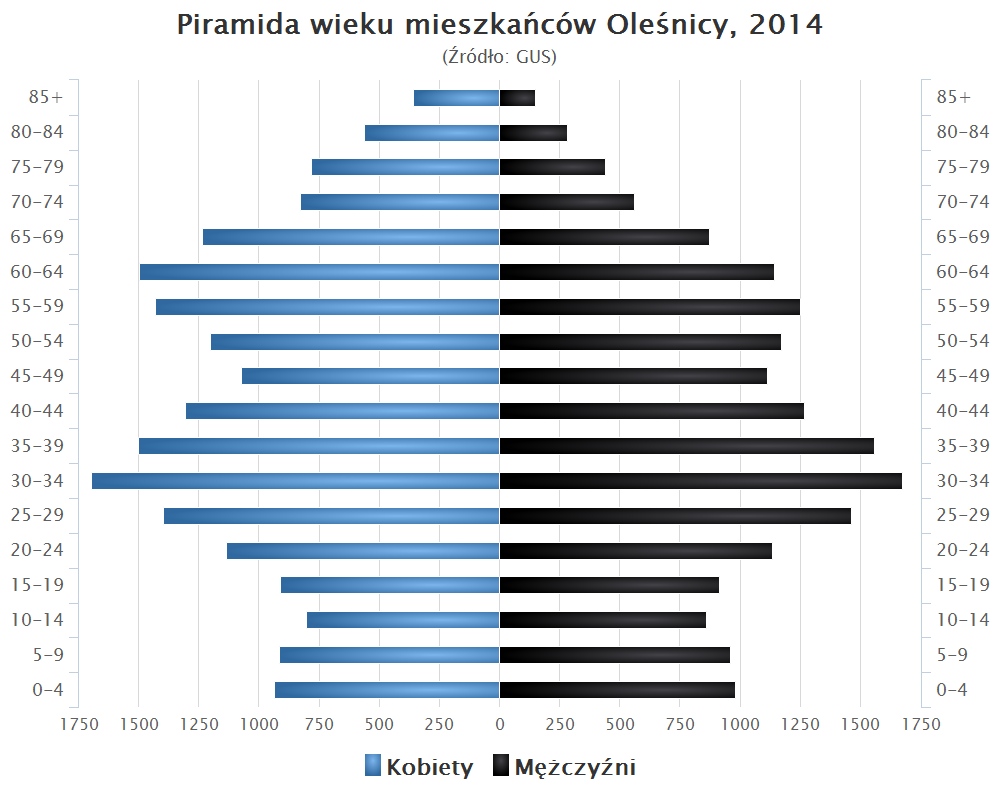
Piramida wieku mieszkańców Oleśnicy w 2014 roku

Oleśnica jest drugim, po stolicy Dolnego Śląska, największym miastem aglomeracji wrocławskiej. W opublikowanych przez GUS danych z 31.12.2015 roku w mieście populacja wyniosła 37.450 mieszkańców, w tym: 19.625 kobiet i 17.825 mężczyzn. W badanym roku przyrost naturalny wyniósł -12 (urodzenia żywe 340, zgony ogólem 352, w tym niemowląt 0).
Najwyższą liczę ludności Oleśnicy odnotowano w 1996 roku (39.021).

## Dzielnice, powierzchnia
Oficjalnie Miasto Oleśnica nie posiada usankcjonowanego prawnie podziału terytorialnego na dzielnice czy osiedla. Aktualnie używane nazwy są wynikiem przyłączenia w granice administracyjne pobliskich wsi bądź funkcjonują na zasadzie zwyczajowo przyjętych określeń: Centrum, Stare Miasto, Serbinów, Podzamcze, Lucień (do 1945 Leuchten), Lucień Osiedle, Łukanów, Wądoły, Osada Bystre, Stare Rataje, Nowe Rataje, Kwadraty oraz Zielone Ogrody.
Według danych z roku 2008 ogólna powierzchnia gruntów to 2096 hektarów, w tym:
- grunty orne 1107 ha
- sady 37 ha
- łąki i pastwiska 160 ha

Miasto stanowi 2% powierzchni powiatu.

## Transport

### Drogi
Przez Oleśnicę przebiega: jedna droga krajowa i dwie wojewódzkie oraz obwodnica w standardzie drogi ekspresowej:
- S8E67 (Ekspresowa Obwodnica Oleśnicy) Białystok – Warszawa – Oleśnica– Wrocław – Kłodzko – Kudowa-Zdrój (granica państwa )
- 25 Oleśnica – Międzybórz – Ostrów Wielkopolski – Kalisz – Konin – Inowrocław – Bydgoszcz – Bobolice
- 340 Oleśnica – Trzebnica – Wołów – Ścinawa
- 451 Oleśnica – Namysłów

### Transport autobusowy
Miasto posiada duży dworzec autobusowy z dziewięcioma zadaszonymi stanowiskami odjazdowymi, halą warsztatową z myjnią i zajezdnią.

Miejski transport zbiorowy organizowany jest od 22 lipca 1984 roku. Komunikacja opiera się na 4 liniach autobusowych. Przejazd jest bezpłatny dla wszystkich pasażerów.
| 1 KOPERNIKA                                           |
| 1 OŚRODEK ZDROWIA SPALICE                             |
| 1 OSIEDLE LUCIEŃ                                      |
| 1 LUDWIKOWSKA OŚRODEK ZDROWIA                         |
| 2 DWORZEC KOLEJOWY RATAJE przez ENERGETYCZNĄ          |
| 2 DWORZEC KOLEJOWY RATAJE                             |
| 2 DWORZEC KOLEJOWY                                    |
| 2 STREFOWA ALUCROM                                    |
| 2 KRZYWOUSTEGO ZAKŁADY ZBOŻOWE omija DWORZEC KOLEJOWY |
| 2 STREFOWA omija DWORZEC KOLEJOWY                     |
| 2 KRZYWOUSTEGO ZAKŁADY ZBOŻOWE                        |
| 2 KRZYWOUSTEGO OGRÓDKI DZIAŁKOWE                      |
| 2 STREFOWA przez ENERGETYCZNĄ                         |
| 2 DWORZEC AUTOBUSOWY                                  |
| 3 DWORZEC KOLEJOWY                                    |
| 3 WILEŃSKA JEDNOSTKA WOJSKOWA                         |
| 3 WILEŃSKA OGRÓDKI DZIAŁKOWE                          |
| 3 STREFOWA przez JEDNOSTKĘ WOJSKOWĄ                   |
| 11 OSIEDLE LUCIEŃ                                     |
| 11 DWORZEC KOLEJOWY                                   |

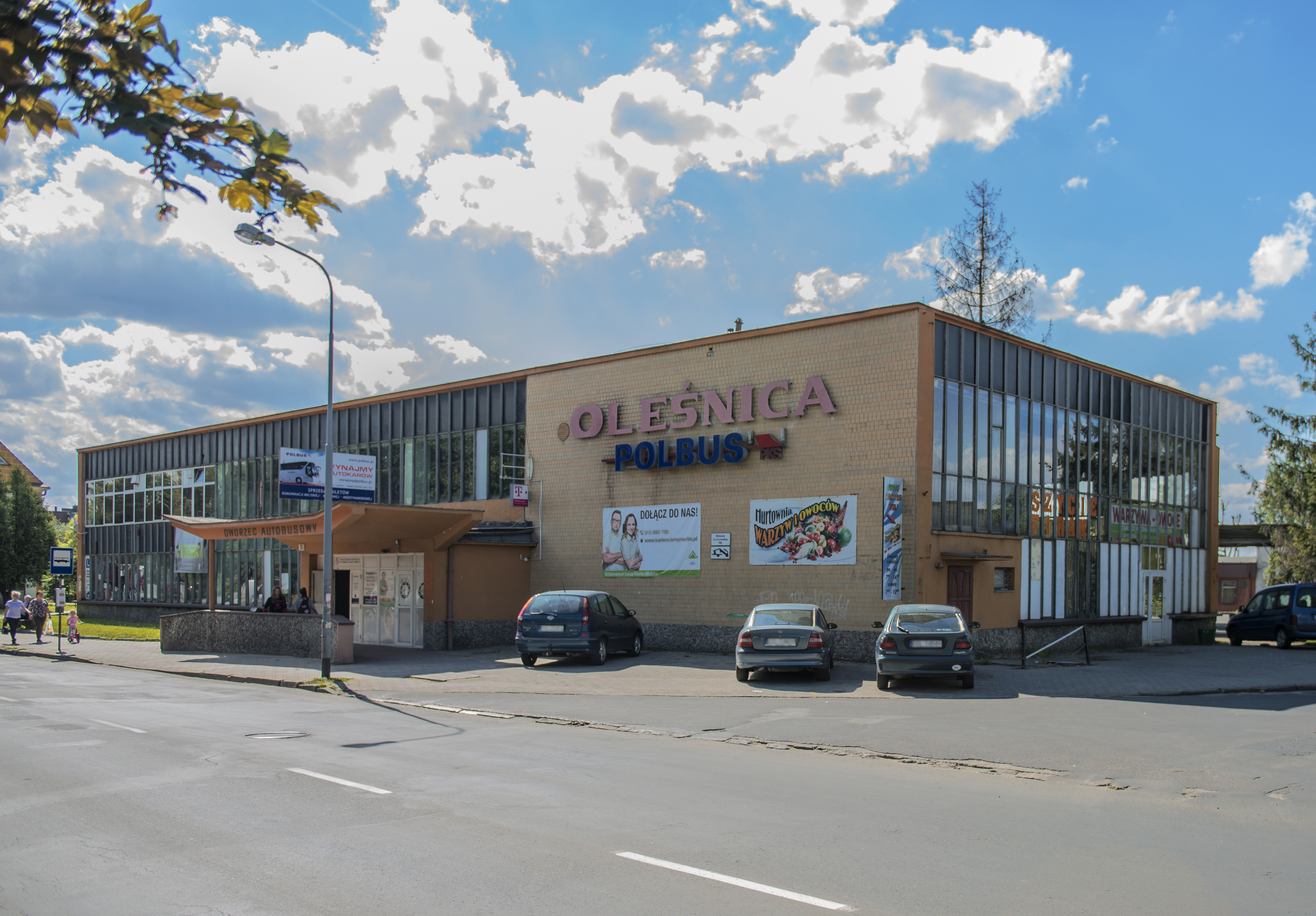
Dworzec Autobusowy w Oleśnicy przy ul. Rzemieślniczej 11

Od lipca 2020 roku uruchomiona została Komunikacja Autobusowa Gminy Oleśnica (KAGO) łącząca miejscowości gminy wiejskiej z miastem. Opłata za przejazd dowolną linią gminną G1-9 wynosi 2 złote i nie stosuje się ulg i stref biletowych Każda linia wykonuje kilka kursów dziennie w dni robocze.
G1 Jenkowice <> Dąbrowa <> Oleśnica
G2 Brzezinka <> Boguszyce <> Sokołowice <> Oleśnica
G3 Ostrowina <> Ligota Polska <> Poniatowice <> Jonas <> Cieśle <> Oleśnica
G4 Boguszyce <> Boguszyce Osiedle <> Spalice <> Oleśnica
G5 Zarzysko <> Wszechświęte <> Nowoszyce <> Bogusławice <> Oleśnica
G6 Nowa Ligota <> Ligota Wielka <> Smolna <> Oleśnica
G7 Piszkawa <> Krzeczyn <> Ligota Mała <> Bystre <> Oleśnica
G8 Smardzów <> Nieciszów <> Oleśnica
Autobusy komunikacji komercyjnej do sąsiedniego Wrocławia kursują tu w takcie średnio co 20 minut.
Przebieg linii 504,14,514,554 na terenie Oleśnicy: ____ * - przystanki obsługiwane przez wybrane kursy
- 504, 504 NOC - ↔ Wileńska (Jednostka Wojskowa) - Sucharskiego I/II - Wojska Polskiego I/II - Klonowa - Sudoła* - Poniatowskiego* - Lwowska - pl. Zwycięstwa - D.A - Wrocławska (bank)* - Smardzów - Borowa - Byków - Długołęka - Mirków - WW Psie Pole (Stacja kolejowa) - WW C.H. Korona - WW. Kwidzyńska - WW Norwida/pl. Grunwaldzki - WW Poczta Główna/Urząd Wojewódzki - WW. Kołłątaja/pl.Dominikański - Wrocław D.A.

- 14, 514 - ↔ Ostrowina (Szpital) - Poniatowice- Wojska Polskiego I/II - Klonowa - Lwowska - pl. Zwycięstwa - D.A - Wrocławska (bank) - Smardzów - Borowa - Byków - Długołęka - Mirków - WW Psie Pole (Stacja kolejowa) - WW C.H. Korona - WW. Kwidzyńska - WW Norwida/pl. Grunwaldzki - WW Poczta Główna/Urząd Wojewódzki - WW. Kołłątaja/pl.Dominikański - Wrocław D.A.

- 554 - ↔ D.A - pl. Zwycięstwa - Kilińskiego - 3-go Maja - Ludwikowska (pętla) - Bystre - Krzeczyn - Piszkawa - Oleśniczka - Kątna- Brzezia Łąka - Pietrzykowice - Śliwice - Kiełczów - WW Psie Pole - WW C.H. Korona - WW Mosty Warszawskie - WW Wyszyńskiego- WW Ogród Botaniczny - WW Kołłątaja/pl.Dominikański - Wrocław D.A

### Transport kolejowy

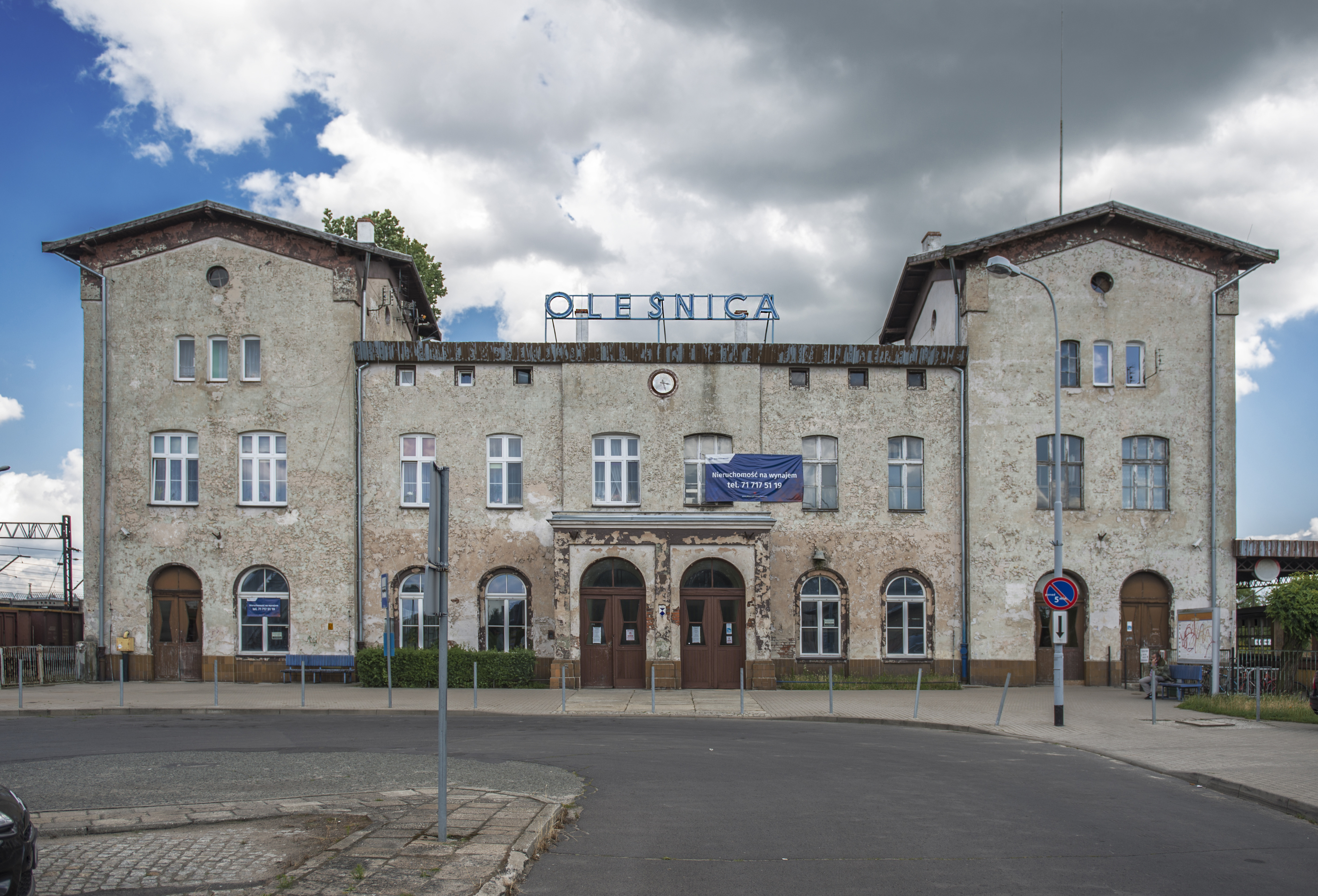
Dworzec Kolejowy w Oleśnicy

W Oleśnicy znajdują się dwie stacje kolejowe: Oleśnica i Oleśnica Rataje.
Jest to duży węzeł kolejowy, krzyżują się tu linie z Wrocławia, Ostrowa Wielkopolskiego, Łodzi Kaliskiej, Warszawy, Krotoszyna, Poznania, Koszalina i z Katowic przez Lubliniec, Kluczbork.
Przez Oleśnicę przebiegają następujące linie kolejowe:
- 143 Kalety – Wrocław Mikołajów
- 181 Herby Nowe – Oleśnica
- 281 Oleśnica – Chojnice

Linia 143 wykorzystywana jest również w ramach ruchu pasażerskiego Wrocławskej Kolei Aglomeracyjnej i jest obsługiwana przez PolRegio (dawne Przewozy Regionalne).
Jeszcze w latach siedemdziesiątych XX w. na stacji Oleśnica Rataje można było rozpocząć podróż ekspresem. Po blisko 40 latach kursowania odjechał z Oleśnicy Rataje ostatni pociąg międzynarodowy „Bohemia”, łączący stolice Polski i Czech. Dwa lata wcześniej zakończył tu kursowanie pociąg relacji Warszawa – Drezno.

### Transport lotniczy
Na wschód od miasta istniało do 2003 roku lotnisko wojskowe. W roku 2013 powołano spółkę Lotnisko Oleśnica pod zarządem powiatu oleśnickiego. Projekt reaktywacji lotniska został wstrzymany w roku 2016. W 2021 roku została oddana do użytku wschodnia obwodnica miasta, łącząca drogę ekspresową S8 z drogą wojewódzką nr 451 ostatecznie degradując charakter lotniczy obiektu.

### Oleśnicki Rower Miejski
Od roku 2019 w Oleśnicy funkcjonuje Oleśnicki Rower Miejski (OLBIKE) tworzący sieć kilkunastu stacji na terenie miasta.

## Oświata

### Placówki oświatowe

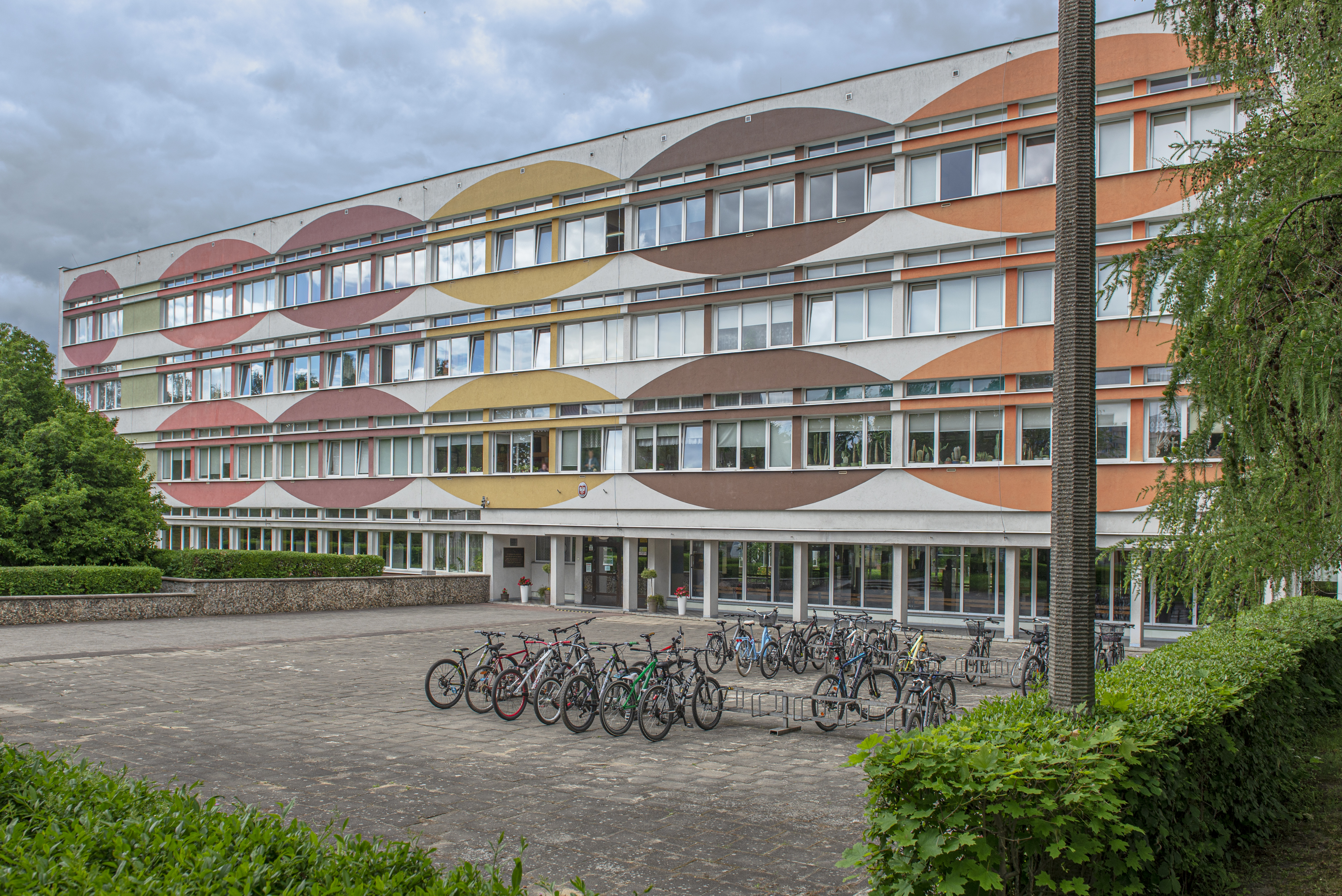
Zespół Szkół Zawodowych im. Marii Skłodowskiej-Curie

Szkoły oraz instytucje oświatowe w Oleśnicy:
- Przedszkola - Przedszkole nr 1, 3, 4, 6 i siedem przedszkoli niepublicznych;
- Szkoły podstawowe - SP nr 2 im. Jana Kilińskiego, SP nr 4 im. prof. Romana Podoskiego, SP nr 6 z Oddziałami Integracyjnymi im. Janusza Korczaka, SP nr 7 im. Jana Pawła II, SP nr 8 im. Noblistów Polskich, Katolicka Szkoła Podstawowa im. Jana Apostoła i Ewangelisty (niepubliczna);
- Gimnazja - Gim. Gimnazjum nr 1 im. Książąt Oleśnickich, Gim. nr 2 im. Armii Krajowej, Gim. nr 3 im. Podróżników i Odkrywców Polskich, Gimnazjum Gminy Oleśnica im. Szarych Szeregów, Centrum Kształcenia i Wychowania;
- Licea ogólnokształcące - I Liceum Ogólnokształcące im. Juliusza Słowackiego, II Liceum Ogólnokształcące im. ks. Jana Twardowskiego, ZSP im. Marii Skłodowskiej-Curie - Liceum Ogólnokształcące dla Dorosłych, Liceum Ogólnokształcące dla Dorosłych, „EUROCONSULTING” Centrum Kształcenia Dorosłych Liceum Ogólnokształcące dla Dorosłych;
- Technika - Zespół Szkół Ponadgimnazjalnych im. Marii Skłodowskiej-Curie - Technikum;
- Zasadnicze szkoły zawodowe - Zespół Szkół Ponadgimnazjalnych im. Marii Skłodowskiej-Curie, Centrum Kształcenia i Wychowania;
- Szkoły policealne - Policealne Studium Zawodowe “ALFA”, „EUROCONSULTING” Polsko-Niemieckie Centrum Edukacji Biznesu. Szkoła Policealna dla Dorosłych, Policealne Studium Zawodowe dla Dorosłych;
- Szkoły specjalne - Zespół Placówek Specjalnych - Przedszkole Specjalne nr 5, Szkoła Podstawowa Nr 5, Gimnazjum Nr 4 Specjalne, Zasadnicza Szkoła Zawodowa Nr 2 Specjalna, Specjalna Szkoła Przysposabiająca do Pracy, Specjalny Ośrodek Szkolno Wychowawczy im. Sybiraków, Ośrodek Rewalidacyjno-Wychowawczy

### Inne instytucje
W Oleśnicy działa także Powiatowa Placówka Opiekuńczo-Wychowawcza Nr 4.

## Kultura
Imprezy kulturalne:

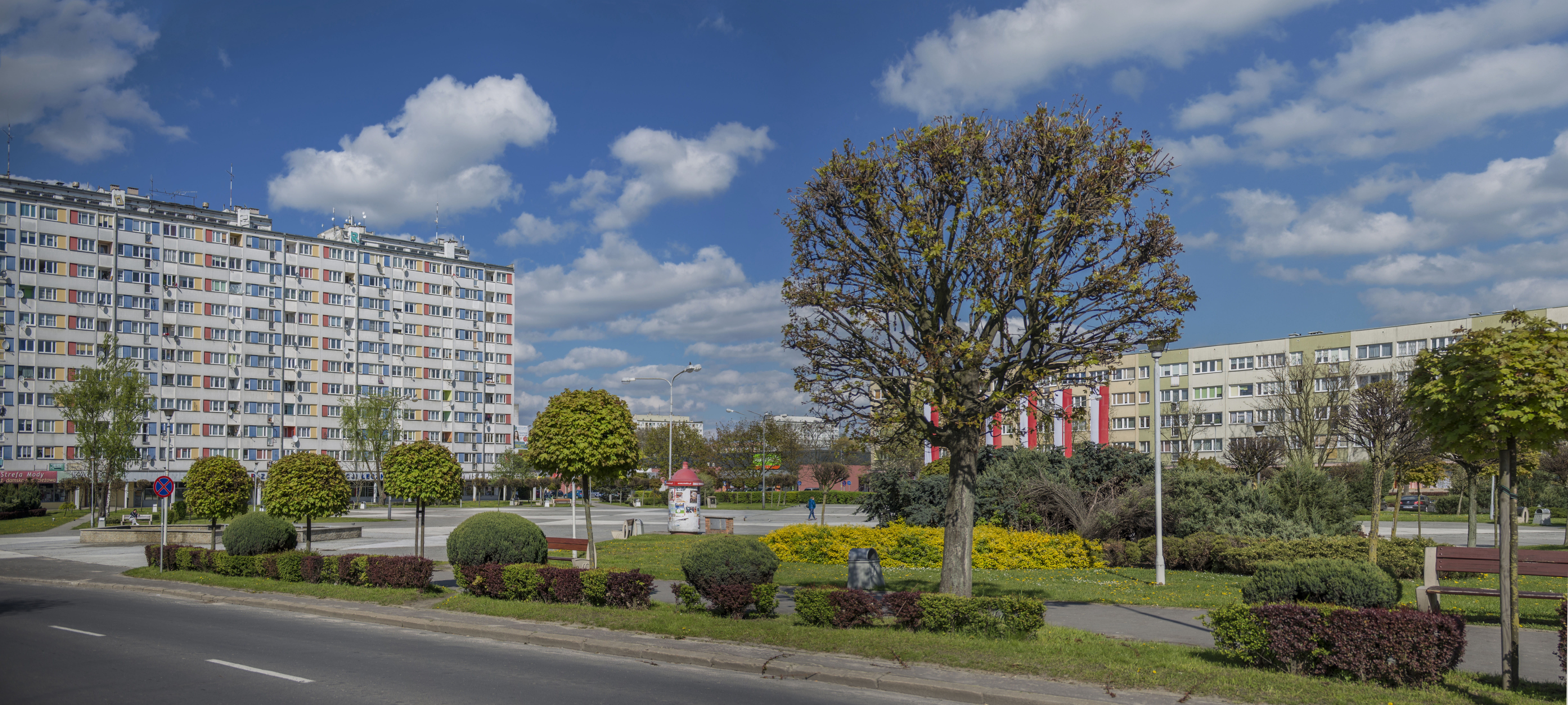
Plac Zwycięstwa

- Dni Oleśnicy – Święto Miasta Wież i Róż (przełom maja-czerwca każdego roku)
- Dni Europy (wrzesień każdego roku)
- Oleśnicki Festiwal Cyrkowo-Artystyczny OFCA (sierpień każdego roku)
- Agrafka Jam (festiwal hip-hopowy) (sierpień każdego roku)
- Oleśnica Rock Festival

## Wspólnoty wyznaniowe

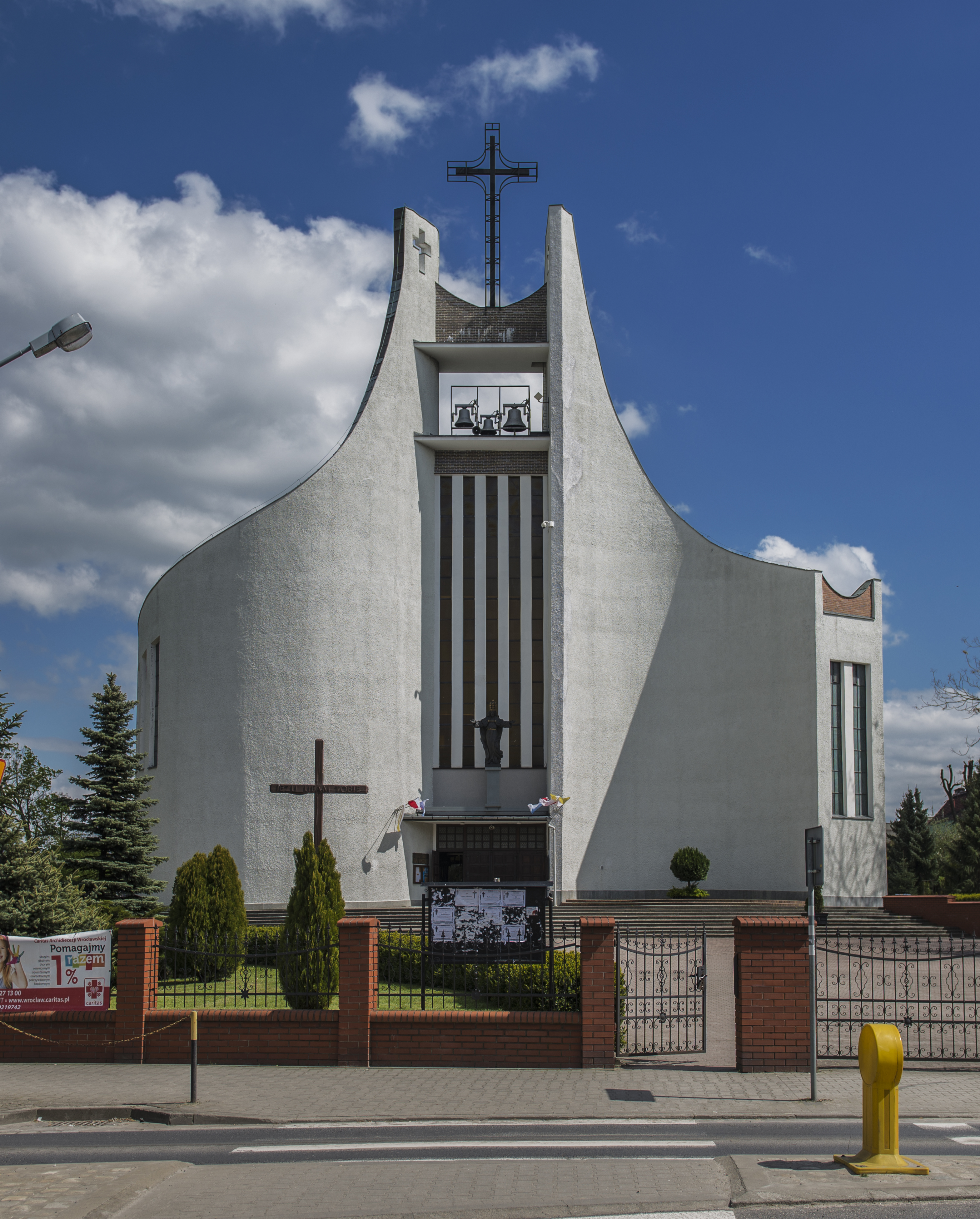
Kościół parafialny pw. Najświętszej Maryi Panny Matki Miłosierdzia

Na terenie miasta działalność religijną prowadzą następujące Kościoły i związki wyznaniowe:
- Kościół rzymskokatolicki[43]:
  - parafia św. Jana Apostoła i Ewangelisty
  - parafia Najświętszej Maryi Panny Matki Miłosierdzia
  - parafia Najświętszej Maryi Panny Fatimskiej
  - Zgromadzenie Ss. Świętego Feliksa z Kantalicjo
- Kościół greckokatolicki:
  - parafia Trójcy Świętej[44]
- Polski Autokefaliczny Kościół Prawosławny:
  - parafia Zaśnięcia Przenajświętszej Bogurodzicy[45]
- Kościół Ewangelicko-Augsburski:
  - filiał w Oleśnicy należący do parafii Opatrzności Bożej we Wrocławiu[46]
- Kościół Zielonoświątkowy:
  - zbór w Oleśnicy, ul. Łużycka 22 (dawny Kościół Zbawiciela i Stara Synagoga)[47]
- Świadkowie Jehowy:
  - zbór Oleśnica-Północ
  - zbór Oleśnica-Wschód
  - zbór Oleśnica-Zachód (Sala Królestwa, ul. Stolarska 3b)[48][49]
- Wspólnota „Biblijni Chrześcijanie” w Oleśnicy[50]

## Oleśnica jako garnizon wojskowy

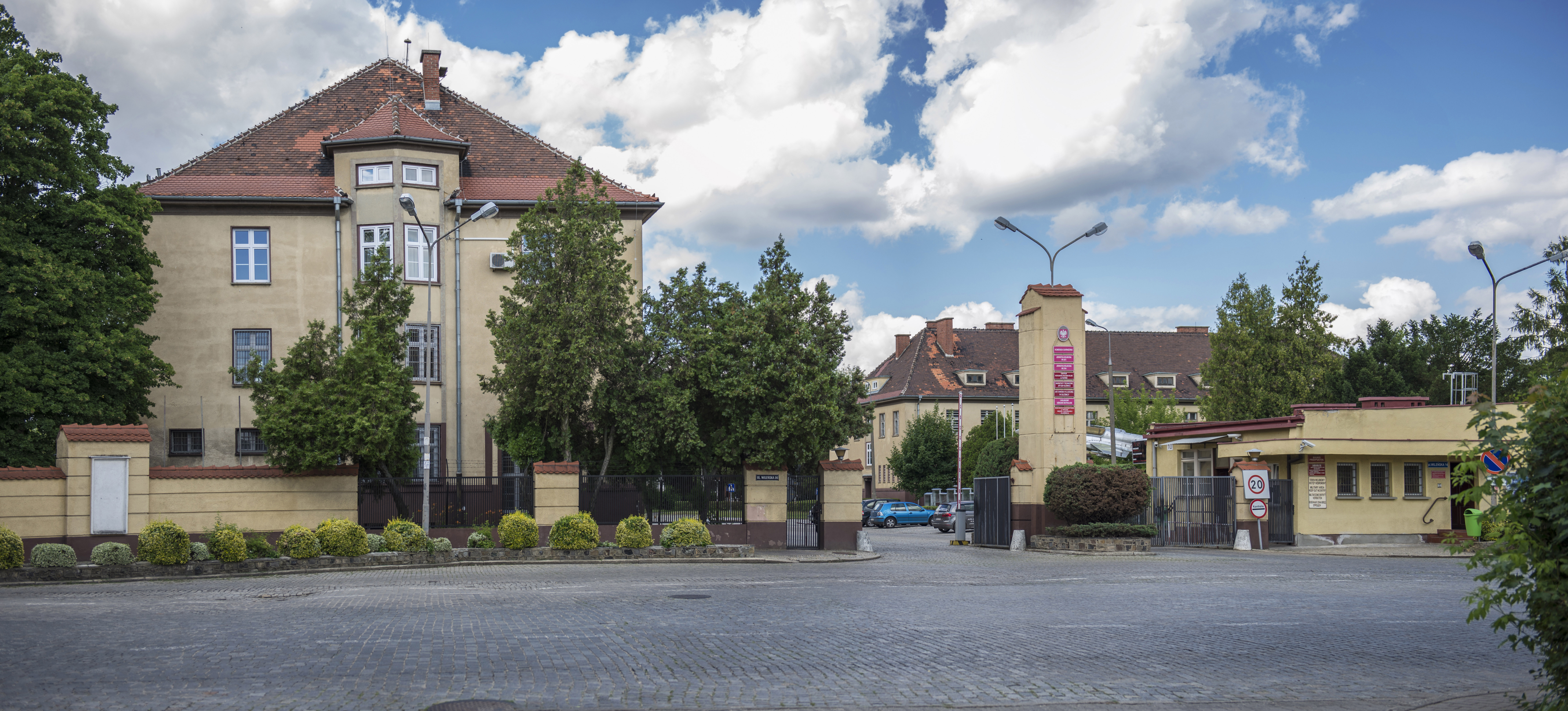
Jednostka Wojskowa „Białe Koszary”

Jednostki stacjonujące po 1945 (rozwiązane):
- 51. zapasowy batalion specjalistów lotniczo-technicznych
- Techniczna Oficerska Szkoła Wojsk Lotniczych w Oleśnicy
- 19 Samodzielny Batalion Rozpoznawczy
- 1 Szkolny Pułk Samochodowy
- Wojskowy Ośrodek Szkolenia Spadochronowego (WOSSpad)
- KBW Oleśnica

Jednostki stacjonujące po 1945:
- Techniczna Oficerska Szkoła Wojsk Lotniczych
- Centralny Ośrodek Szkolenia Specjalistów Technicznych Wojsk Lotniczych
- Centrum Szkolenia Inżynieryjno-Lotniczego
- Szkoła Chorążych Personelu Technicznego Wojsk Lotniczych

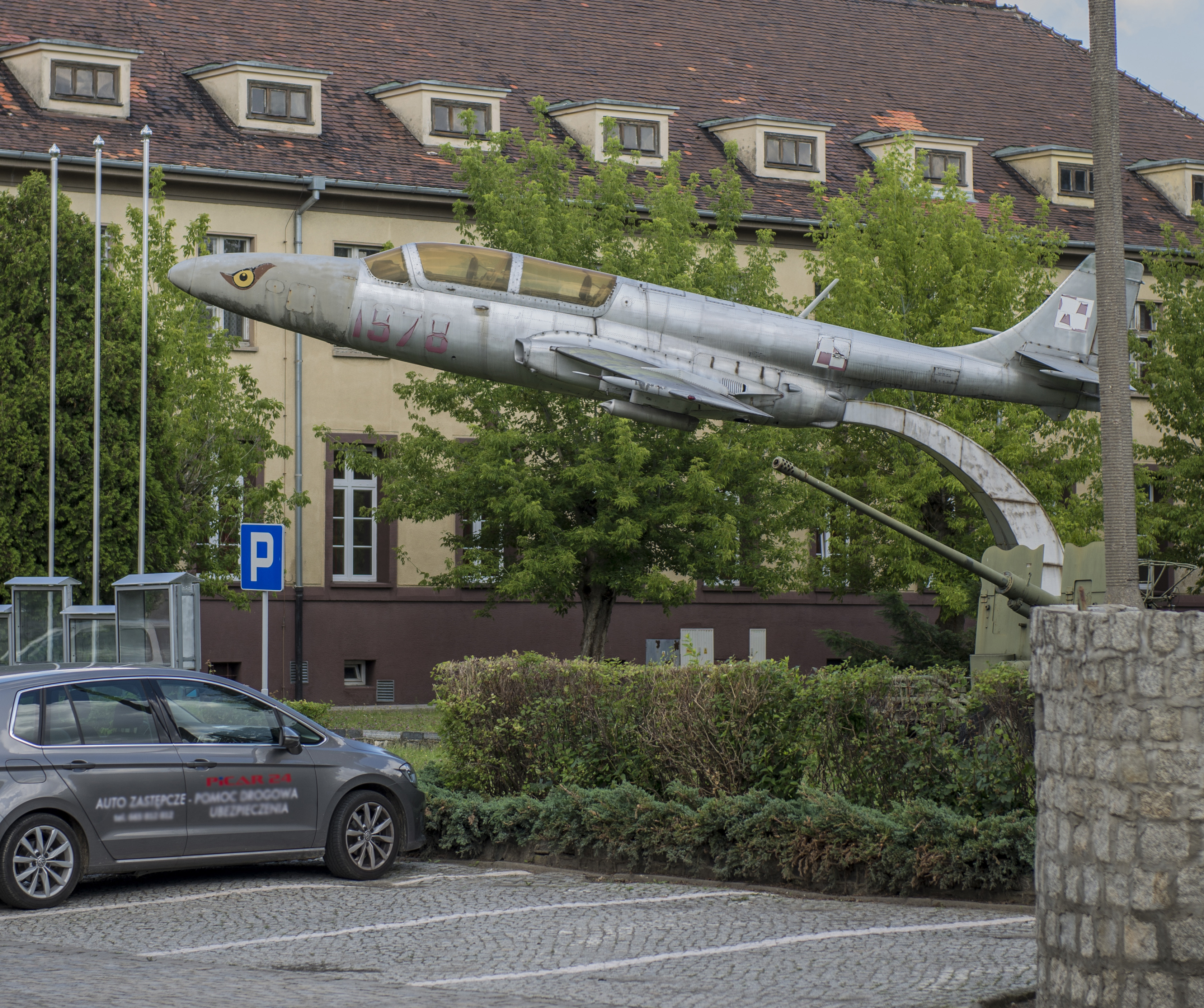
Pomnik TS-11 Iskra nr 1H-0504

Jednostki stacjonujące w Garnizonie Oleśnica od 2004 roku:
- 2 kompania regulacji ruchu od 1 kwietnia 2005 roku
- 3 kompania regulacji ruchu (przeniesiona w 2011 r. do Niska)
- 82 batalion ewakuacji sprzętu
- 10 Rejonowe Warsztaty Techniczne
- 3 Wojskowy Ośrodek Metrologii
- 2 Wojskowy Oddział Gospodarczy
- Archiwum Wojskowe w Oleśnicy
- Garnizonowy Węzeł Łączności w Oleśnicy
- Centrum Kierowania Ruchem Wojsk na Teatrze Oleśnica

## Sport

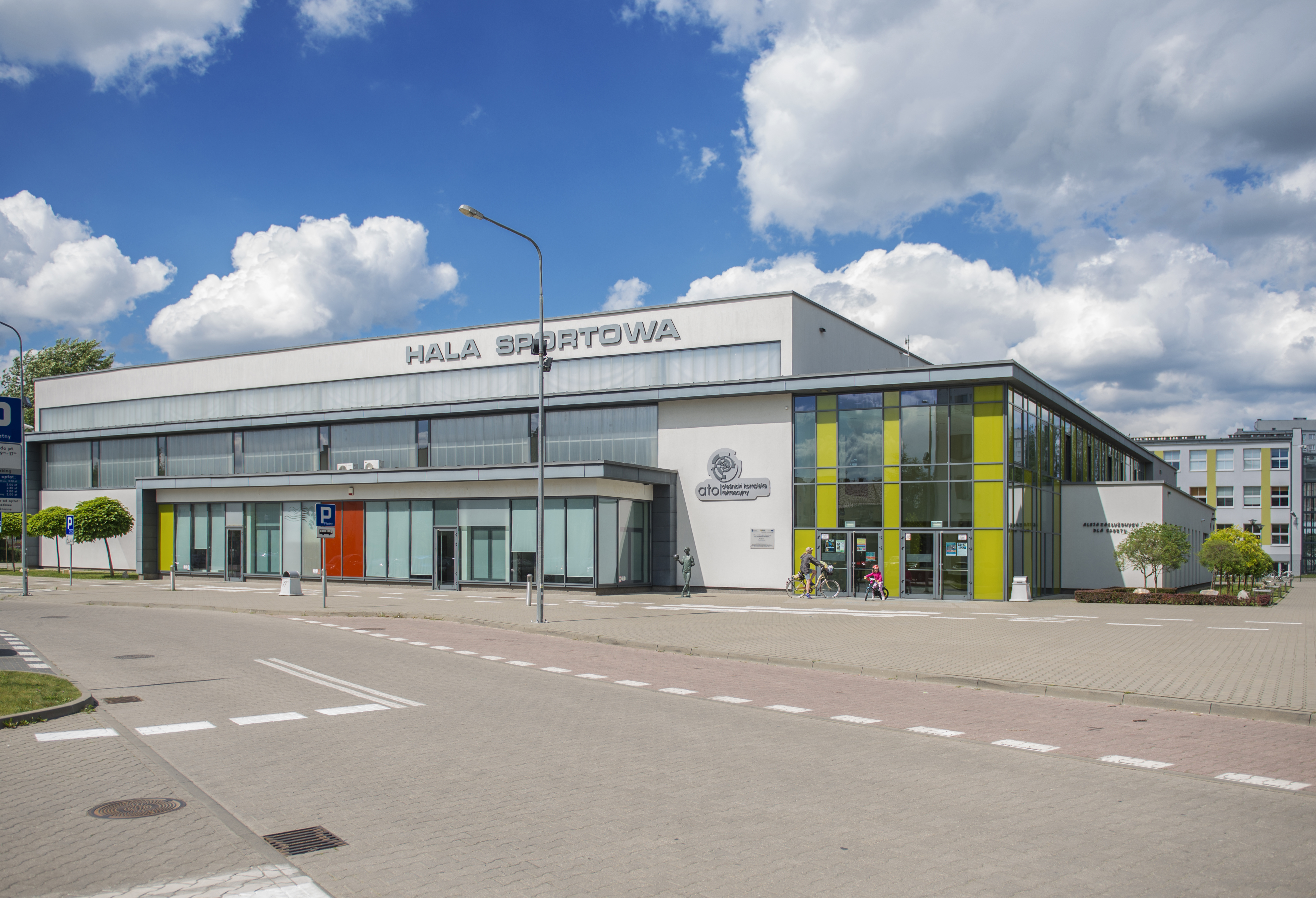
Hala Sportowa ATOL

W mieście przy ul. Brzozowej znajduje się stadion miejski z dwoma boiskami do gry w piłkę nożną i bieżnią lekkoatletyczną oraz zabytkową trybuną krytą z 1925 r. Przy ul. Spacerowej znajduje się nowo wybudowany kompleks sportowo-rekreacyjny, a przy ul. Kochanowskiego nowoczesna hala sportowa wraz z boiskami zewnętrznymi. Bazę sportową uzupełniają trzy boiska „Orlik”.
Kluby sportowe
- Miejski Klub Sportowy Pogoń Oleśnica (wielosekcyjny: piłka nożna – liga okręgowa, piłki ręczna – II liga, brydż – III liga, szachy – III liga) – istnieje od 12 maja 1945 roku. Piłkarze przez kilkanaście sezonów występowali w III lidze. W sezonie 1993/1994 klub uplasował się w niej na pierwszym miejscu i wywalczył awans do II ligi. Zajął w niej 18. Miejsce. W 1996 dotarł do półfinału pucharu Polski, w którym przegrał 0:3 z Ruchem Chorzów;
- Akademia Piłkarska Oleśnica
- Miejski Klub Pływacki „Atol” Oleśnica
- Klub Pływacki „Torpeda” Oleśnica
- Stowarzyszenie Piłki Ręcznej Oleśnica
- Oleśnicki Klub Hokejowy „Orły” Oleśnica
- Integracyjne Stowarzyszenie Rozwoju Sportu MOKiS „Siatkarz” Oleśnica
- Powiatowy Integracyjny Klub Sportowy „Orzeł” Oleśnica z wychowankiem, ostatnim medalistą olimpijskim w boksie z Barcelony Wojciechem Bartnikiem
- Klub Taekwon-do Ge-Baek
- Klub Sportowy „Dosan”
- Klub Sportowy "Hikari" Oleśnica
- Klub Sportowy AJDE Oleśnica – klub tenisa stołowego
- Judo „Tigers” Oleśnica
- Yureco Bike Team Oleśnica
- Międzyszkolny Integracyjny Klub Sportowy „Junior”
- Oleśnicki Klub Modelarski
- Oleśnickie Stowarzyszenie Sportowe
- Oleśnickie Towarzystwo Tenisowe „Smecz”
- Powiatowy Integracyjny Klub Sportowy „Orzeł
- Wojskowy Klub Sportowy „Oleśniczanka”, prowadzony przez Wiesława Kiryka, którego zawodnicy byli olimpijczykami (Bogusław Mamiński – Moskwa 1980, Leszek Bebło – Barcelona 1992 i Atlanta 1996, Grzegorz Gajdus – Atlanta 1996 i Ateny 2004, Jan Zakrzewski – Ateny 2004), kilkudziesięciu zawodników klubu było reprezentantami Polski na Mistrzostwa Świata i Europy w Lekkiej Atletyce, zawodnicy tego klubu zdobyli łącznie 290 medali Mistrzostw Polski, w tym 107 złotych, klubu dwukrotnie organizował w Oleśnicy Mistrzostwa Polski w Biegach Przełajowych Seniorów
- Wojskowy Klub Spadochronowy „Skrzydło”
- Wojskowe Koło PTTK nr 20
- Oleśnickie Stowarzyszenie Modelarzy RC
- Klub Koszykarski Oleśnica

Miasto w świecie sportu

## Stosunki międzynarodowe

### Miasta partnerskie

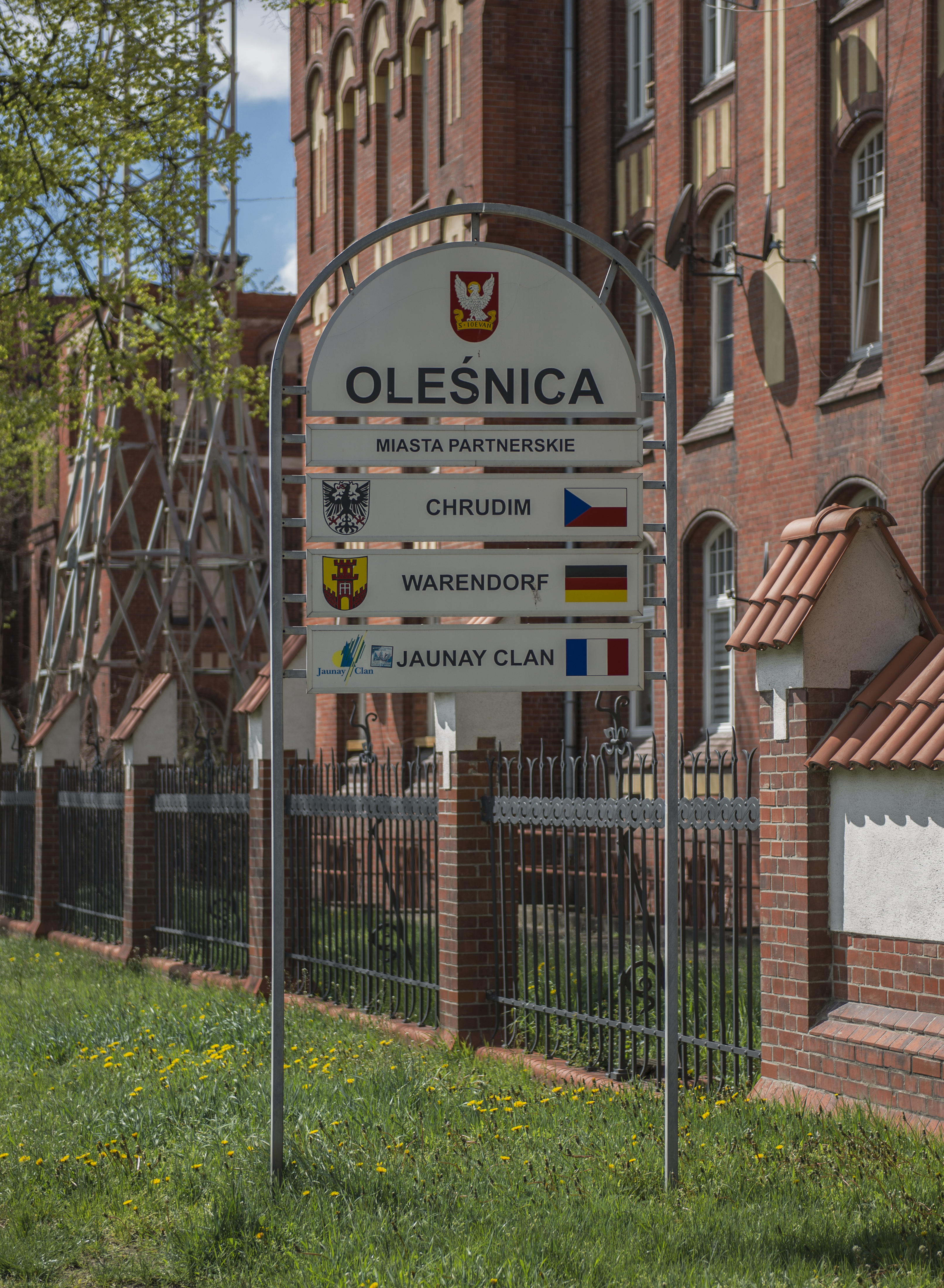
Tablica informacyjna miast partnerskich

| Miasto      | Kraj    | Data rozpoczęcia współpracy |
| ----------- | ------- | --------------------------- |
| Chrudim     | Czechy  | od 1998                     |
| Warendorf   | Niemcy  | od 2000                     |
| Jaunay-Clan | Francja | od 2004                     |